# Art d'Océanie
L'art d'Océanie (ou art océanien) regroupe l'ensemble des productions esthétiques matérielles et immatérielles des peuples autochtones d'Océanie. Ainsi, il ne sera pas question dans cet article des œuvres et artistes d'origine européenne (ou non-océanienne en général) habitant dans le Pacifique. Il est, en outre, important d'inclure la part immatérielle dans cet art de par l'importance qu'elle revêt pour les nombreux habitants du Pacifique. Notre appréhension du monde océanien et de son art serait nécessairement incomplète sans cette prise en compte.
Enfin, avec la création artistique et l'apparition des diverses religions, l'art s'est lié à l'éternel, au religieux, à l'au-delà. En effet, grâce aux arts, les hommes ont pu représenter des éléments qui leur permettaient de se rassurer, de dominer leurs peurs mais aussi de diffuser leurs idées, leurs dieux en leur donnant un aspect matériel.
Ainsi, l'Océanie est traditionnellement divisée en quatre espaces : la Mélanésie, la Micronésie, la Polynésie et l'Australie. Ce sont donc des aires stylistiques singulières qui malgré les étroites relations qui les liaient, ce sont constituées indépendamment les unes des autres.

## Considérations générales
Au contraire de l'Occident, il n'existe pas de conception esthétique stricte en Océanie. La pensée du Beau est toujours reliée au domaine du sacré. Ainsi les anthropologues ont mis en évidence que l'émotion suscitée par le divin est semblable dans son expression à notre propre ressenti émotionnel occidental devant le Beau. Un objet est paré de beaux atours en Océanie non pour décorer mais pour relier cet objet à l'ensemble du monde, lieu d'expression et de rencontres entre le Visible et l'Invisible. Et il arrive régulièrement que l'objet le plus simple, le plus humble soit le réceptacle du divin absolu, source d'une grande exaltation.
Ainsi les Papous  repeignent régulièrement leurs masques lors de nouvelles cérémonies rituelles. La couleur possède à leurs yeux un pouvoir magique qui est de faire parler leurs ancêtres et leurs dieux.
L'Océanie a connu deux vagues de peuplement : la première est le fait d'une population à peau noire dont les descendants sont les actuels Aborigènes d'Australie et les peuples papous de l'île de Nouvelle-Guinée. Les premiers constituent une aire artistique spécifique tandis que les seconds se rattachent à la grande diversité artistique de la Mélanésie.
Les Austronésiens forment la seconde vague de peuplement ; ce peuple s'est disséminé dans l'ensemble du Pacifique à travers une succession de vagues de peuplement des îles. Un premier ensemble civilisationnel forme la culture Lapita dont dérivent ensuite les autres cultures autochtones du Grand Océan. Ainsi malgré les adaptations aux environnements spécifiques de chaque île habitée, les productions artistiques conservent une homogénéité forte.
Pour le détail de cet article, choix a été fait de suivre la division traditionnelle de l'espace océanien (Mélanésie, Micronésie et Polynésie) à laquelle s'ajoute l'espace australien qui doit nécessairement être traité à part du fait de sa singularité historique, géographique et culturelle.

### Canons
Quoique les productions se sont particularisées au gré des îles et de leurs divers environnements, il demeure des traits communs tant dans la grammaire des formes que dans l'usage des couleurs. Dans la statuaire anthropomorphe, la marque caractéristique est la pliure des genoux – symbole de vie par le mouvement. La volonté réaliste est souvent moins importante que la stylisation, laquelle peut aller jusqu'à une abstraction surprenante voire déroutante, tant par son expression que par l'ancienneté des œuvres (en comparaison avec l'histoire de l'art occidentale dans laquelle l'abstraction est d'expression récente).
La palette des couleurs est assez restreinte de par l'usage de colorants naturels, issus d'une chimie basique et non pétrolière. Rouge, blanc, noir, ocre, sont les principales couleurs. Le bleu, le vert et le jaune viendront, sauf exception, uniquement à la suite des contacts avec les Blancs. Le rouge est la couleur divine dans l'ensemble du monde pacifique, porter du rouge est signe de grand prestige ; le blanc est celle des morts.

### Typologie des productions
Cette typologie est forcément bancale et mal adaptée mais permet un aperçu des productions artistiques océaniennes en regard de nos classifications de l'Art. Ainsi, tous les arts (au sens classique et occidental du terme) sont représentés en Océanie de l'architecture aux « arts de la scène » qu'est la danse, expression artistique immatérielle dont l'importance a provoqué la production de nombreux objets. Une certaine prépondérance est donnée à la sculpture et notamment au masque. Le tatouage forme un art bien distinct et peut-être porté à son expression maximum dans l'espace pacifique. En architecture, diverses constructions mégalithiques reflètent le génie des cultures océaniennes. Il existe aussi des arts inconnus en Occident comme le dessin sur sable. Concernant ce que l'Occident appelle les « arts décoratifs », c'est principalement le textile qui est représenté par le tapa.
En reprenant Jean Guiart , il est possible d'appréhender l'art océanien par sa capacité de renouvellement des formes. Le célèbre ethnologue obtient ainsi les aires stylistiques suivantes :
| Styles à innovation libre, à renouvellement rapide des formes   | Styles à innovation réduite au détail |
| --------------------------------------------------------------- | --- |
| Nouvelle-Guinée (Moyen-Sépik, Kwoma, Asmat, Golfe de Papouasie) | Nouvelle-Irlande & Nouvelle-Bretagne, Vanuatu (Ambrym & Malékula), Nouvelle-Zélande, Hawaï, Nouvelle-Guinée (Yuat, Mundugumor, Maprik, Golfe Huon, Golfe de Cenderawasih, île Tami, îles de l'Amirauté), îles Salomon, Nouvelle-Calédonie, Polynésie occidentale, Îles Marquises, Île de Pâques |

### Matériaux et modes de production
Comme toujours, ce sont les environnements et leurs variétés qui imposent à l'Homme ses ressources. Ainsi le bois et la pierre (tuf volcanique, obsidienne, néphrite) sont les deux matériaux principaux de l'expression artistique. À ces premières ressources, il faut ajouter la nacre et l'écaille de tortue savamment sculptées mais aussi les plumes, notamment à Hawaï même si cet art plumaire n'a pas atteint le degré de sophistication qu'il connaît en Amérique du Sud. On compte peu de travail de la terre glaise et bien entendu aucun travail du métal, du moins dans les productions anciennes. L'apport de ce dernier matériau, lors des premiers contacts, a permis avant tout de libérer encore des formes et une grammaire déjà vivaces en reposant les forces des artistes, lesquels ne pouvaient compter jusque-là que sur l'abrasion des peaux de requins et du sable et le tranchant des coquillages, des herminettes de pierre ou encore des dents de requin.
La création des œuvres artistiques prend souvent place dans le cadre des cérémonies religieuses. Ainsi, en Mélanésie, la majorité des productions se justifient par les différentes cérémonies (intronisation d'un chef, cérémonie de prise de grade, initiation, mariage, deuil) et cycles d'échange (comme la célèbre Kula ou le Malangan de Nouvelle-Irlande). Les instruments de danse et de musique entrent parfaitement dans cette logique de création pour cérémonies. De fait, une part de ces créations artistiques sont donc détruites après la cérémonie qui les a nécessitées : ce qui a survécu est donc ce que les Occidentaux ont pu recueillir avant destruction. Lorsque les objets ne sont pas créés pour des occasions particulières, ils gardent une large part de relation au sacré. C'est par exemple le cas des statues de divinités en Polynésie, des crochets pour la chasse aux têtes ou des décorations protectrices des grandes maisons communes : le faré.
Ce que l'ethnologie a mis en lumière également c'est le principe de droit d'auteur dans le renouvellement des formes : le motif neuf peut être vendu par son créateur et/ou par le détenteur de l'objet. Cela augmente bien entendu le prestige de l'artiste comme celui du détenteur, conférant ensuite à l'un comme à l'autre une importance sur le plan socio-politique.

### Brève histoire des arts du Pacifique
Il est possible de périodiser en trois phases l'art océanien. Une première période s'étend de l'installation des Hommes dans la région à la colonisation européenne (environ le début du XIXe) : les objets produits ont leur pleine valeur d'usage dans le cadre des cultures du Pacifique. Durant cette période, les traits communs s'acquièrent pour ensuite se particulariser au gré des installations dans les différentes îles et leurs environnements variables.
Suit la période de rencontre avec les Européens lesquels amènent avec eux les processus parallèles de colonisation et d'évangélisation. Durant cette période (comprise entre environ 1820 et 1970), dans le but de profiter des biens européens, une petite production d'exportation se met en place : ces objets sont troqués avec les marins occidentaux de passage (santaliers, baleiniers, militaires). Ces échanges se justifient pour les Océaniens par leur besoin d'accumulation des biens qui va de pair avec une importance politique dans leur société : plus un homme a, plus important il est (voir les concepts de Big Man et de mana).
Enfin, la dernière période s'ouvre avec la décolonisation qui voit un double mouvement : d'une part un artisanat touristique (les curios) qui reprend les stéréotypes des productions classiques avec plus ou moins de réussite et de qualité et un art contemporain fait de retour aux sources et d'influences occidentales. Ce second mouvement acquiert une certaine notoriété sur le marché de l'art actuel, en témoignent, par exemple, les régulières expositions pour vente en galerie des peintures aborigènes.

### Évolution du regard occidental
Si Jean Guiart peut écrire en 1983 « il n'y a rien que puisse réclamer comme sien l'art moderne occidental, que l'Océanie n'eût imaginé avant lui » c'est qu'il arrive dans un moment charnière de l'histoire de la réception des arts océaniens.
Dès les premiers contacts entre Océaniens et Européens, ces derniers repèrent les productions artistiques des premiers et n'y sont pas indifférents. Les objets d'abord collectés par l'échange forment le socle des cabinets de curiosité princiers et royaux, avant d'alimenter les premiers musées ; ce système de collecte et de dépôt en musée perdurera jusqu'à la fin de la Seconde Guerre mondiale environ. L'évangélisation des peuples autochtones conduit les missionnaires à interdire certaines représentations (notamment la nudité et les figures d'ordre sacré) et à influencer les productions. Un art mixte naît progressivement. Les pièces anciennes deviennent autant de preuves de la réussite du travail des missionnaires et sont donc confisquées et détruites pour la plupart mais certaines sont préservées et arrivent en Europe. Cette double perception ambivalente aura permis la survie de quelques chefs-d’œuvre.
Le XIXe puis le XXe siècle connaissent une évolution de perception de ces arts. Une certaine vision darwiniste de l'Histoire inscrit l'art océanien et ses productions dans une vue évolutionniste : ils sont la preuve d'un état primitif de l'art et des Hommes qui l'ont produit. L'ethnologie va suivre cette vue pendant un temps avant de redonner place et sens à égalité avec les productions occidentales. Ce sera le long travail de savants comme Franz Boas, Claude Lévi-Strauss, etc. Mais l'évolution du regard s'est aussi faite par les artistes et les marchands d'art. À l'orée de 1900 et du siècle nouveau, Guillaume Apollinaire et son ami galeriste Paul Guillaume et à leur suite Vlaminck, Picasso puis André Breton et les Surréalistes reconnaissent une force d'expression et d'esthétisme à ces arts. Par ce mouvement dual, la perception des pièces d'art océaniennes (et leurs cousines d'Afrique et d'Amérique du Nord) quittent peu à peu la sphère ethnologique pour la sphère artistique non sans ambiguïté ni débat scientifique sur cette reconnaissance (voir dans la section Articles connexes une liste non exhaustive des principaux musées présentant des arts océaniens).

## Aires stylistiques de la Mélanésie
L'espace mélanésien regroupe la grande île de Nouvelle-Guinée et ses dépendances insulaires (Nouvelle-Bretagne & Nouvelle-Irlande), l'archipel des Salomon, celui du Vanuatu et la longue île de Nouvelle-Calédonie. Cette aire stylistique est sûrement la plus diversifiée dans ses expressions plastiques. L'art mélanésien se préoccupe de l'effet visuel sur les spectateurs (membres du clan comme ennemis lors d'un raid), le réalisme est très secondaire. Cette recherche esthétique des couleurs, textures, contrastes renvoie bien sûr au domaine spirituel : celui qui montre les esprits et les idées détient un grand pouvoir sur eux et donc sur les Hommes – il en est de même lors des guerres tribales : l'image terrifiant l'ennemi est déjà une marque de la victoire.
La décoration des espaces construits est importante mais la recherche d'un effet immédiat sur un public a poussé la recherche artistique du côté du mouvement et du spectaculaire (dans son double sens étymologique et actuel) ; de ce fait, l'art de la danse a été le moteur de production de nombreux objets : parures et vêtements (dont des masques – cette aire possède un art du masque très développé que ne connaît guère le reste de l'espace pacifique), bien sûr, mais aussi pagaies, massues ou bâtons de danse qui devaient servir à la réalisation de différentes figures.
La scarification est un art corporel très développé en Mélanésie, surtout en Papouasie-Nouvelle-Guinée (voir ci après, galerie d'art papou).

### La Nouvelle-Guinée
C'est vraisemblablement dans cet espace que l'expression artistique touche à la plus grande profusion de styles et de formes. Il en est même difficile de dresser des généralités tant chaque tribu a une expression propre.
L'inspiration est naturaliste : l'animal (comme le calao, la roussette – dont les poils rouges sont très prisés comme marque de courage et de vigueur guerrière - , le crocodile) y tient une grande place – notamment en tant que figure de proue (le crocodile est le protecteur tutélaire de beaucoup de peuples papous). Ainsi le crochet, à la fois outil, pièce rituelle et objet sacré est vu comme la stylisation régulière du bec du calao. Mais le végétal n'est pas oublié car il procure les matériaux même de l'art mais aussi des formes (par exemple les racines des palétuviers) parfois rendues abstraites. La vie animale et végétale est donc matière première et source constante d'inspiration.
L'usage de la couleur est central : une statue ne prend sens et vie (elle est dite « chaude ») qu'avec l'application de la couleur. Les statues sont délavées après usage ou bien repeintes en gris .
Si l'utilisation du bois est dominante, on compte aussi sur l'utilisation de l'argile (poterie élémentaire des Iatmul) et de la vannerie, notamment chez les Baining ou les Abelam. L'os de casoar est aussi un support important pour des dagues finement ouvragées ; enfin, toujours concernant les os, cette fois humains, les crânes surmodelés sont aussi un support vu comme artistique.

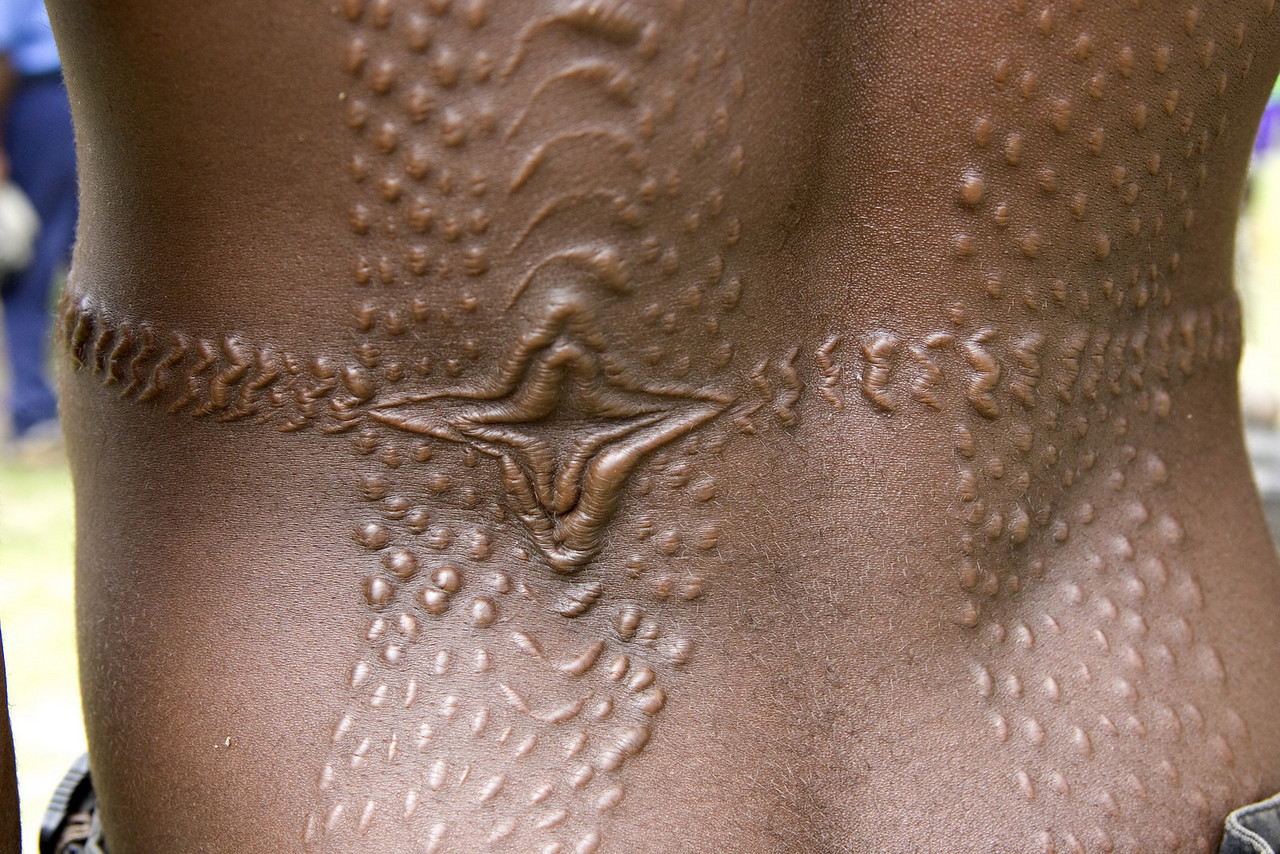
Scarification rituelle imitant le crocodile scarification (Sepik)
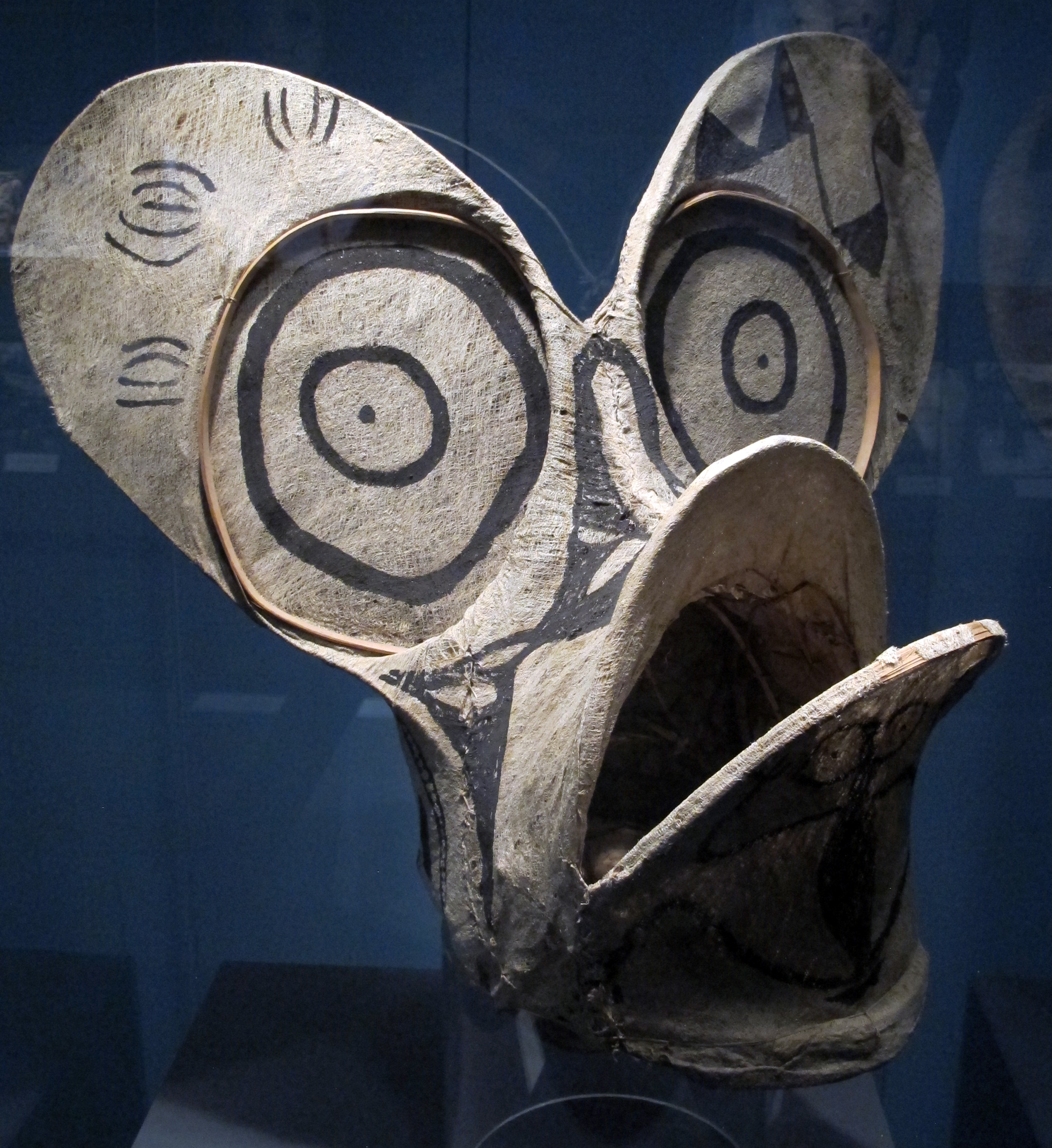
Masque de danse Baining
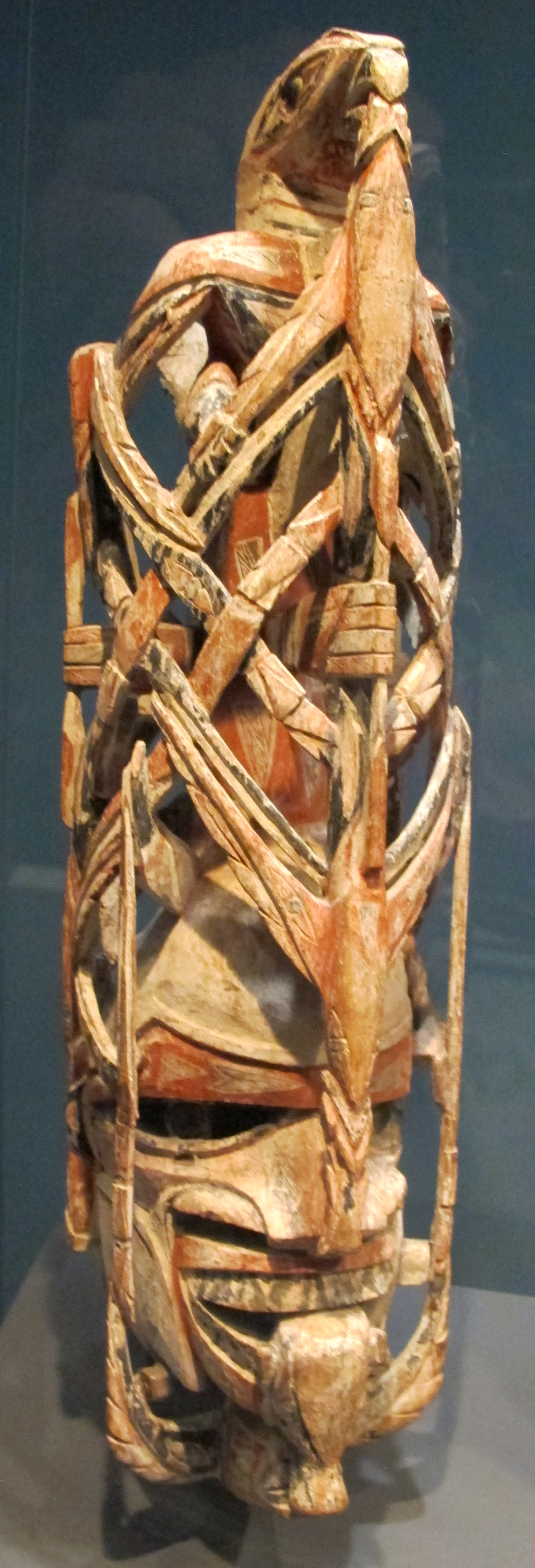
Masque malanggan de Nouvelle-Irlande - masque matua
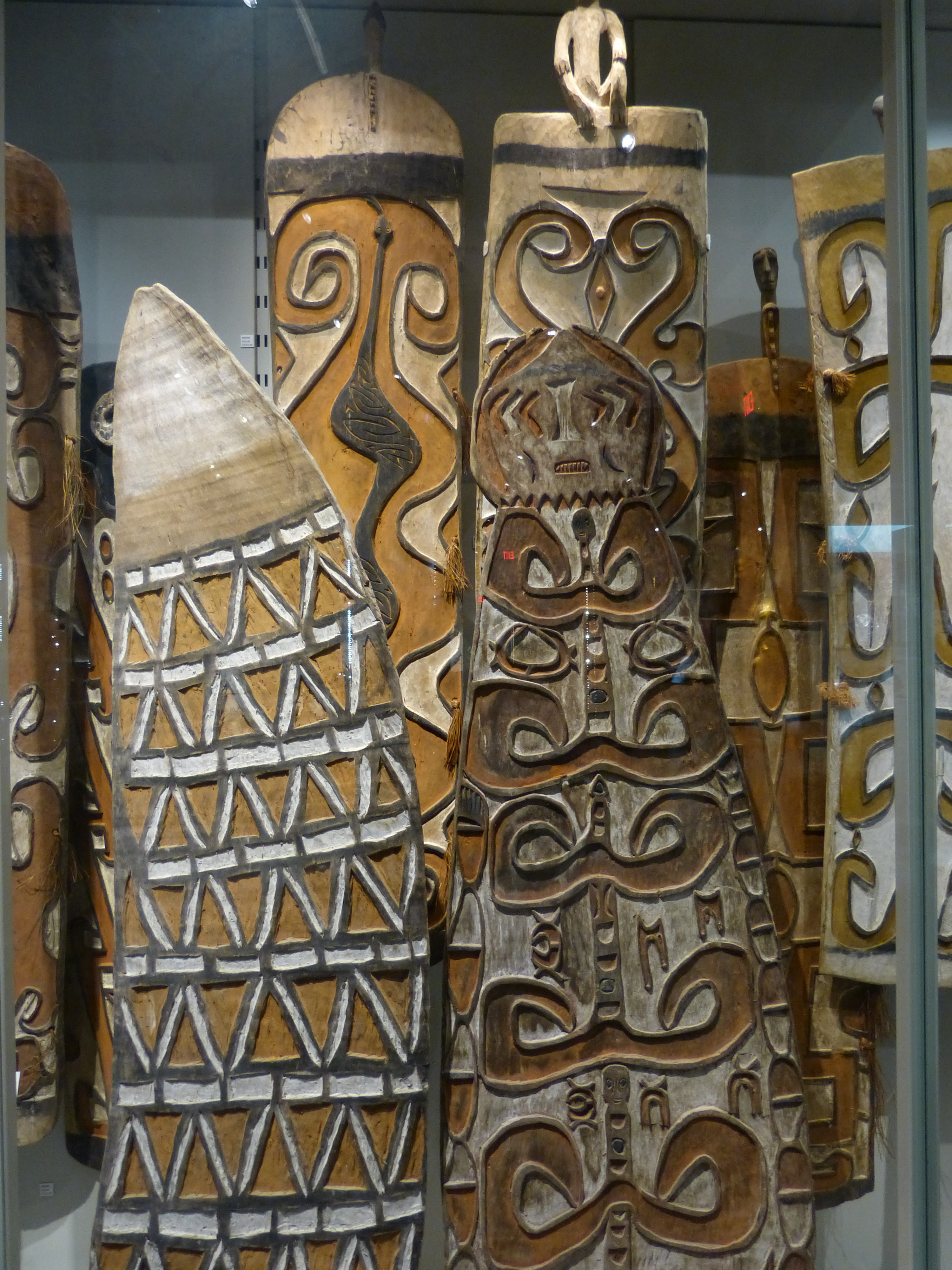
Boucliers asmat
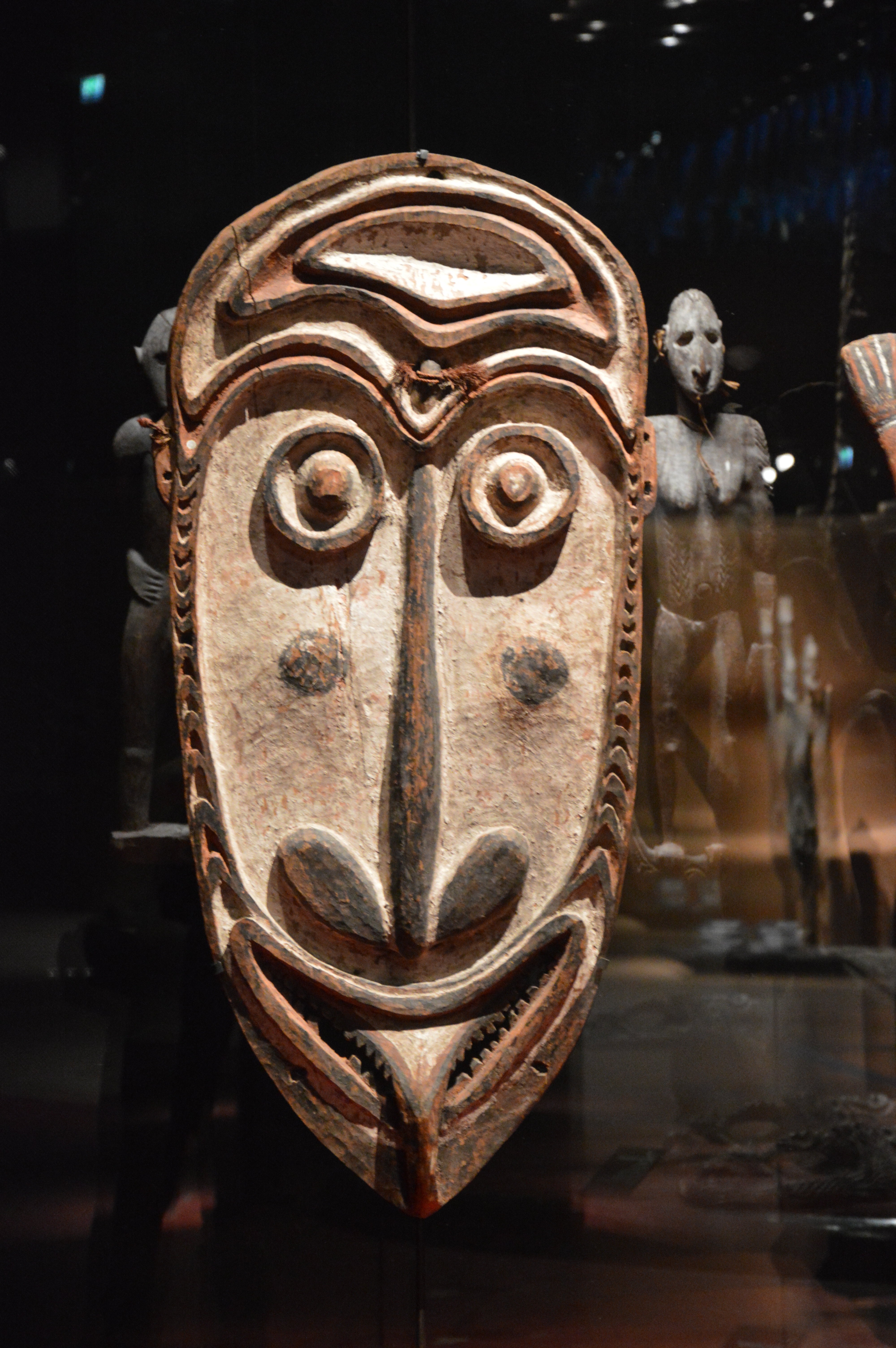
Masque de façade (Lac Chambri, Sepik)
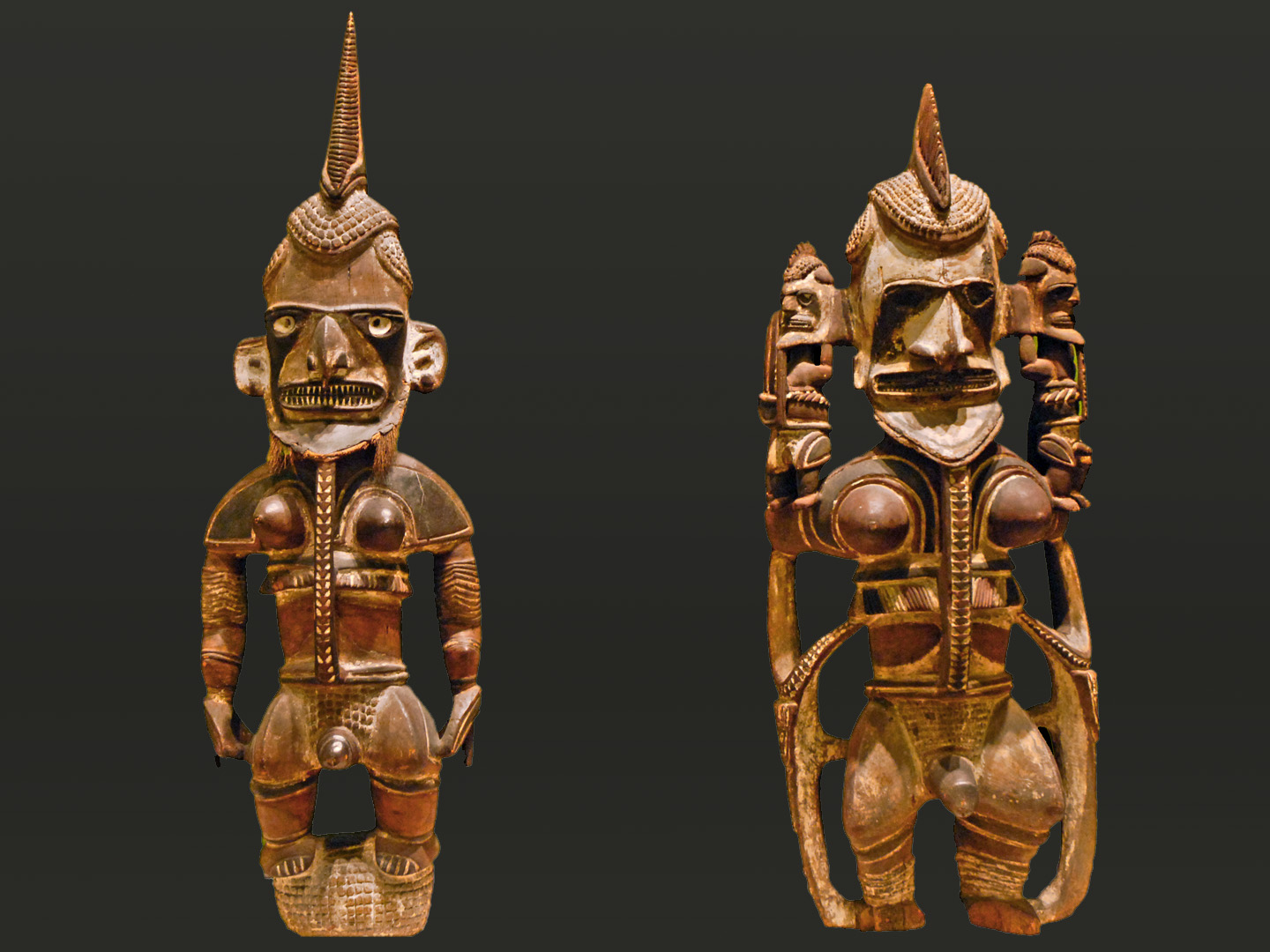
Statues Uli de Nouvelle-Irlande
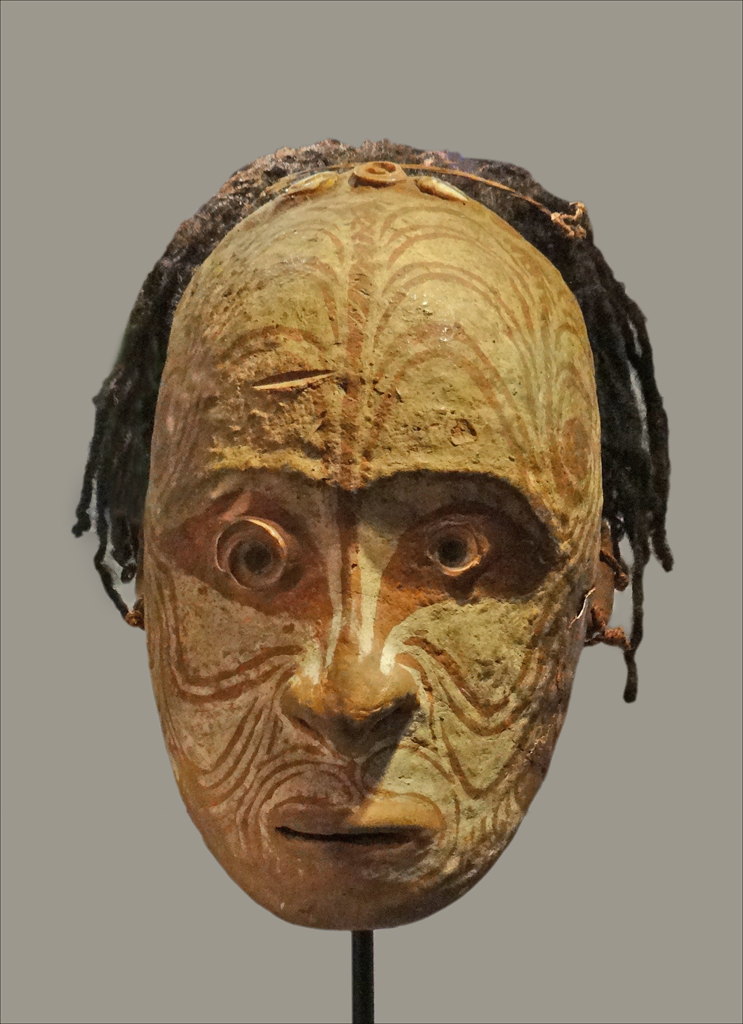
Crâne surmodelé yuat
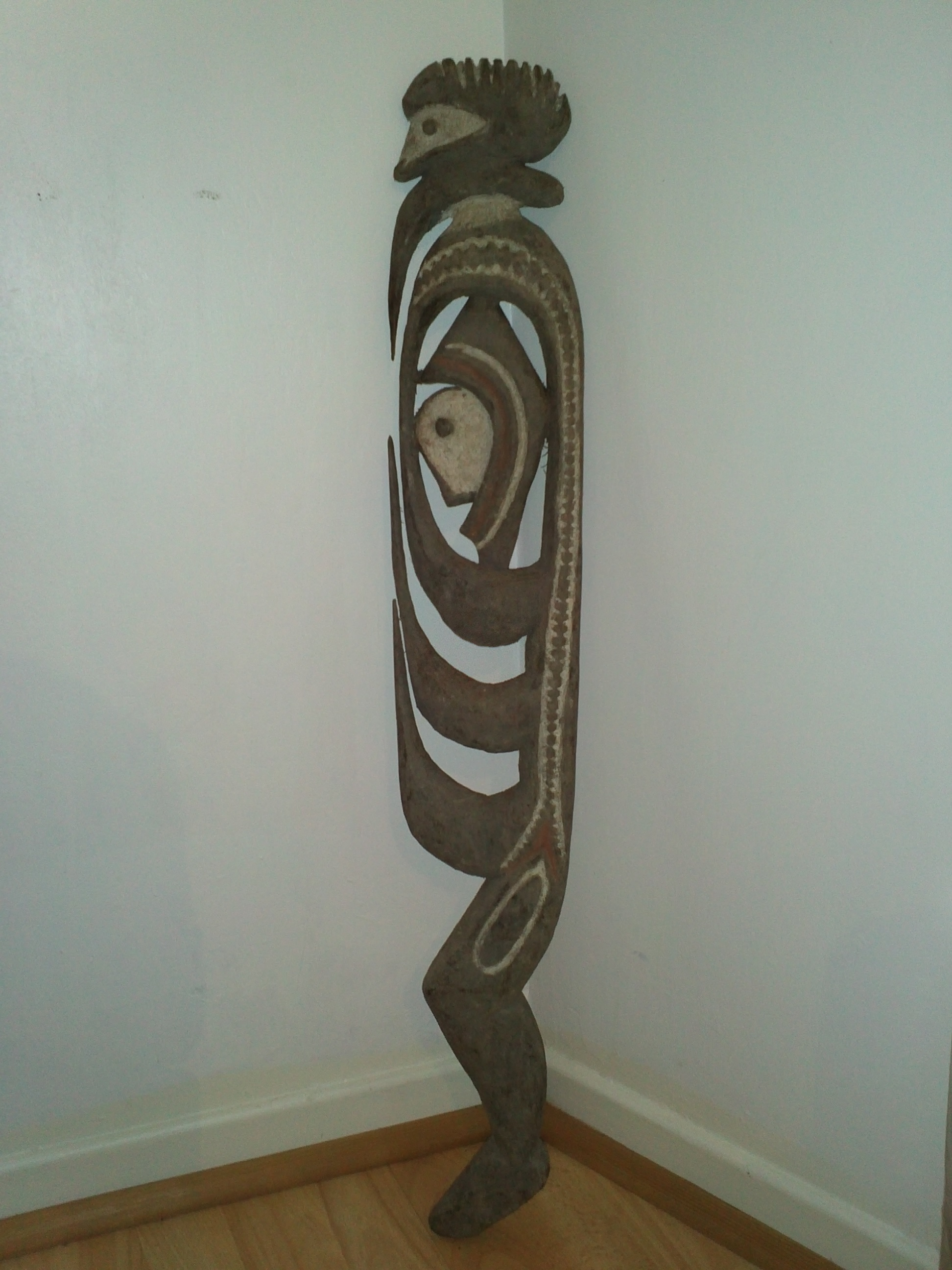
Statue Yipwon du Sepik
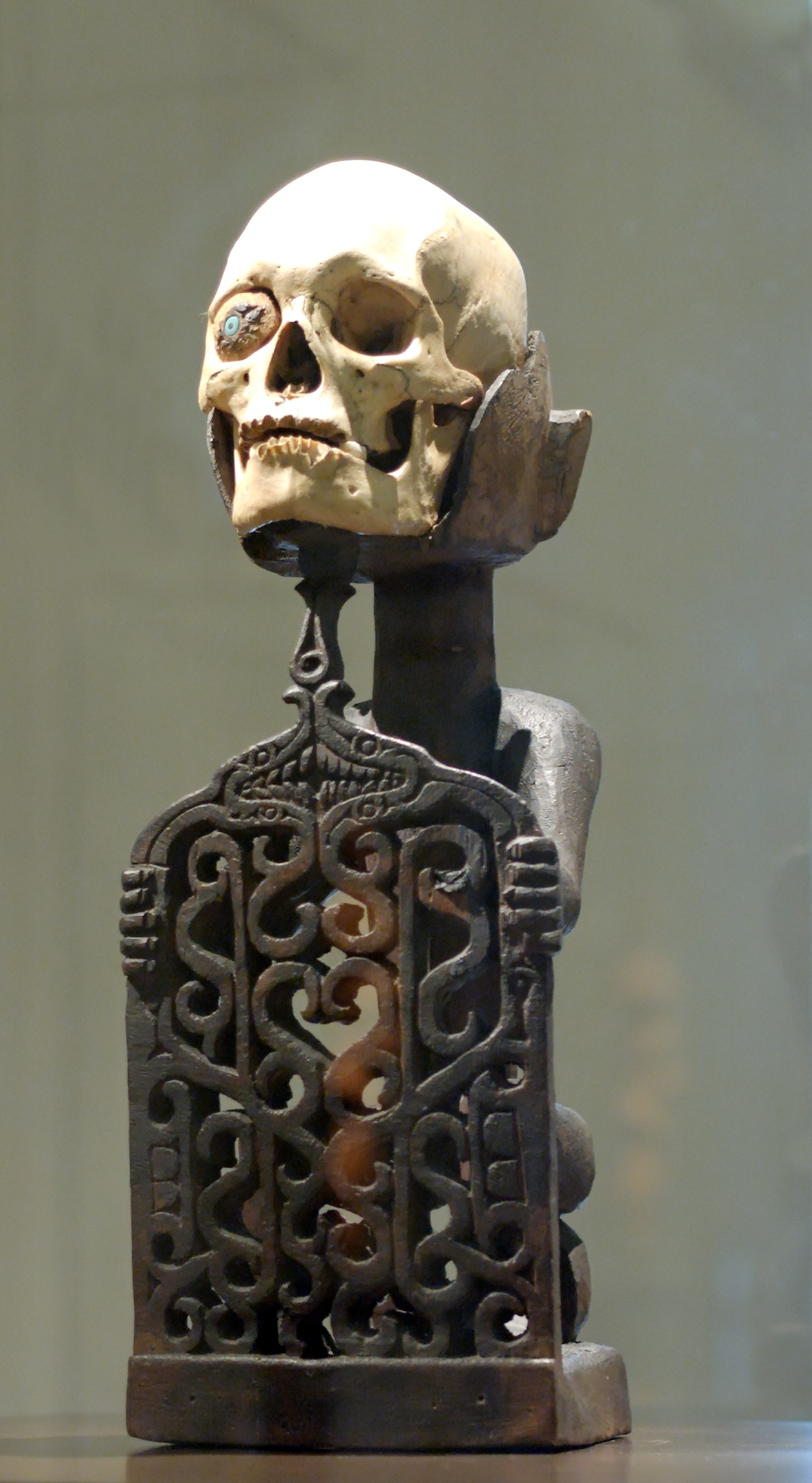
Korwar (Baie de Geelvink) au Musée du Louvre

### Îles Salomon
L'archipel des Salomon forme un pont géographique et esthétique entre les îles papoues et les derniers archipels de l'Océanie proche (Vanuatu, Nouvelle-Calédonie et Fidji). L'art statuaire y est fortement développé. Les îles Buka et Bougainville fournissent de beaux exemples de cette virtuosité avec des statues d'ancêtres grandeur nature. Il existe de plus, un art naval fécond : les figures de proue (Nguzu nguzu) y sont particulièrement reconnues pour leur finesse et leur expressivité. En outre, le monde animal fournit un important répertoire : nombreuses sont les statues d'oiseaux (en vol souvent) ou de grands poissons (bonite, requin) qui servent de reliquaires aux crânes d'ancêtres. En effet, c'est symboliquement par ce biais que l'ancêtre voyage dans le monde des esprits et pousse ces derniers à envoyer bonne pêche et bonne récolte aux vivants.
À cet art statuaire, il faut ajouter un art décoratif flamboyant avec les remarquables plats de l'archipel dont la pureté et la simplicité de formes peuvent rivaliser avec le meilleur du design occidental. Ces objets sont souvent monoxyle ou parfois en écaille de tortue. Lorsque les objets sont en bois, ils sont décorés par des incrustations blanches (nacre, os) et jouent agréablement avec le noir du bois . Il existe un remarquable art de la parure avec les kapkap : une écaille de tortue ajourée en divers motifs posée sur un disque de tridacne blanc. Enfin, signalons les agréables monnaies de plumes des îles Santa Cruz consistant en un long bandeau enroulé de plumes rouge sang.

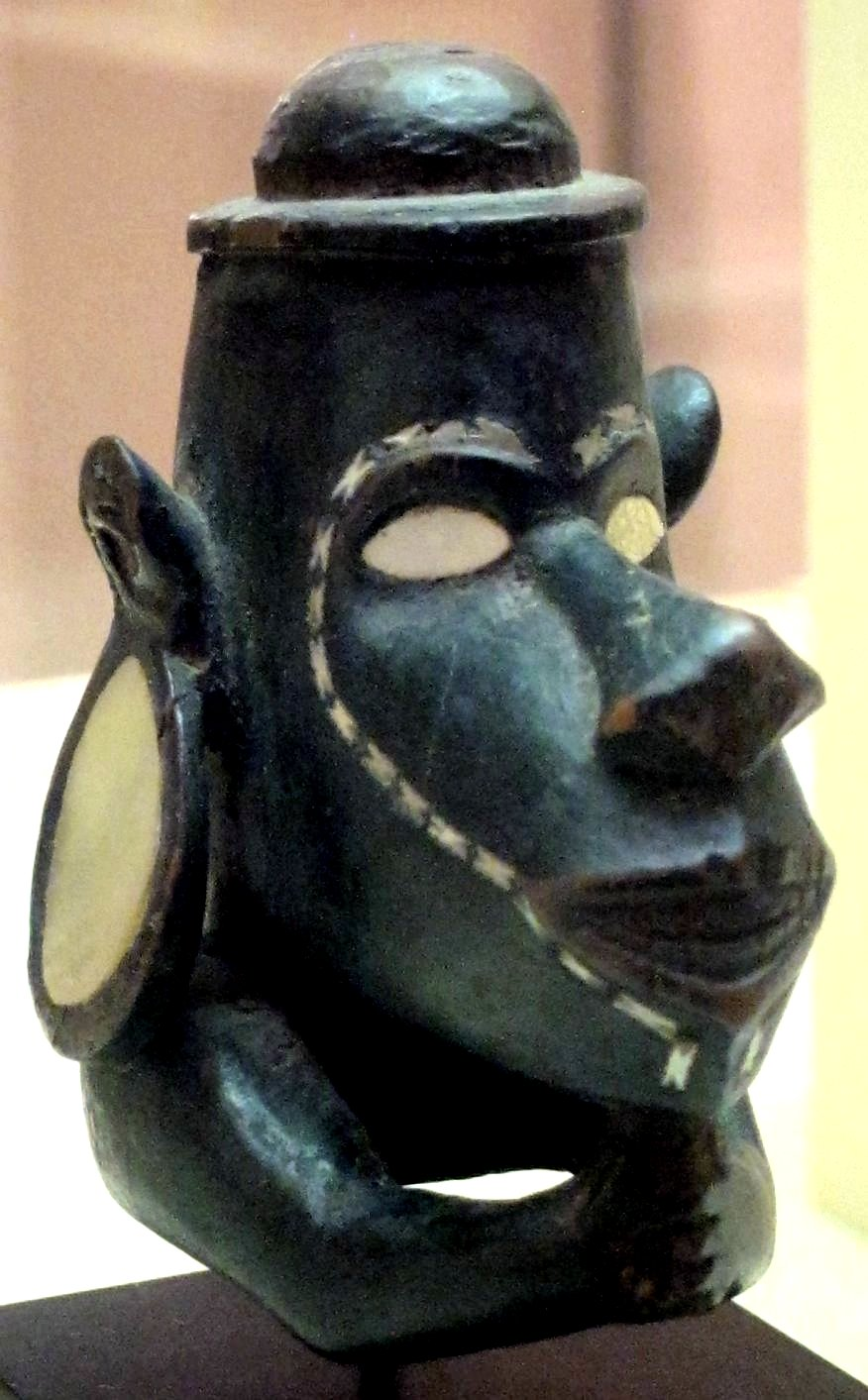
Nguzunguzu
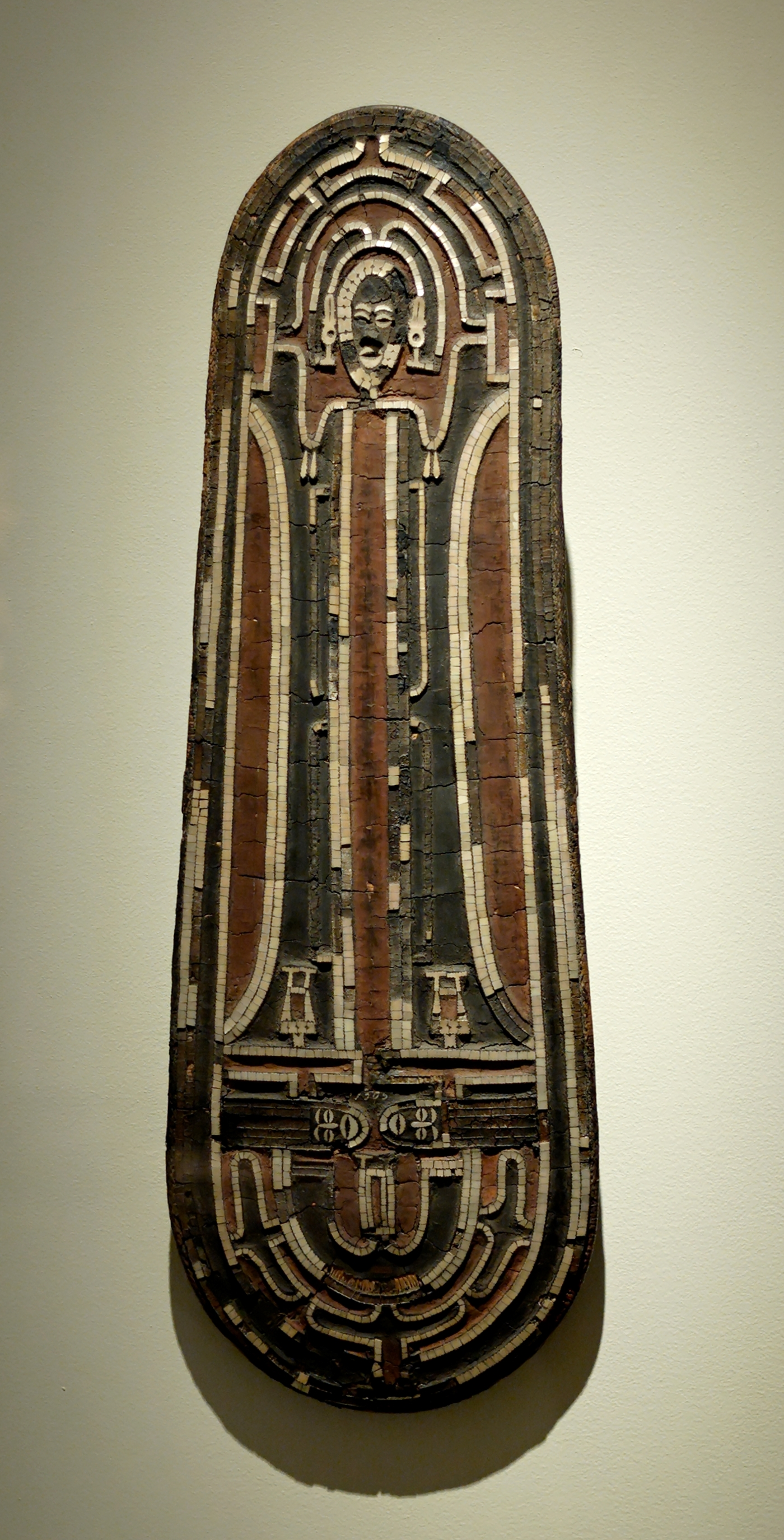
Bouclier cérémonial
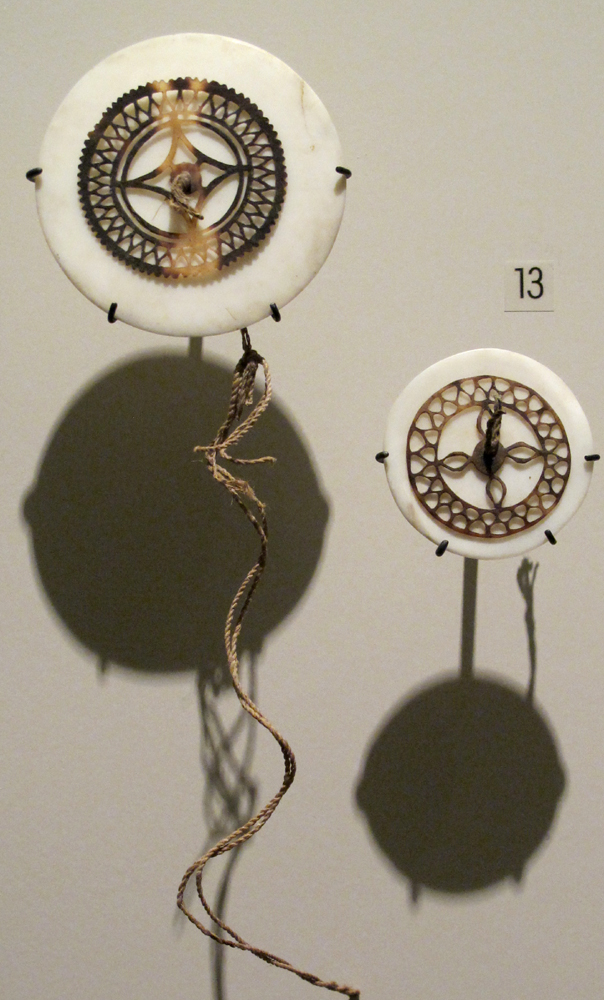
Ornements de front ou Kapkap

### Vanuatu
Une bonne définition de ce qui caractérise l'art du Vanuatu et particulièrement sa statuaire est donnée par Alberto Giacometti : « La sculpture des Nouvelles-Hébrides est vraie, et plus que vraie, parce qu'elle a un regard. Ce n'est pas l'imitation d'un œil, c'est là bel et bien un regard. Tout le reste est support du regard. ». Cet art statuaire s'exprime par exemple dans les figures rambaramp, effigie funéraire anthropomorphe enchâssant le crâne d'un personnage important (chef ou guerrier) sur une structure de tronc de fougère arborescente, de bois, de bambou et de rouleaux de feuilles de bananier (pour les bras). La structure ainsi créée est enduite d'une pâte plastique à base de sciure de liane râpée, de moelle de fougère, de lait de coco et de jus du fruit de l'arbre à pain qui permet de modeler les détails du corps. L'effigie était ensuite peinte et parée d'ornements et d'objets qui avaient appartenu à l'individu de son vivant (bracelets en écaille de tortue, bracelets de dents de  cochon, étui pénien, etc.). C'est véritablement un "mannequin" qui incarne le mort à travers ses attributs sociaux lors de ses secondes funérailles.
Le Vanuatu est aussi connu pour ses dessins sur sable, au départ simples messages entre habitants et petit à petit devenant expression des mythes. Cet art est aujourd'hui entré au Patrimoine culturel immatériel de l'humanité. D'une complexité et d'un ésotérisme comparables à nos labyrinthes de cathédrales, le sandroing du Vanuatu puise son répertoire dans le quotidien (objets usuels, pirogues) comme dans l'environnement animalier de l'archipel. L'artiste peut utiliser le dessin lorsqu'il conte un récit sacré ou profane. Après usage, à l'opposé de nos conceptions, le dessin est effacé (principe du tapu).
Enfin, le travail des crânes humains surmodelés est aussi connu au Vanuatu avec des réalisations aussi belles que celles de Papouasie-Nouvelle-Guinée.

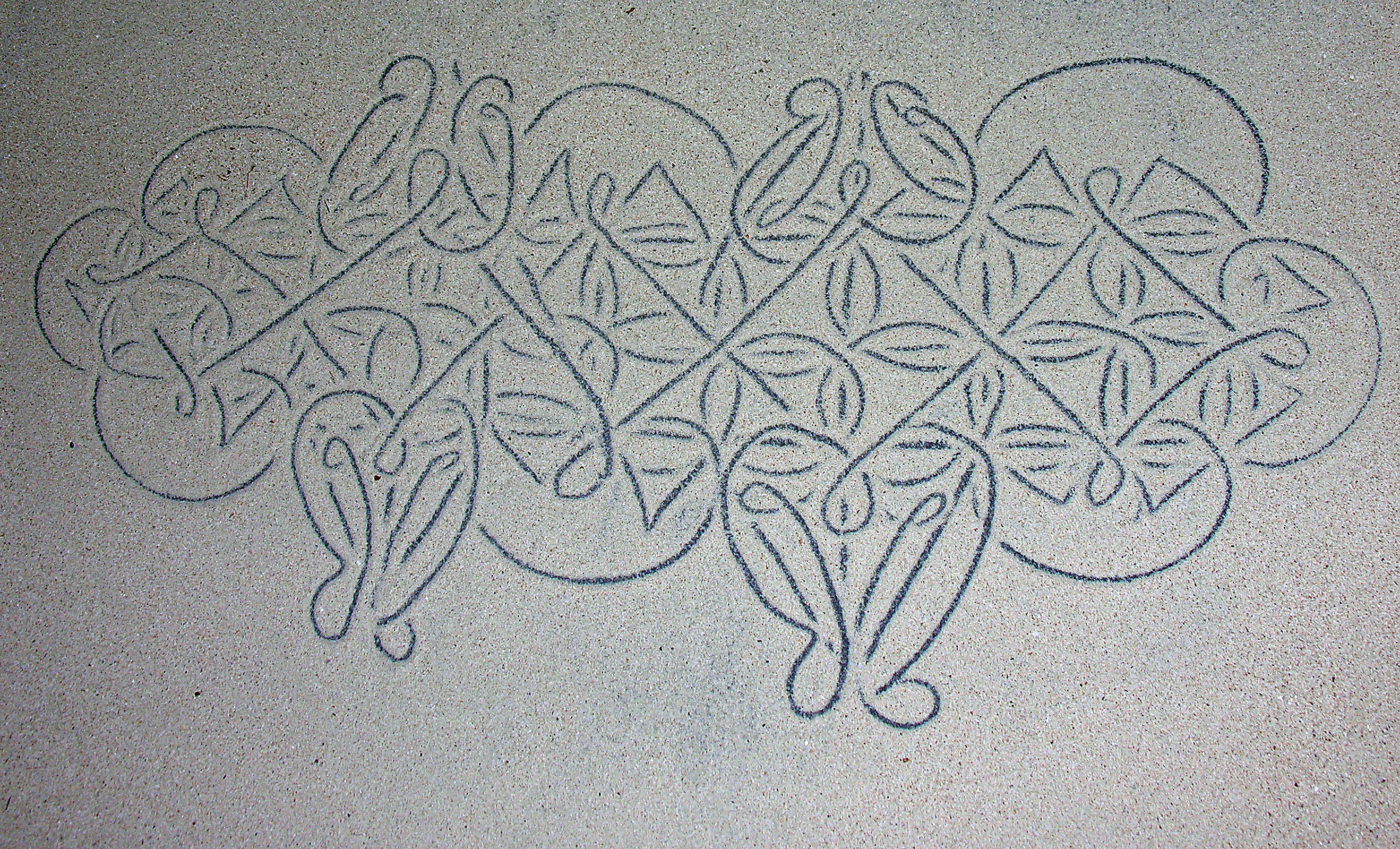
Dessin sur le sable
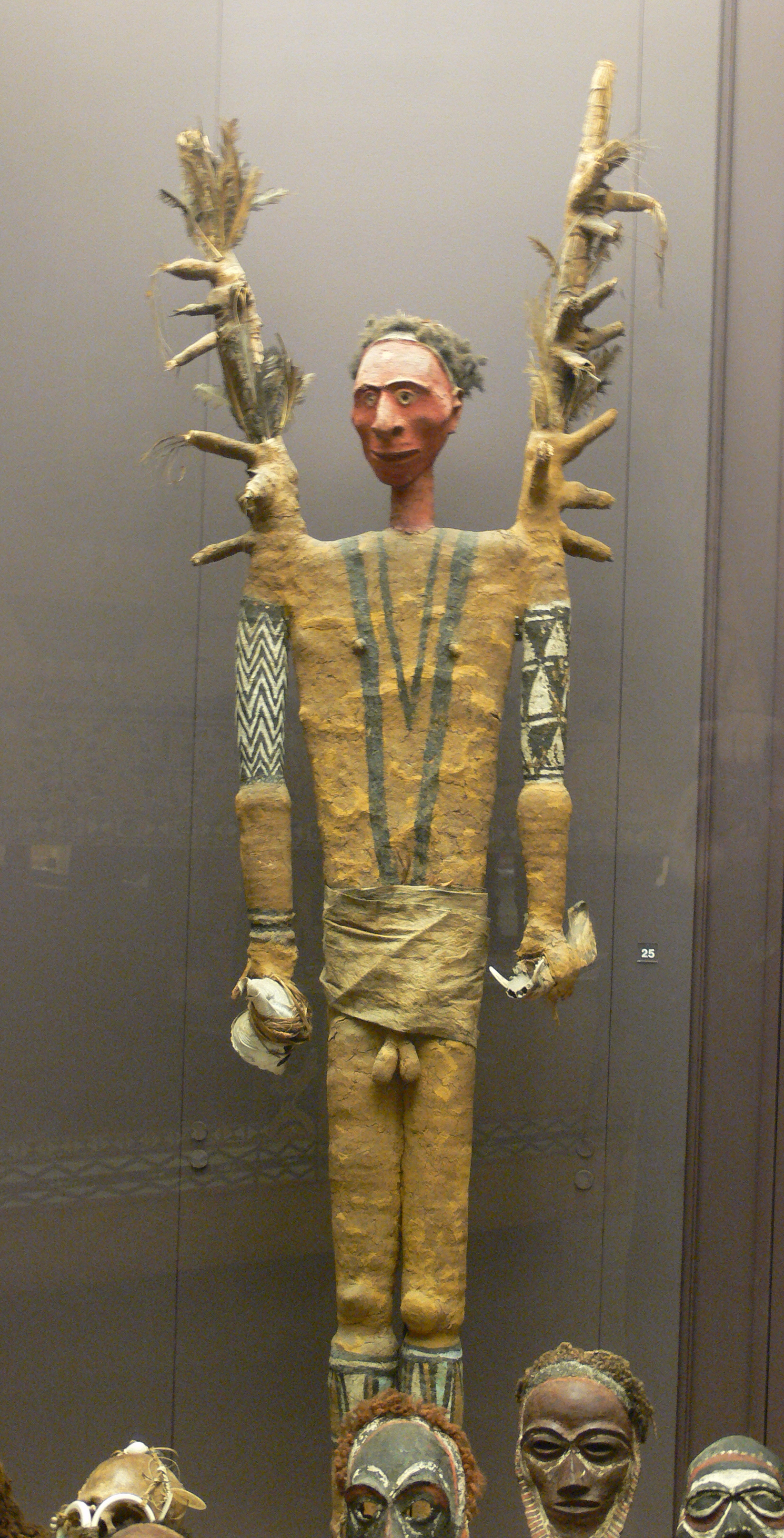
Rambaramp de Malekula

### Nouvelle-Calédonie
L'art kanak est marqué par le travail du bois en priorité. Le style est variable du Nord au Sud de l'île : la partie Nord sculpte l'humain dans son entier quand le Centre et le Sud ne s'en tiennent qu'aux bas-reliefs et aux visages. La représentation humaine est bien entendu celle des ancêtres, source et lien de la communauté. Outre la décoration architecturale (flèches faîtières de case, portes et chambranles) et l'architecture elle-même (cases), l'art du bois s'exprime aussi dans le masque et les armes (massues). Il est le support des cérémonies de deuil.
Les Kanaks travaillaient aussi la parure (sparterie, tapa) mais aussi l'argile et la pierre. Avec ce dernier matériau, le peuple néo-calédonien fabriquait les très célèbres hache-ostensoirs, les O'kono, objets de prestige consistant en un disque de jade verte relié à un manche de bois et cordelettes en sparterie.

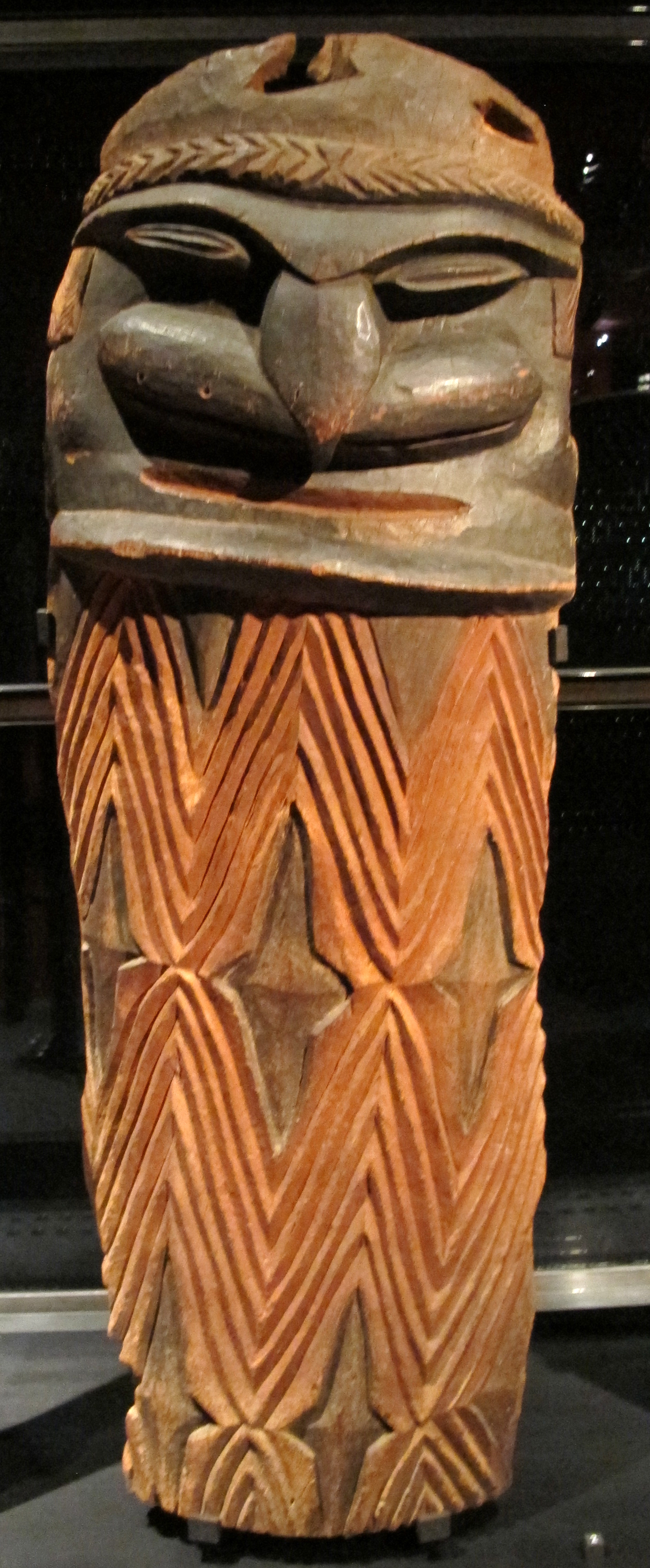
Chambranle de porte représentant un ancêtre (Grande Terre, circa1950)
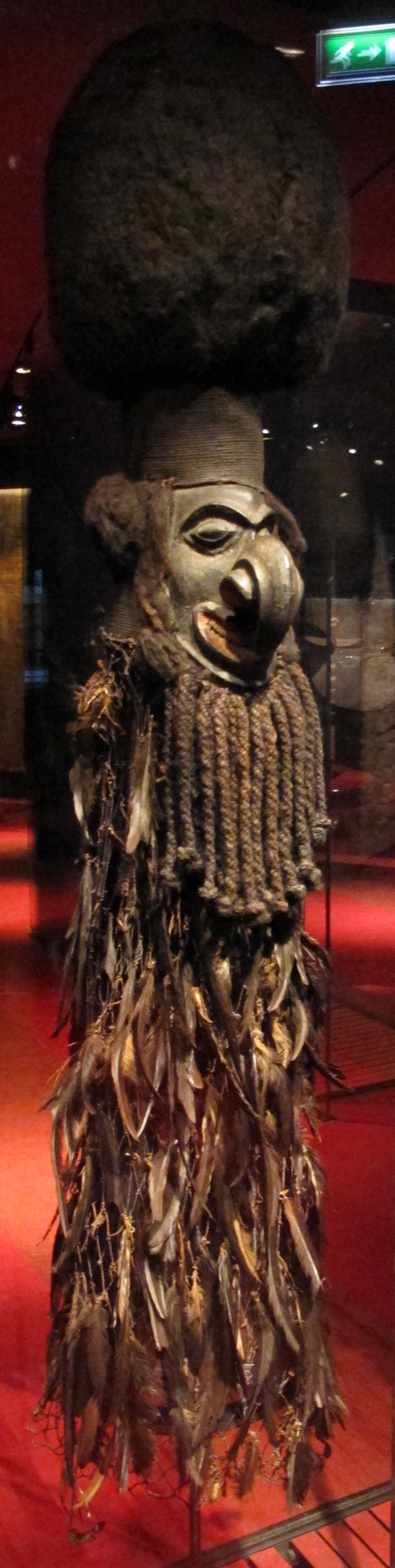
Masque de deuilleur (XIXe siècle)

## Aires stylistiques de la Micronésie
La Micronésie regroupe un ensemble dispersé d'îles et d'archipels. L'environnement terrestre est pauvre en ressources et en possibilité. L'océan est donc la source principale pour la survie des Hommes qui y sont installés. On y retrouve une très forte unité culturelle.
Malgré la difficulté de se procurer des matériaux, le gigantisme existe : ensemble architectural de Nan Madol ou encore les pierres de latte, supports des maisons communes des îles Mariannes ; ajoutons pour le travail de la pierre, les monnaies de pierre de Yap, énormes roues de pierre nécessaires aux paiements d'importance. Toujours dans l'art architectural, il faut aussi signaler les maisons collectives : (bai dans les Palaos ou mwaneaba ou maneaba aux Kiribati). Les 'bai de Palaos avec leurs façades et leurs poutres intérieures peintes furent source d'inspiration pour des membres du groupe avant-gardiste Die Brücke.
Malgré ce travail architectural de la pierre, l'art micronésien demeure néanmoins un art épuré, de faible taille et surtout toujours à visée utilitaire - un bel objet dans la langue des îles Mariannes est dénommé "oogis" le terme se traduisant soit par "beau" soit par "utile" . La statuaire y est rare, souvent stylisée et d'une figuration proche de l'abstrait ; l'exemple le plus frappant provient des îles Mortlock (États fédérés de Micronésie) avec les très beaux masques, les tapuanu c'est-à-dire visage d'ancêtre qui entrent dans des rituels de fertilité (cérémonie liée à l'arbre à pain, moyen essentiel de subsistance). Autrement la statuaire est de très petite taille (charme de navigation par exemple), principalement en bois et en pierre (corail). Cette volonté de stylisation, sûrement due à la rareté des matériaux, s'exprime aussi dans les ustensiles à haute valeur d'échange comme les "toluk", plats en écaille de tortue, cadeaux luxueux dans le cadre des échanges matrilinéaires des sociétés des îles de Micronésie. Il existe aussi de petits plats en bois incrustés de nacre qui servaient à offrir au visiteur des friandises de coco - l'acte d'offrande ayant plus de valeur que l'objet lui-même.
La majorité des objets micronésiens a un lien direct avec l'océan, élément central de la vie micronésienne : figures de proue, ornements de bateau, hameçons... Sont aussi remarquables, les objets de guerre : armures en fibre de coco, dagues et épées à dents de requin ou encore casque en peau de diodon.
Le tatouage est en outre un art corporel bien attesté en Micronésie . Les arts musicaux et langagiers (poésie, chants) tiennent une place de choix aussi ; et bien sûr le tissage (voir des ceintures d'hommes en étoffe rouge des îles Carolines). Cet art mineur en Occident acquiert dans cette région une importance et une virtuosité rares. C'est aussi la marque probable de l'influence des échanges avec l'Indonésie : cette dernière a transmis aux Micronésiens de l'Ouest (îles Carolines, îles Mariannes) le métier à tisser.

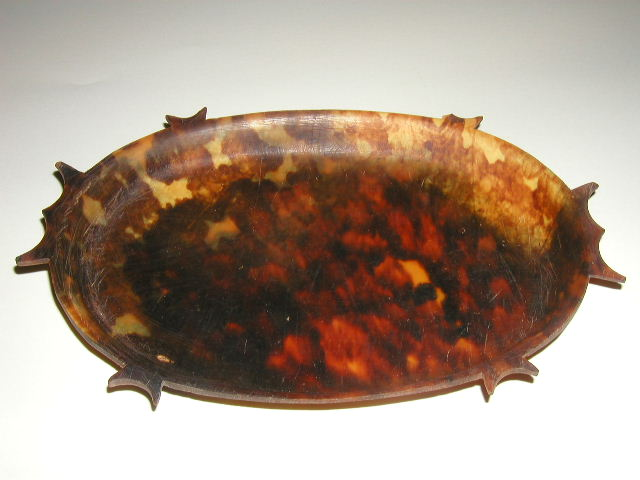
Plat "toluk" (Palaos)
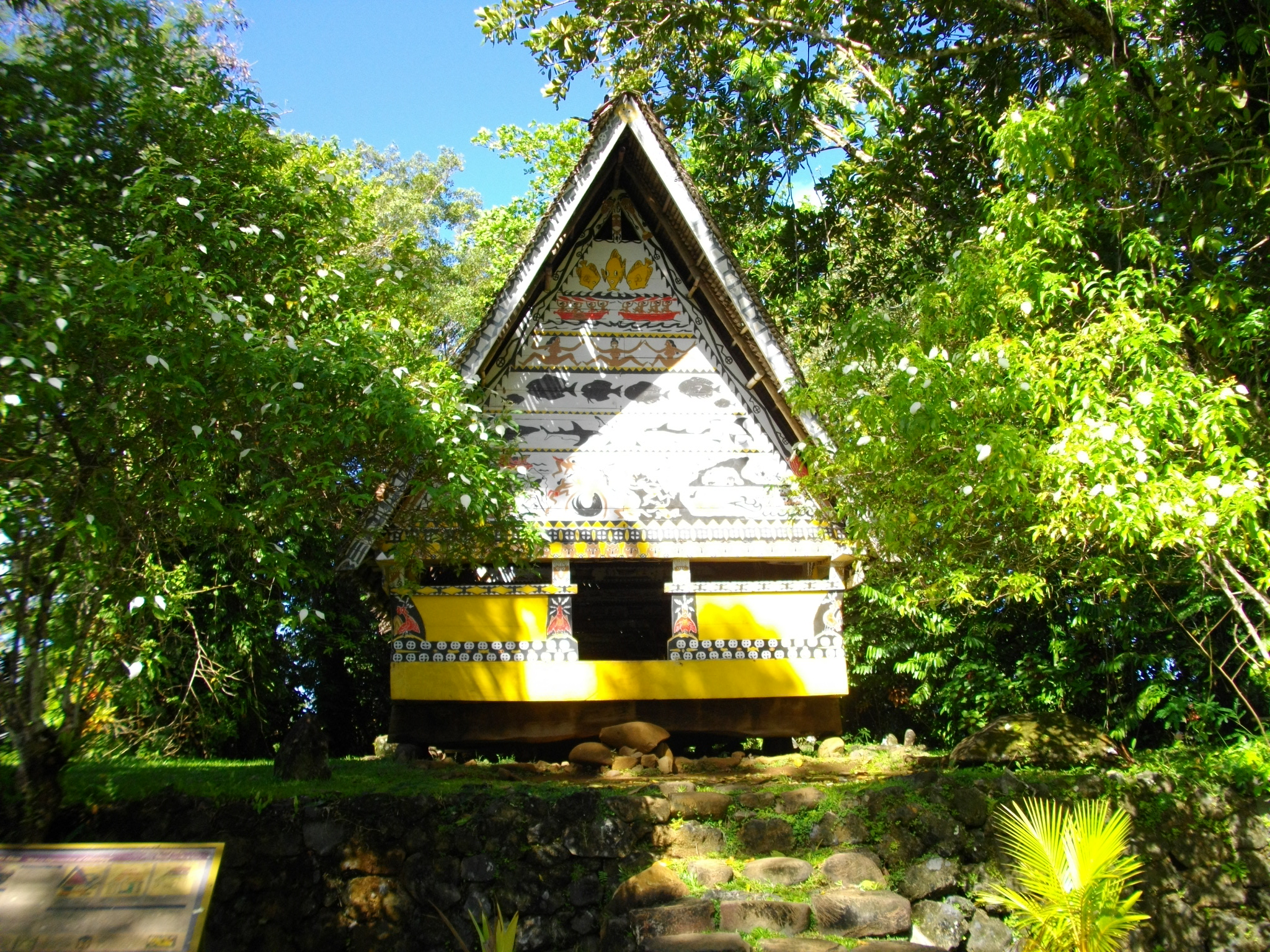
Façade d'un "bai" (Belau National Museum)
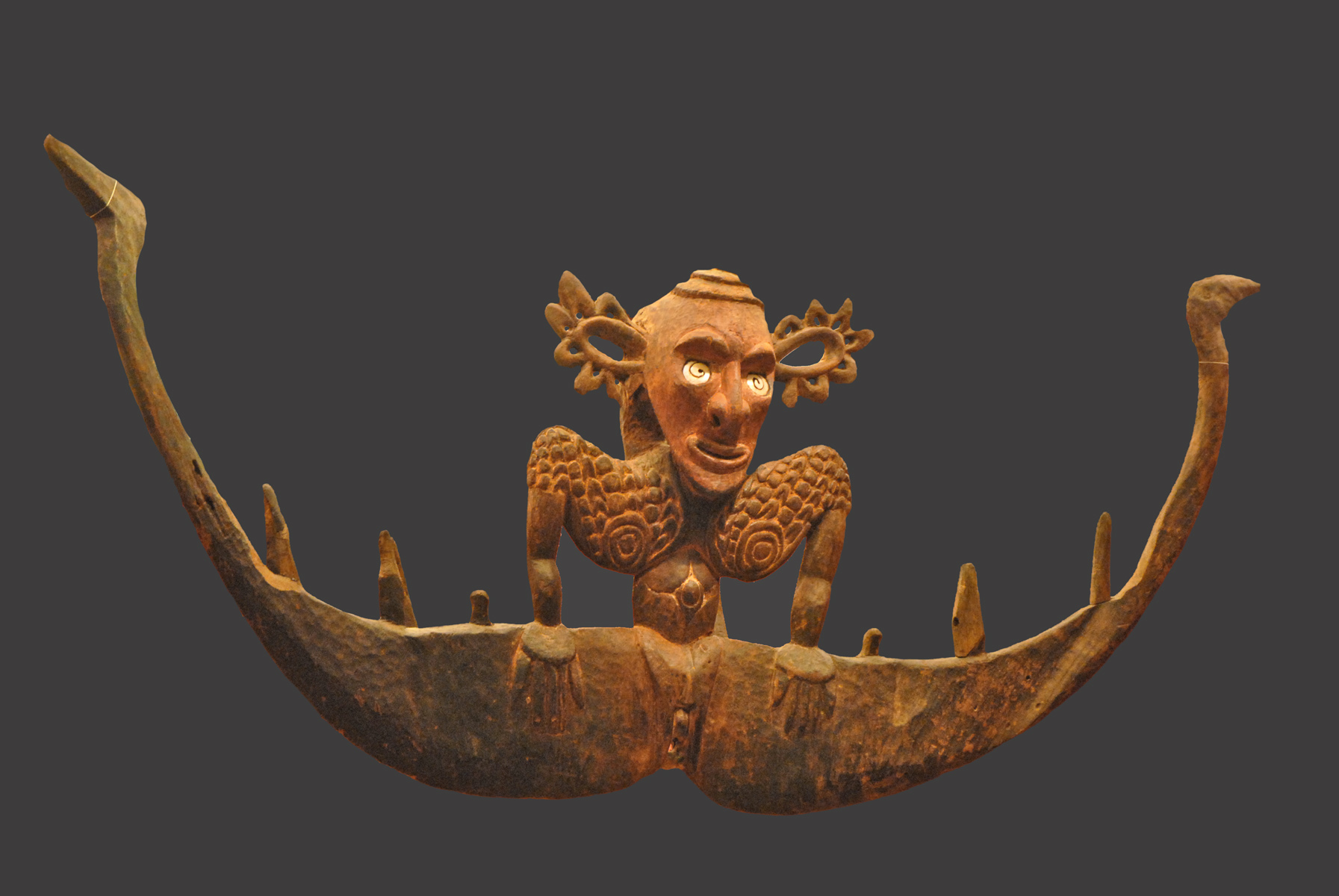
Figure féminine Armongol
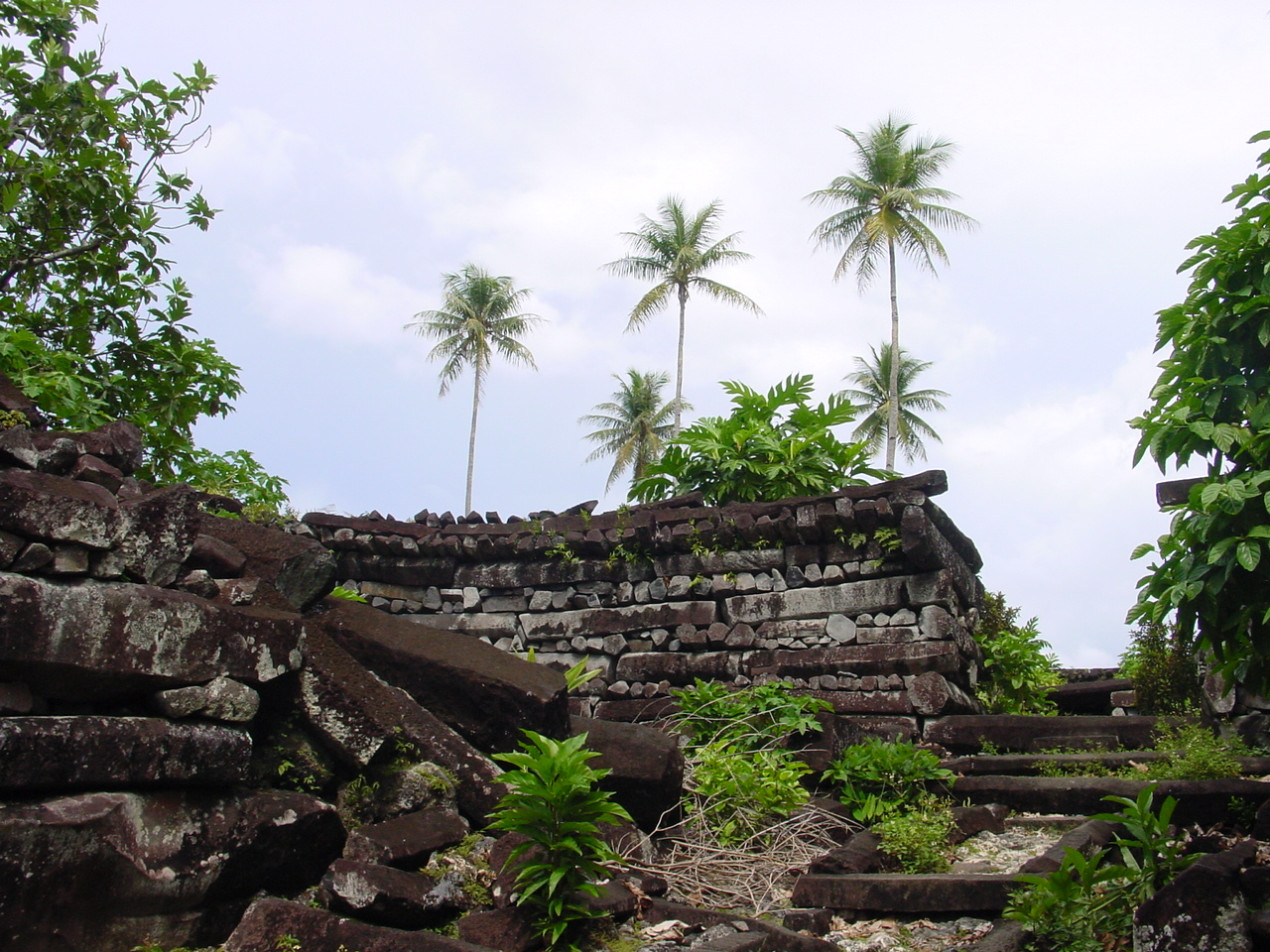
Aperçu de Nan Madol
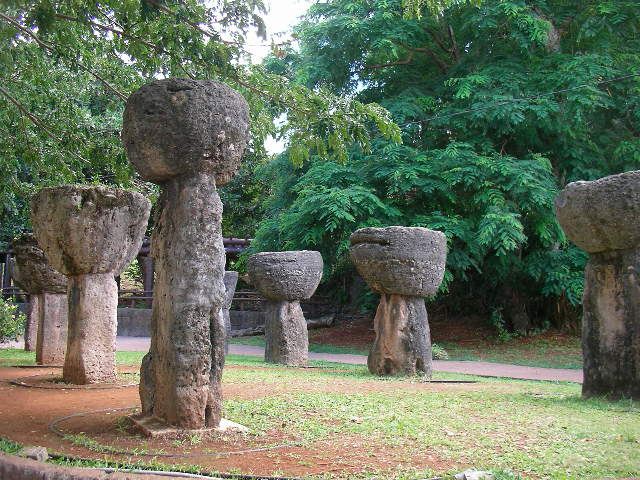
Pierre de latte à Hagåtña
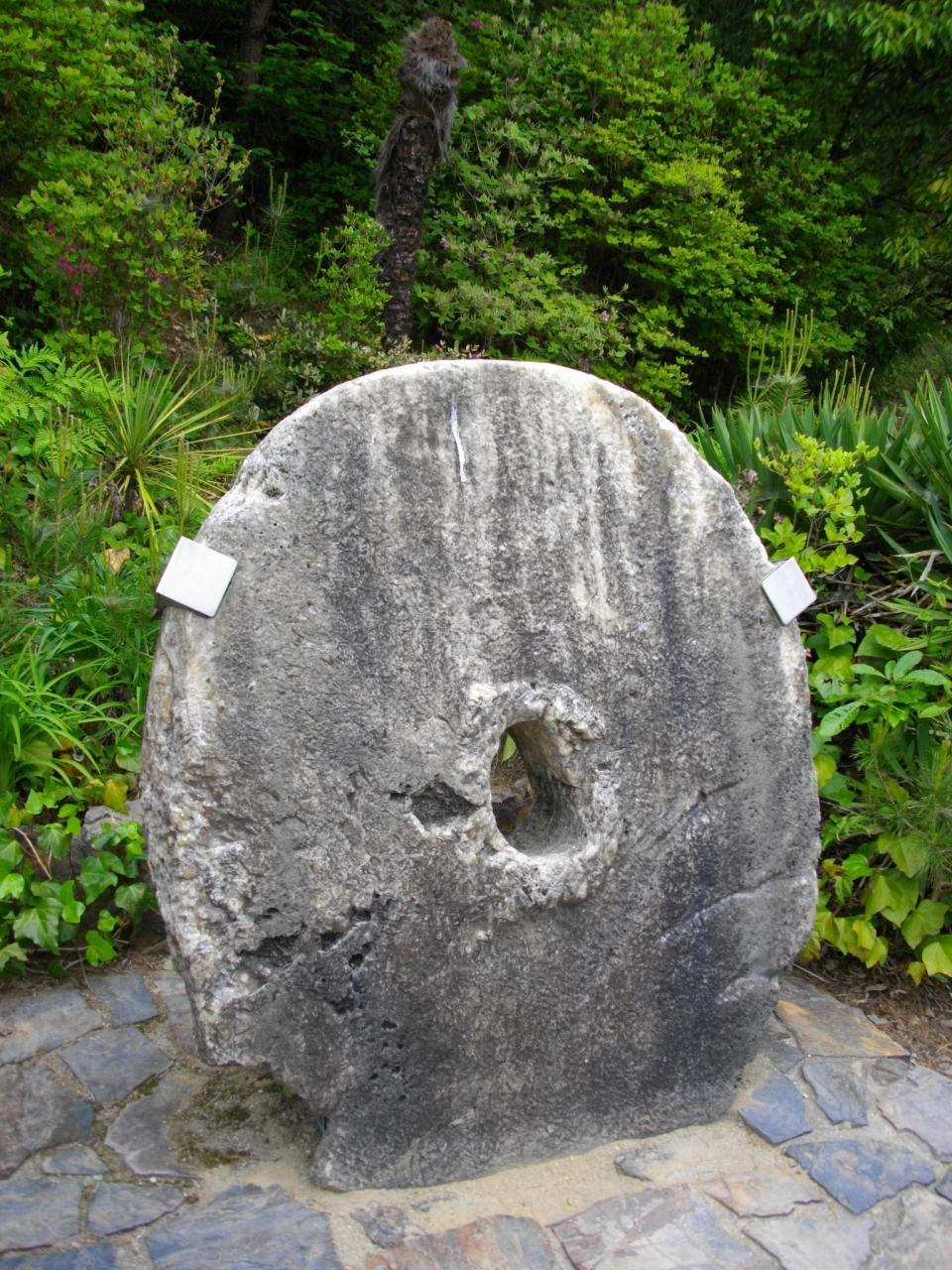
Monnaie de pierre ou rai
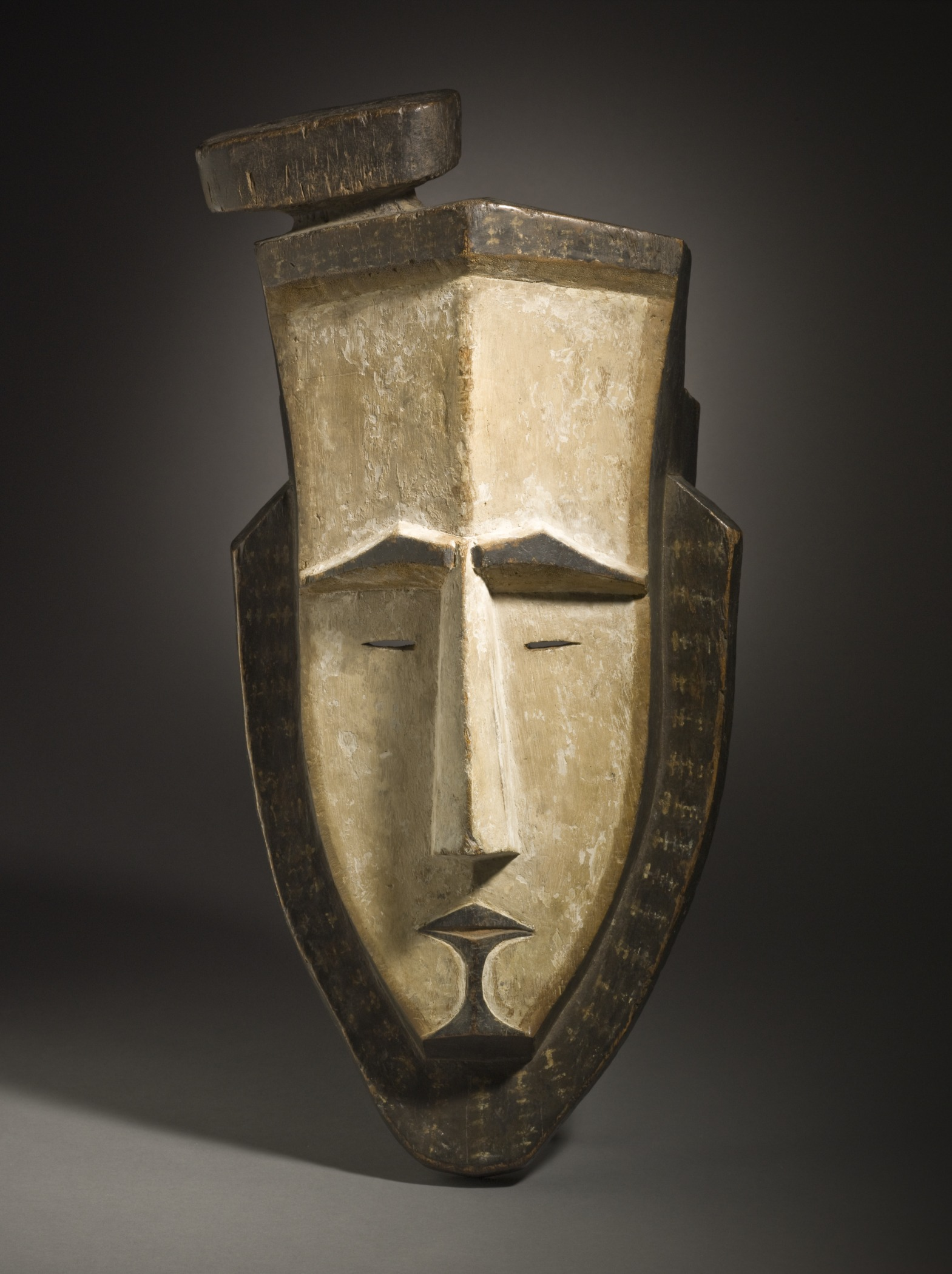
Masque des îles Mortlock (tapuanu)
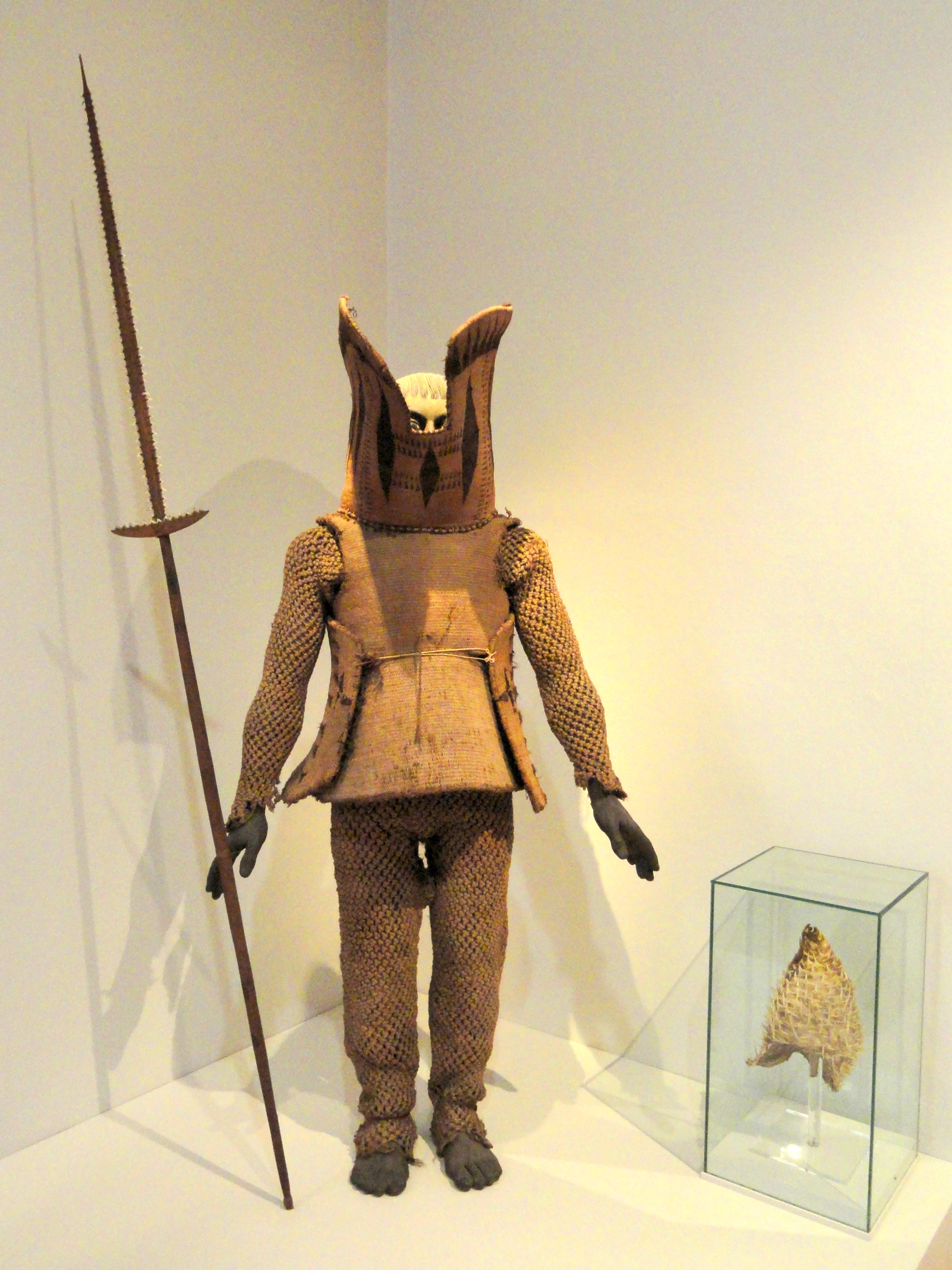
Armure en fibre de coco et casque en diodon
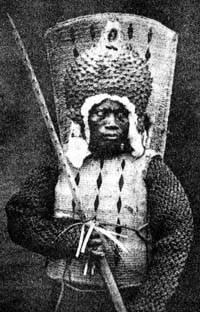
Photographie d'un guerrier nauruan
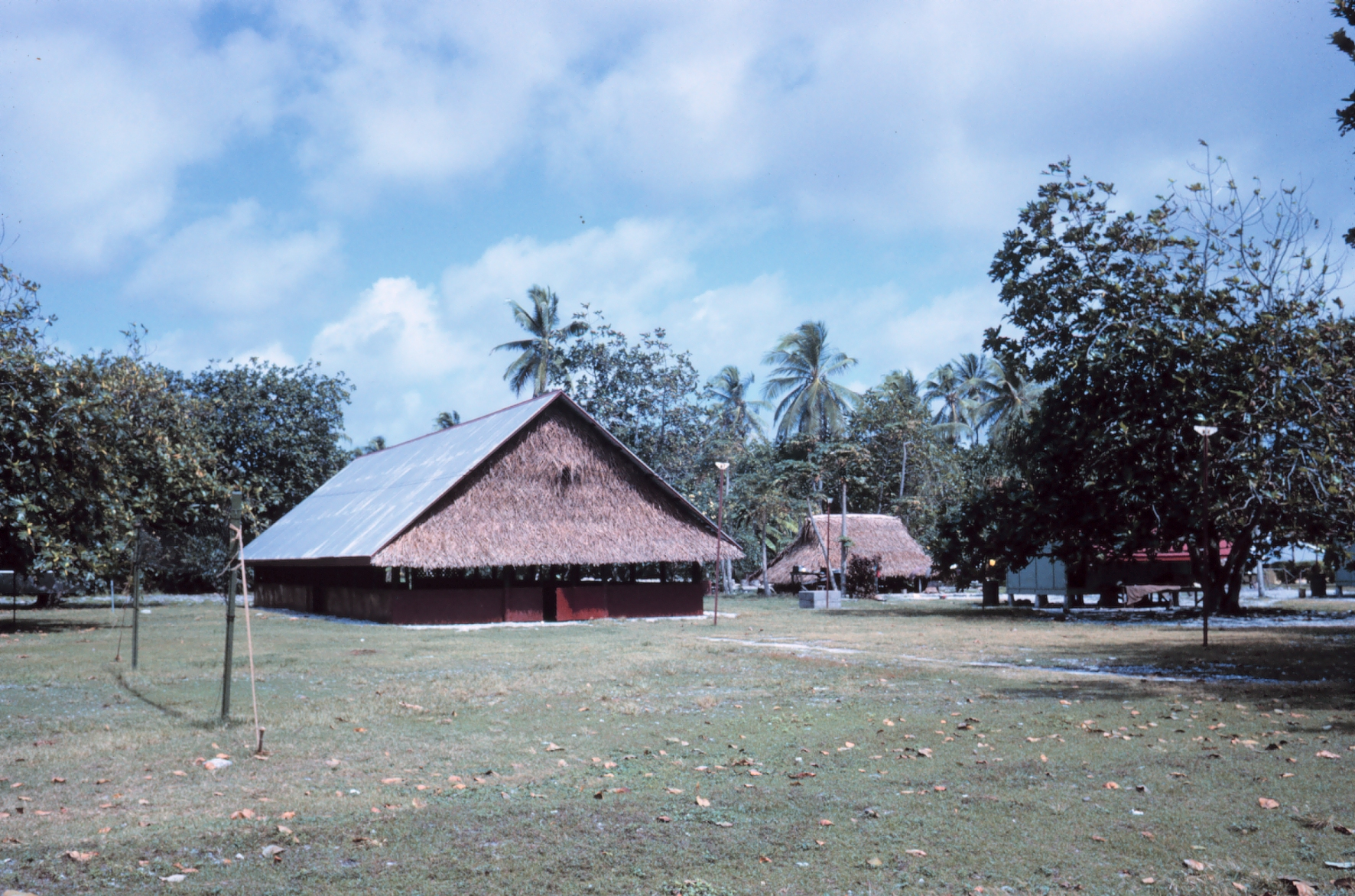
Maneaba à Teraina (ou île Washington)

## Aires stylistiques de la Polynésie
La virtuosité des artistes polynésiens est reconnue depuis les premiers contacts qui donnèrent lieu aux premières citations de ces peuples au sein de collections européennes. Les différences faites entre les îles sont presque artificielles tant la grammaire des formes et des couleurs sont identiques dans les deux sous-groupes polynésiens ; seule la Nouvelle-Zélande, dont le climat et les ressources naturelles sont particuliers, sera traitée à part. Les Polynésiens des différentes îles partagent des rites communs (kava) et un mode de vie très proche comme le prouve notamment l'art vestimentaire du tapa.
L'art de la danse a été le moteur de production de nombreux objets : vêtements (dont des masques), bien sûr, mais aussi pagaies ou bâtons de danse qui devaient servir à la réalisation de différentes figures. L'art du tatouage atteint son sommet dans cette partie du Pacifique, notamment aux Fidji, en Polynésie française et en Nouvelle-Zélande.

### Îles de Polynésie occidentale
Cet ensemble compte les principales grandes îles du Pacifique : Tonga, Fidji, Îles Samoa, Wallis-et-Futuna, Tuvalu, Niue. Hors les Tuvalu et Niue, toutes ces îles sont d'origine volcanique et leurs les populations ont connu la civilisation Lapita, qui a donné une unité culturelle forte. C'est aussi à travers l'empire Tu’i Tonga que les productions artistiques ont acquis une seconde homogénéité, si bien que les styles sont communs entre Fidji, Tonga et leurs conquêtes samoanes, wallisienne, tuvaluanes et niuéennes.
Dans les productions artistiques, le travail de l'ivoire baleinier, du bois, du liber (tapa) ou encore la coquille du grand bénitier constituent les principaux matériaux.
Comme chez beaucoup de peuples du Pacifique, l'inspiration est naturaliste mais l'expression formelle est stylisée. Ainsi les bols à kava prennent souvent une forme épurée avec une anse qui représente de manière simple une tête de tortue ; c'est parfois le plat lui-même qui est une tortue schématisée. Quelques exemples (comme celui en galerie) possèdent un décor sur le rebord.
L'abstraction géométrique est souvent employée dans le décor des tapa, vêtements du quotidien comme de l'exceptionnel (mariage, deuil). Le tapa peut aussi servir de monnaie car il possède une valeur en fonction de sa qualité, des décors et de l'ancienneté (principe du mana qui s'accumule aussi avec le temps et les transactions). Ces décorations géométriques se retrouvent aussi dans les incisions ornementales faites sur les armes (massues et casse-tête). Ces derniers ont des formes spécifiques dont l'une est en losange, forme simplifiée de la raie, poisson symbole de puissance.
L'ivoire de cachalot fournit un matériau de choix pour des parures de haute valeur. Les contacts avec les Européens, qui croisent dans le Pacifique comme chasseurs de cétacés, vont fournir la ressource en nombre important ; et l'outillage en métal, obtenu via les mêmes Européens, va permettre un beau travail des dents de cachalots, notamment pour la statuaire de petite taille. Il existe aussi une statuaire en bois qui est un matériau régulièrement travaillé malgré sa faible disponibilité.

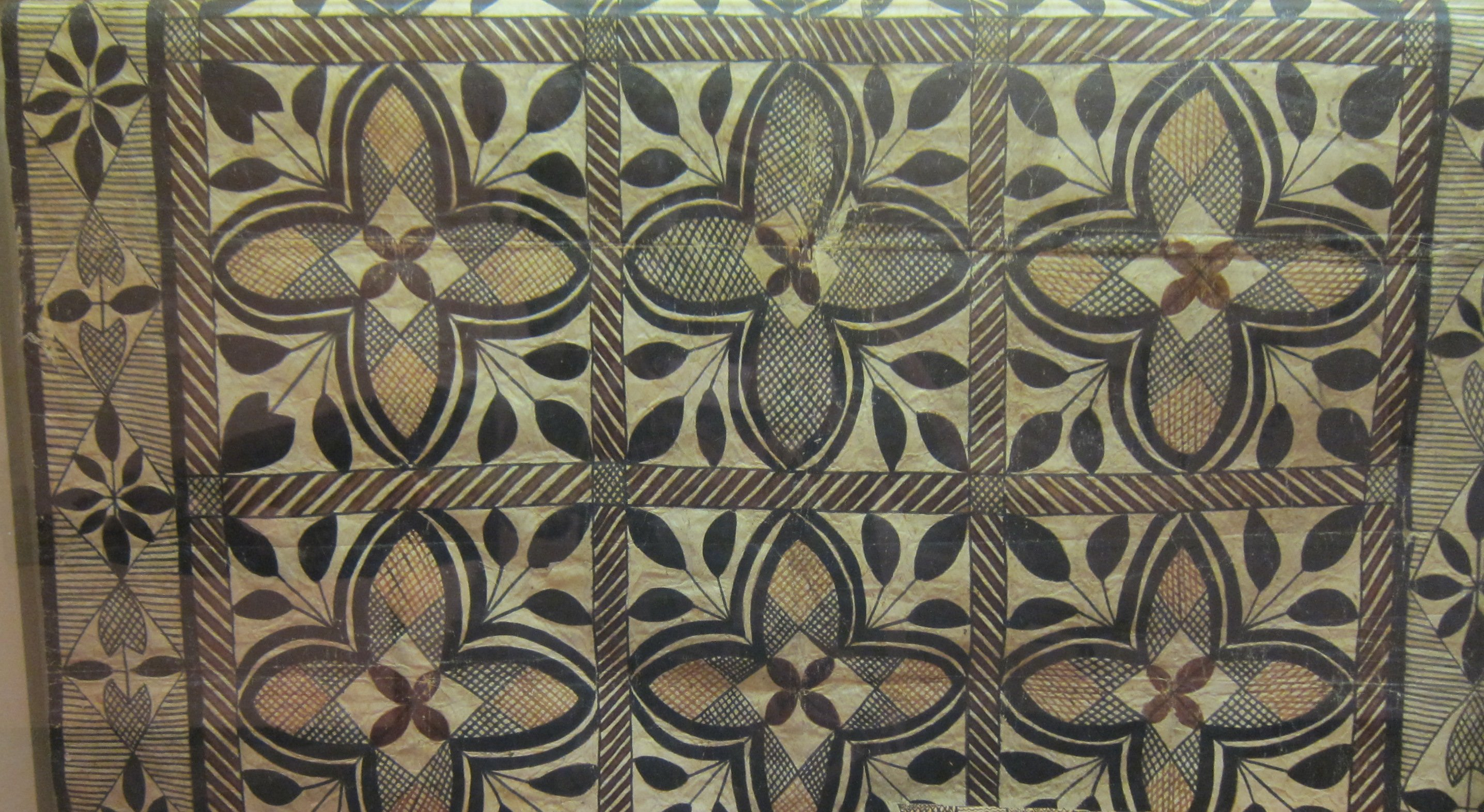
Art du tapa, cape d'écorce (Saipo) des Samoa
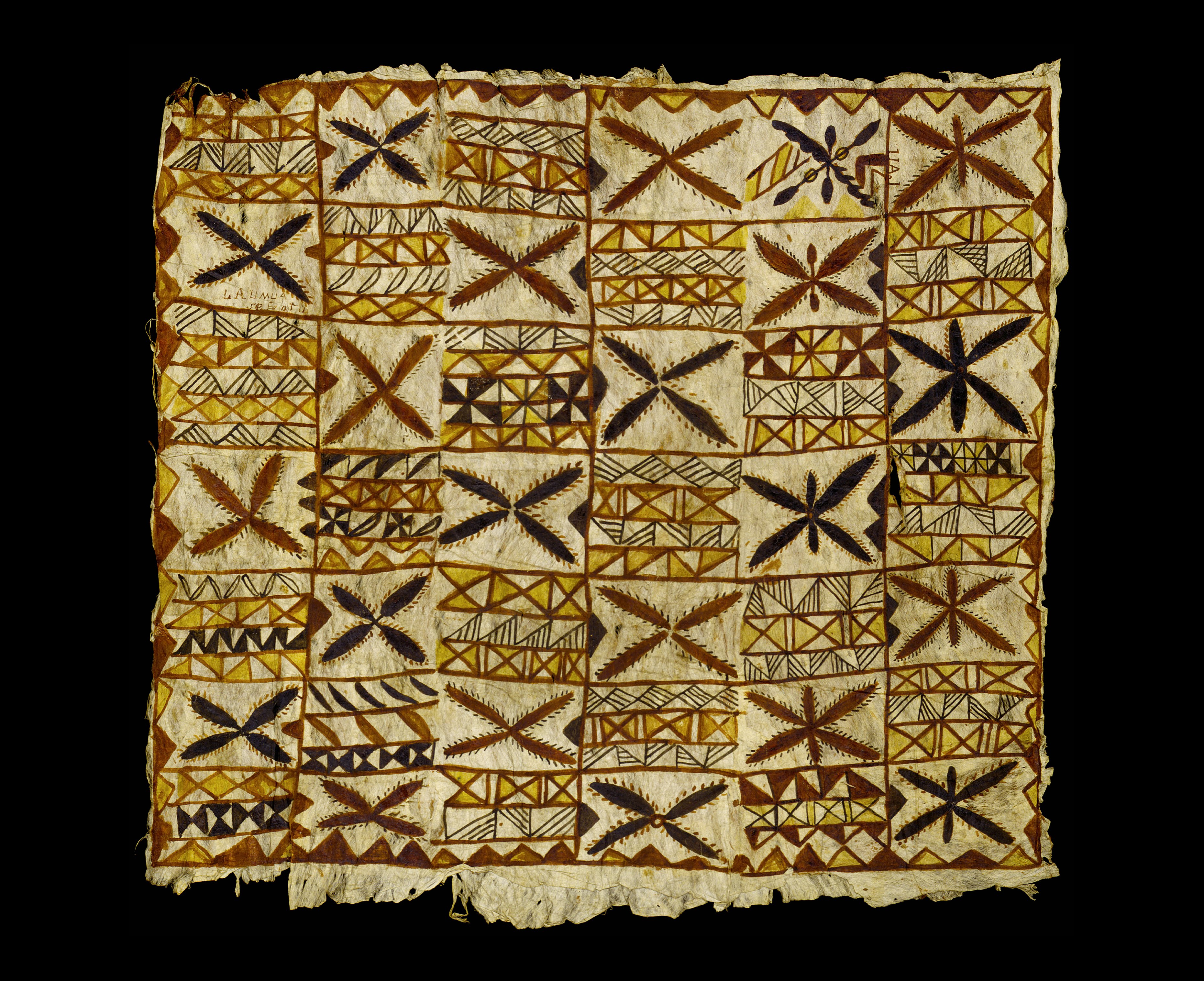
Art du tapa, vêtement (Siapo mamanu (Samoa)
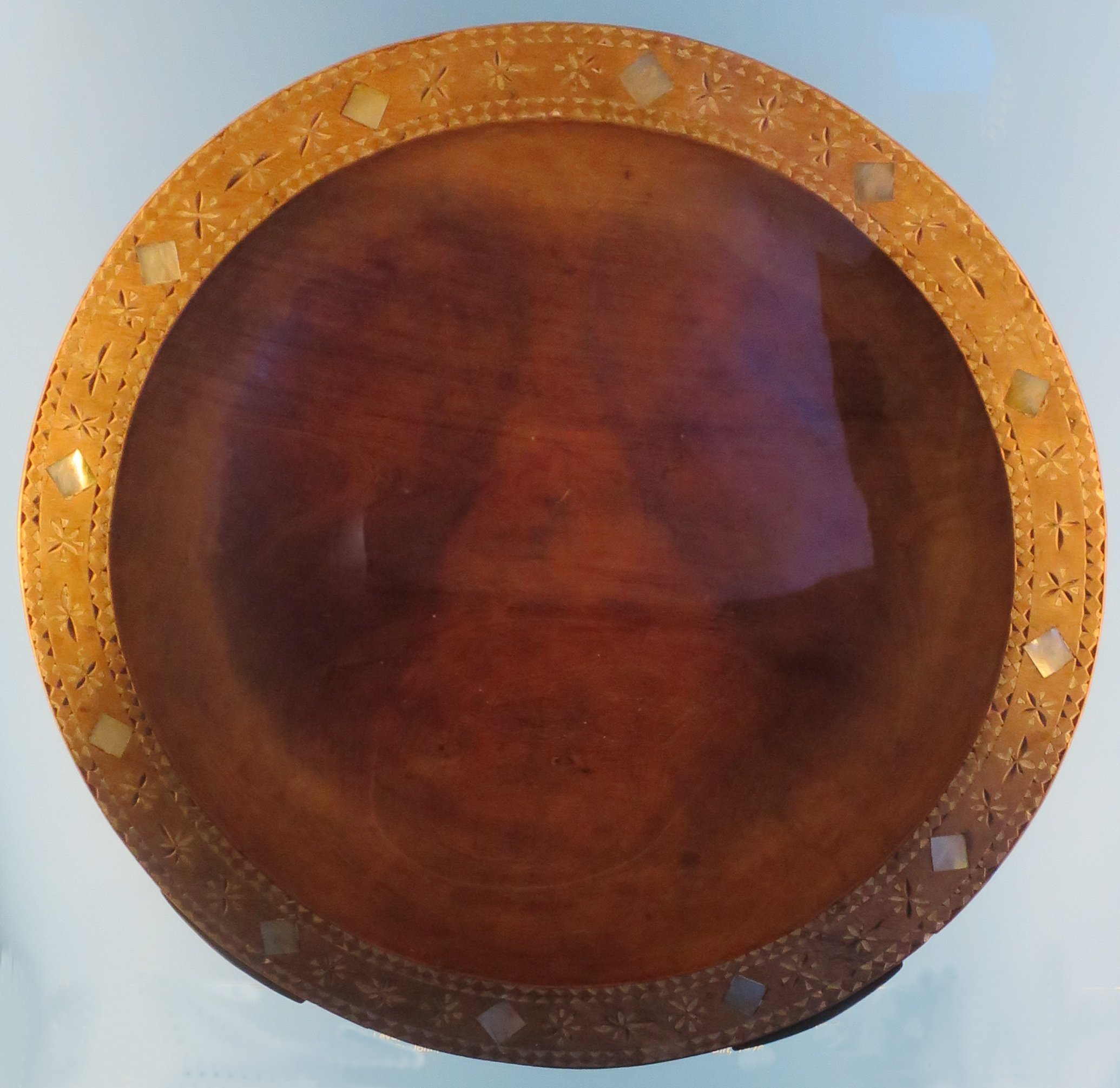
Bol à kava (vue de dessus) (Samoa)
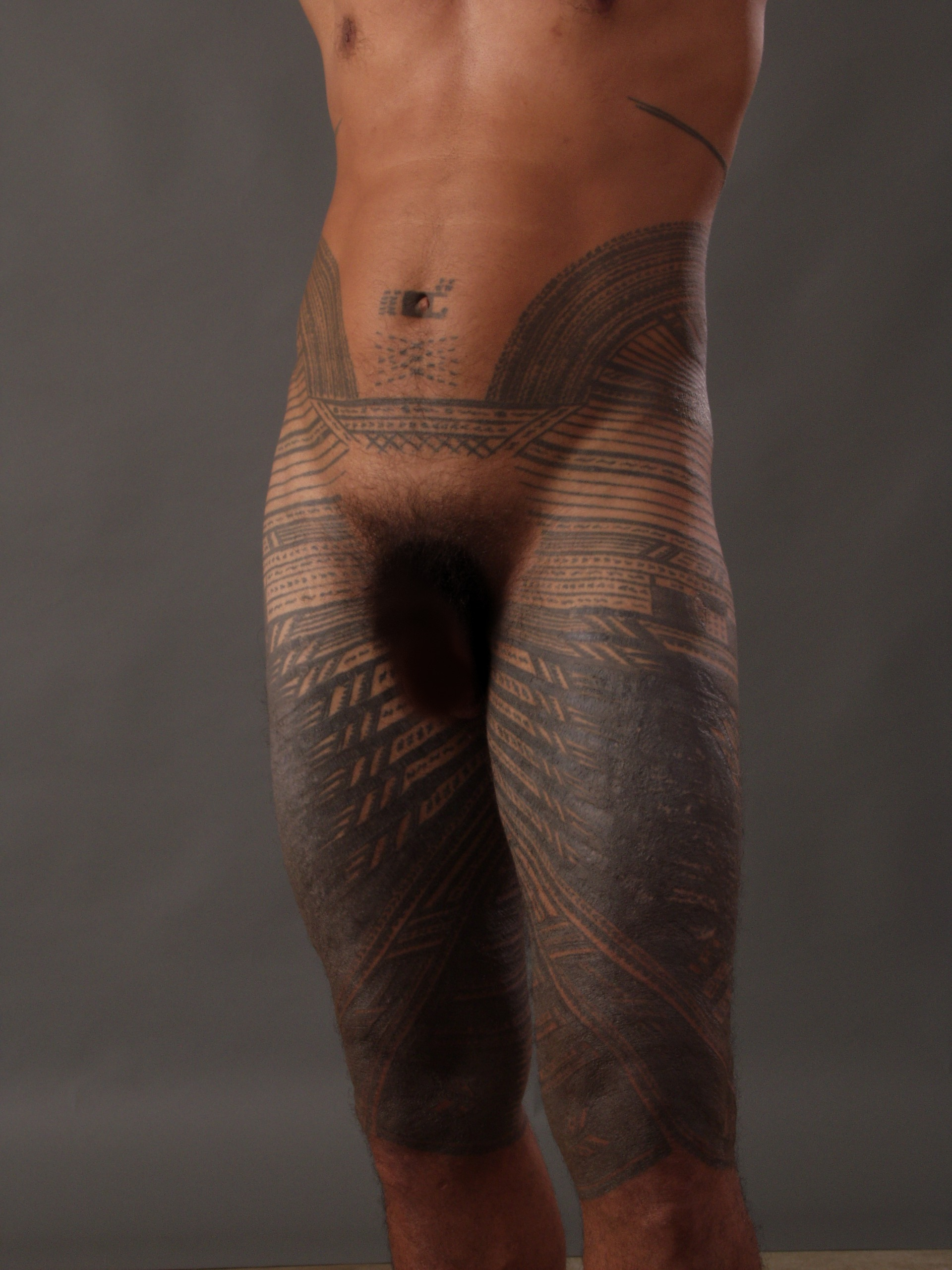
Tatouage traditionnel des Samoa (de face)
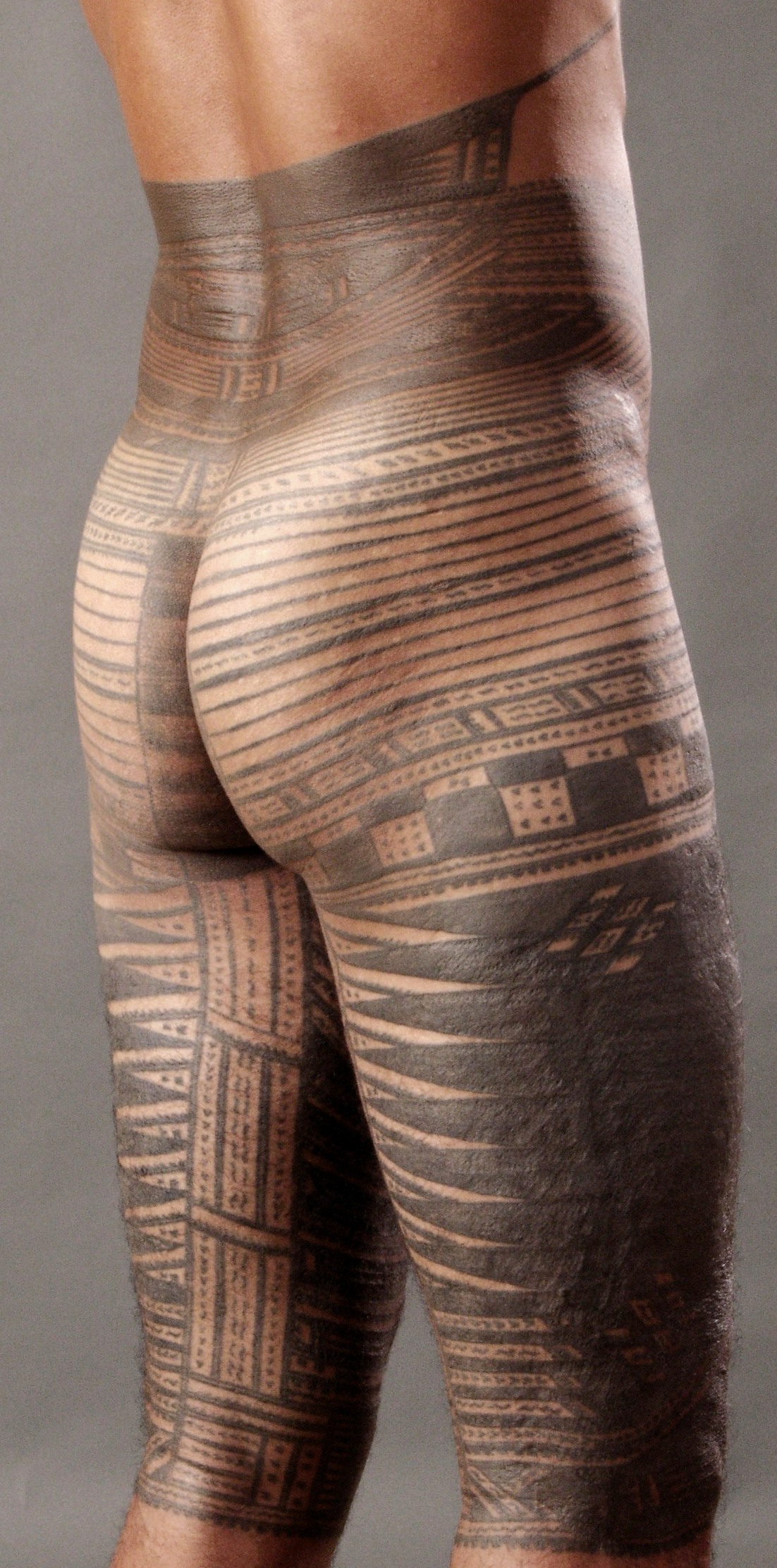
Tatouage traditionnel des Samoa (de dos)
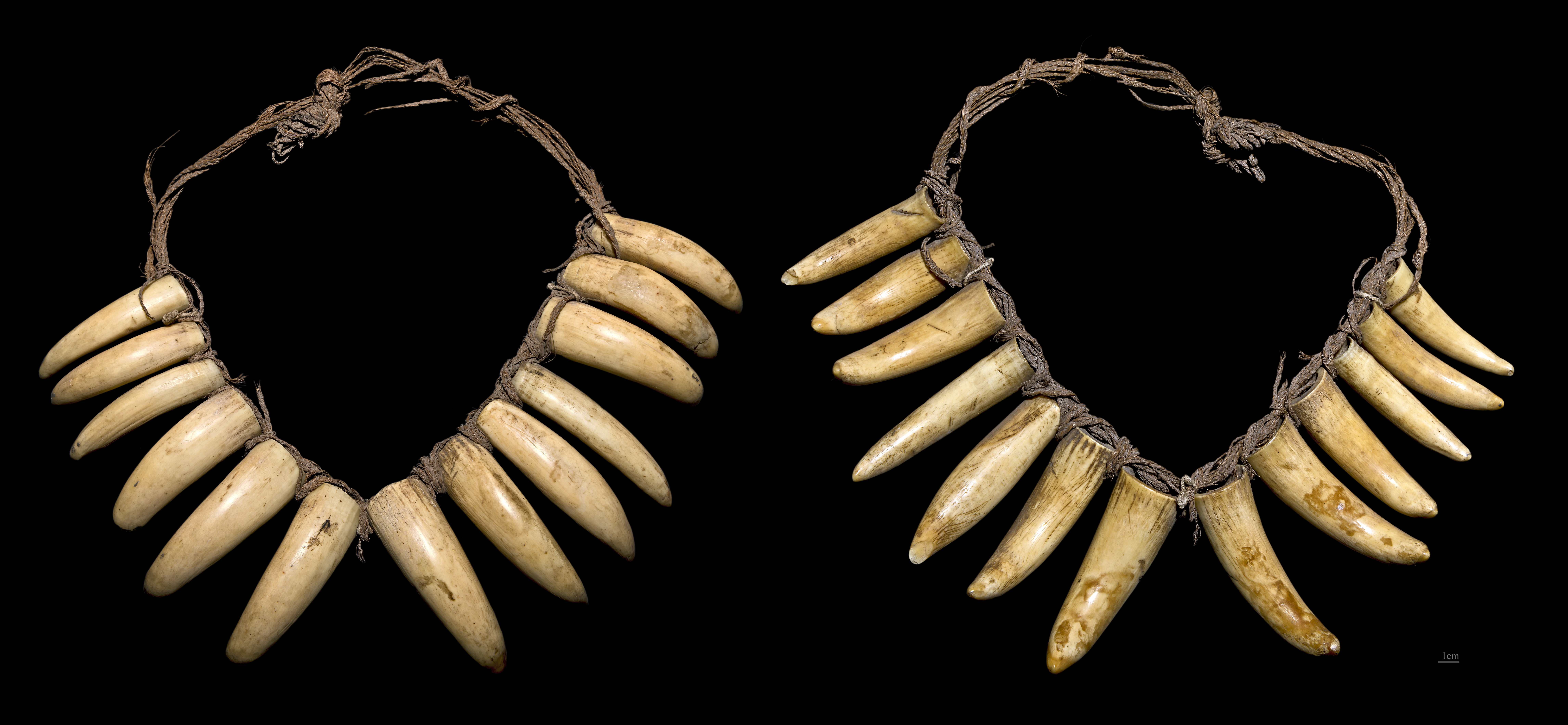
Collier en dents de cachalot (Fidji) MHNT
Coupe à huile (Fidji) MHNT
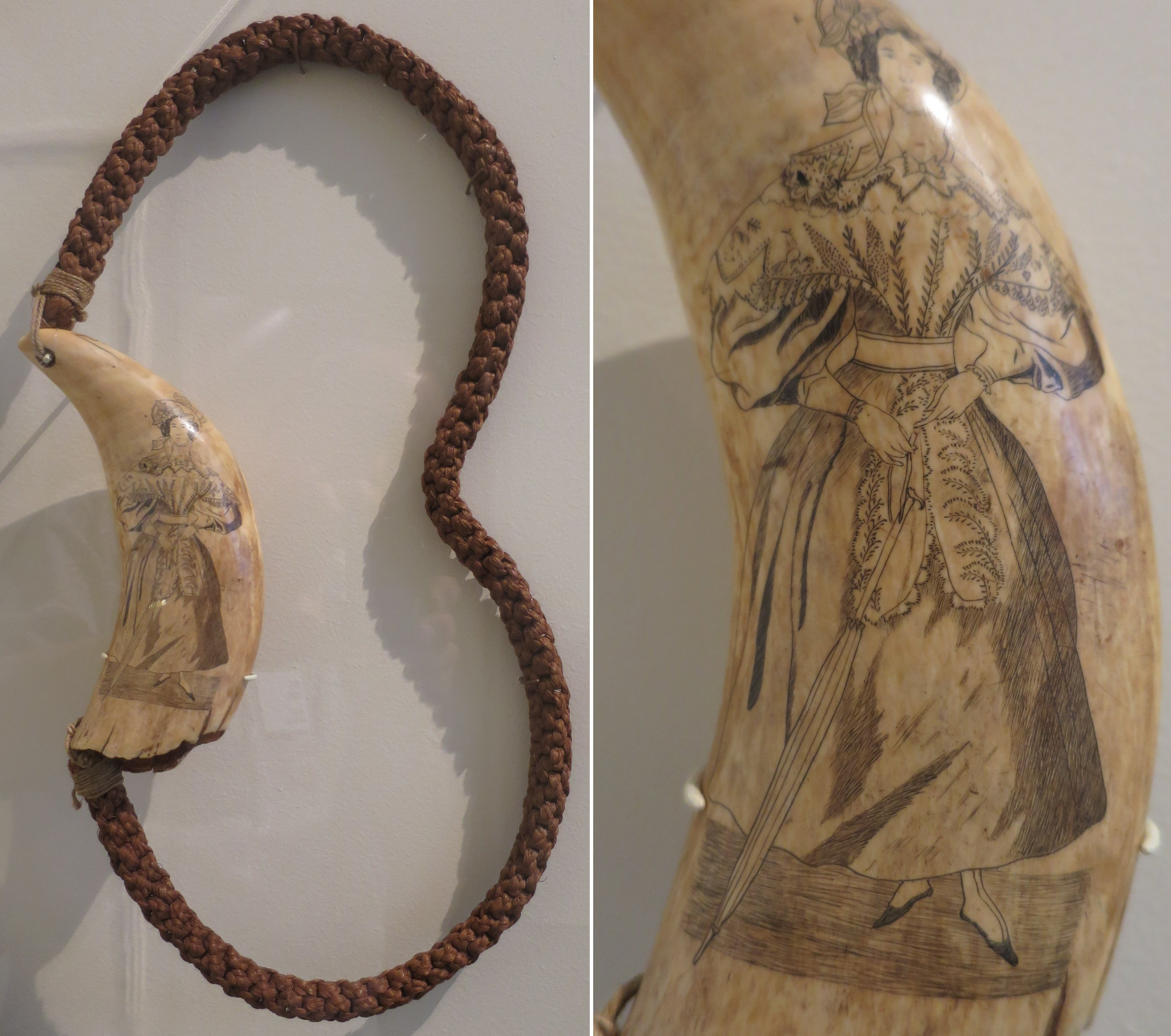
Pendentif fidjien (tabua)
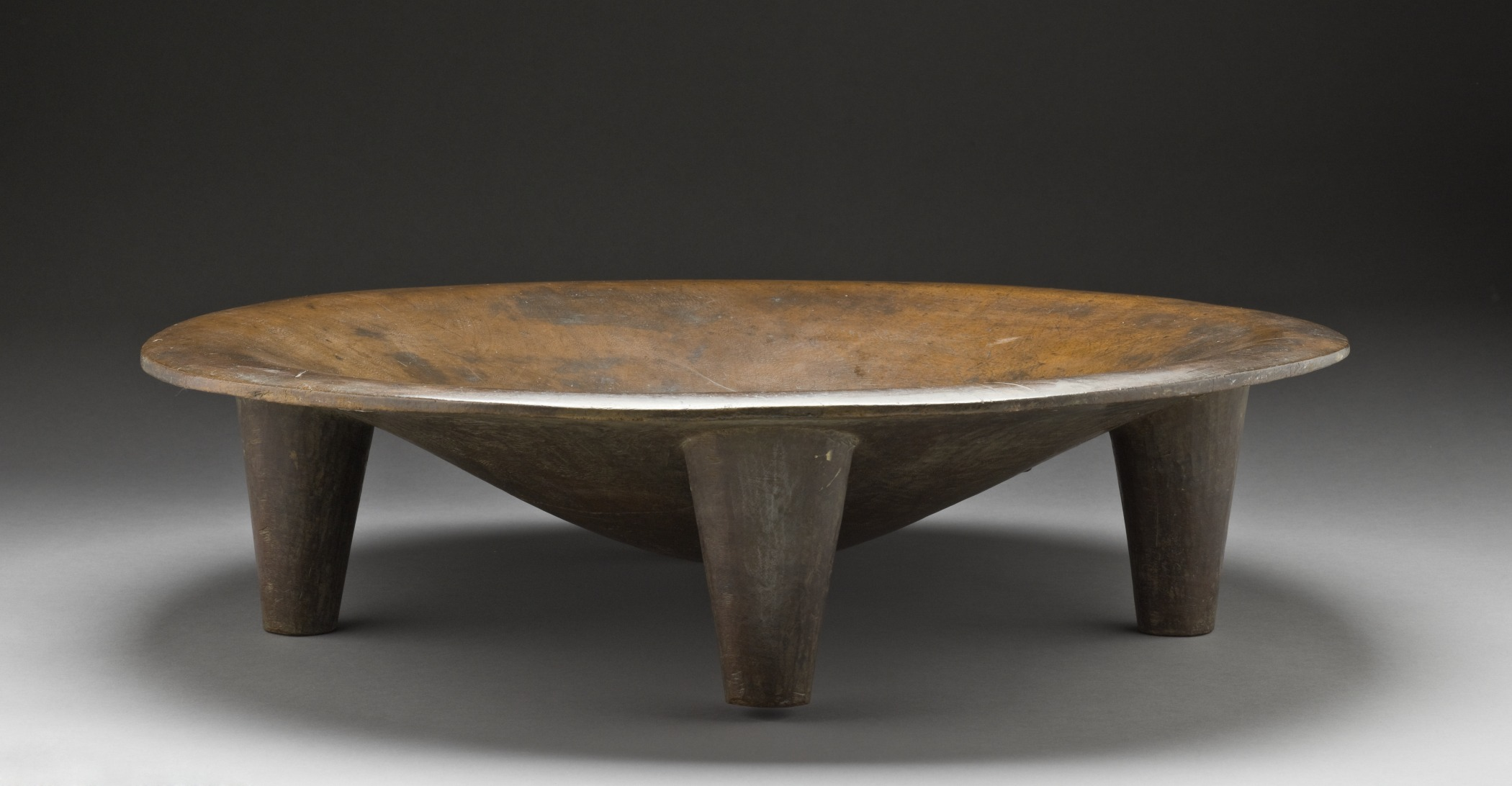
Bol à kava fidjien
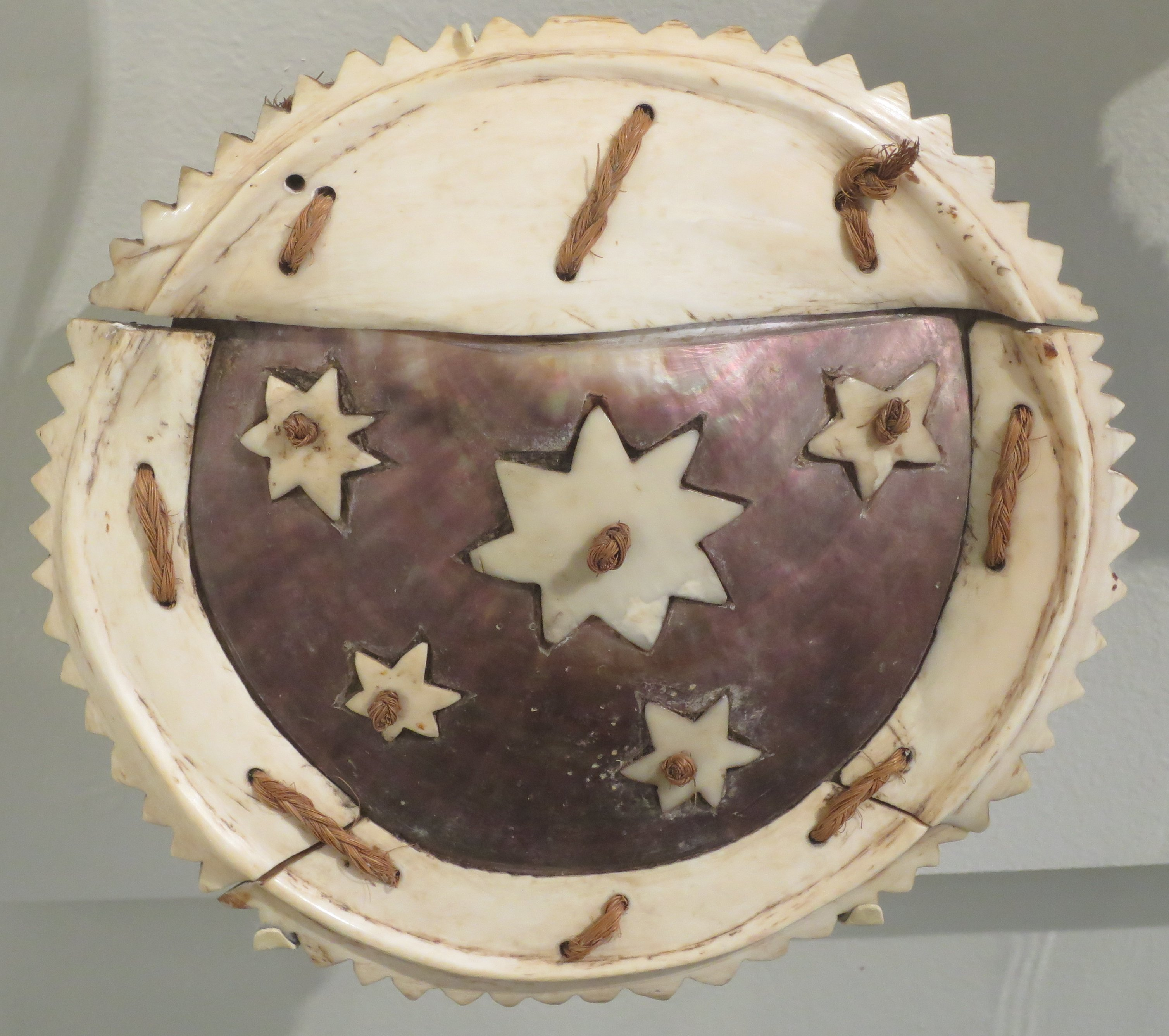
Ornement pectoral des îles Fidji (ou civa vonovono) en ivoire de cachalot et bois
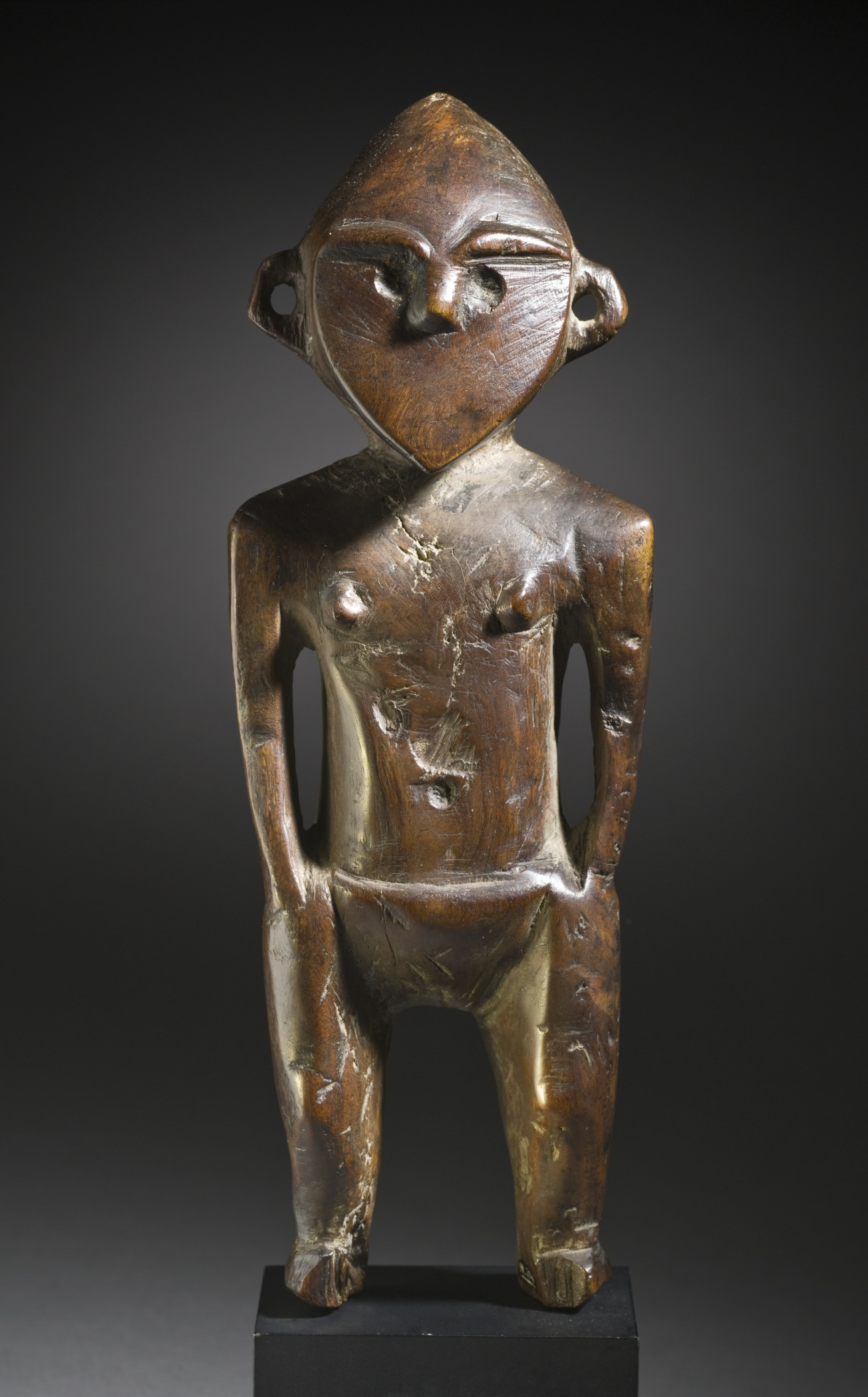
Statue fidjienne en bois d'une figure féminine (matakau)
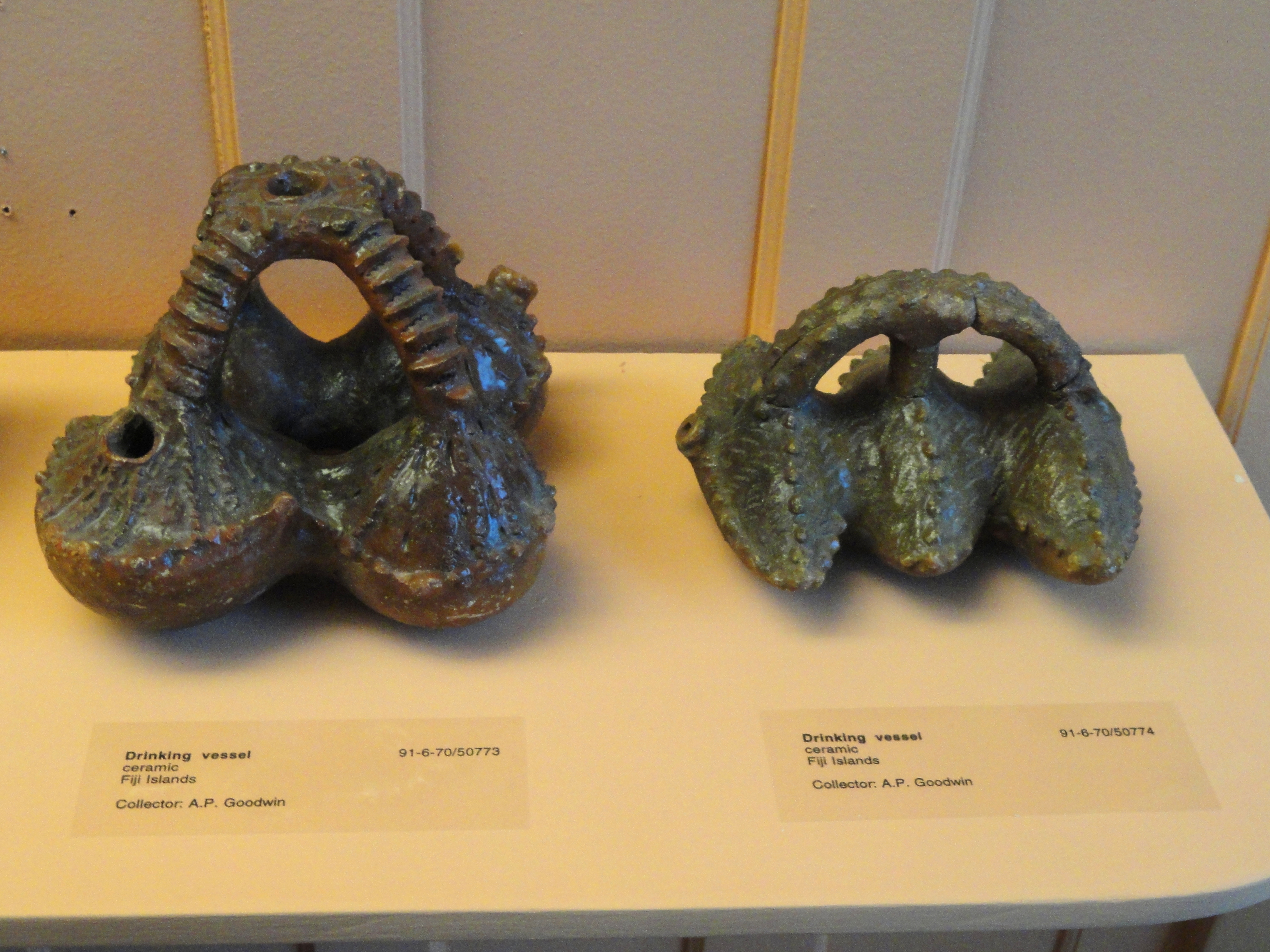
Pots en céramique utilisé pour la boisson (îles Fidji)
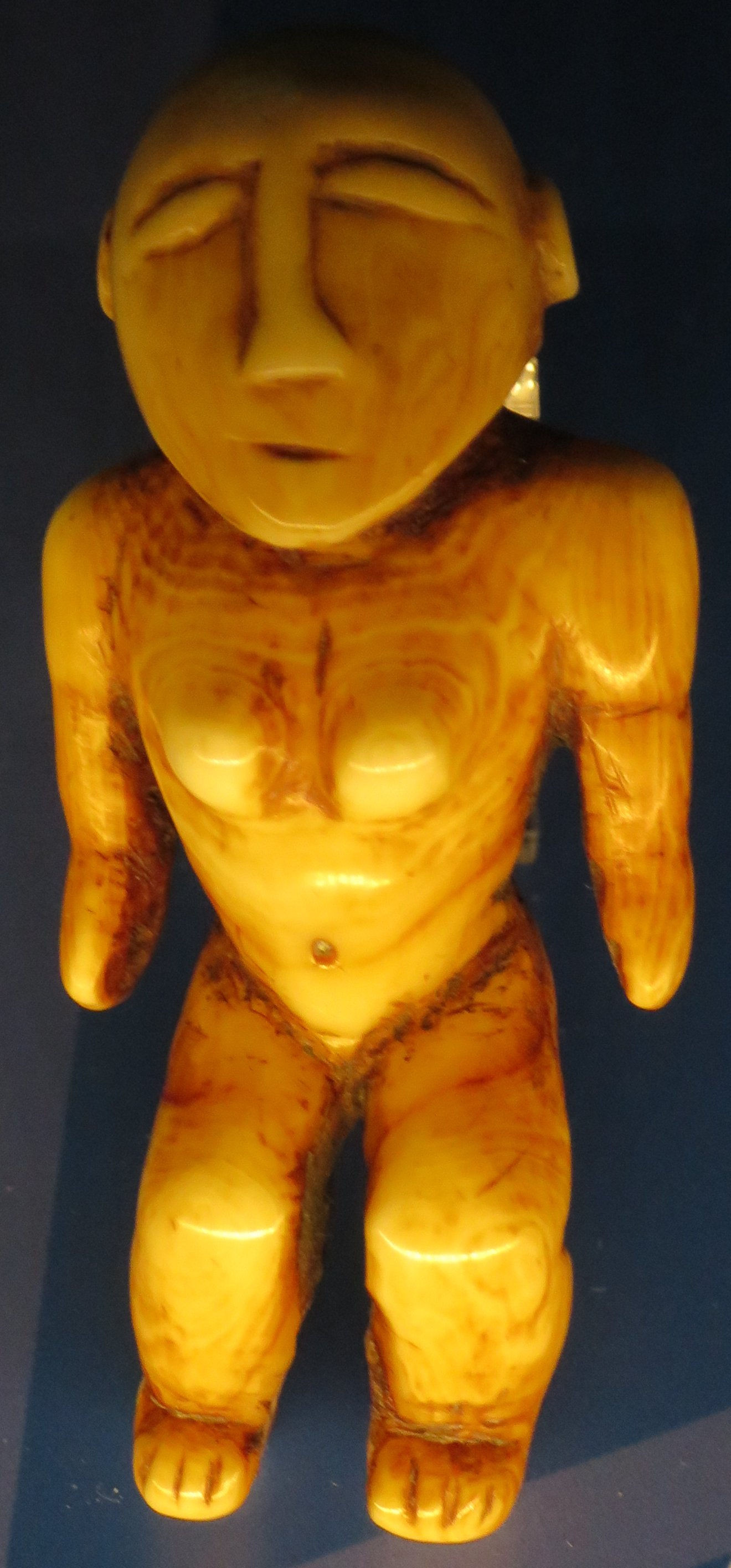
Statue d'une divinité en ivoire de cachalot (îles Tonga)

### Îles de Polynésie orientale
Cet ensemble regroupe des îles plus éparses à savoir les îles Cook, la Polynésie française (comprenant les îles Marquises, les îles de la Société, les îles Australes, les îles Gambier), l'île de Pâques et Hawaï. Atteintes en dernier par la colonisation polynésienne, distantes entre elles de dizaines de kilomètres, il n'en demeure pas moins que cette zone connaît une forte cohésion culturelle. Les assertions formulées sur l'art de Polynésie occidentale demeurent vraies. Cependant, la décoration est surtout marquée par la présence de la figure du tiki, entière ou partielle, qui est la stylisation de la figure humaine d'après les canons océaniens. Ce motif trouve son point culminant doublé d'une originalité teintée de mystère avec le moaï pascuan dont la déclinaison en gigantesque statue de pierre est la plus célèbre. À côté de ces imposantes représentations, il existe des statues de bois nommée moaï. Les Polynésiens de l'île de Pâques sont connus également pour leurs pétroglyphes.
Hawaï est célèbre pour son art plumassier très développé ; il a d'ailleurs causé l'extermination des perroquets (notamment ceux ayant des plumes rouges et jaunes).

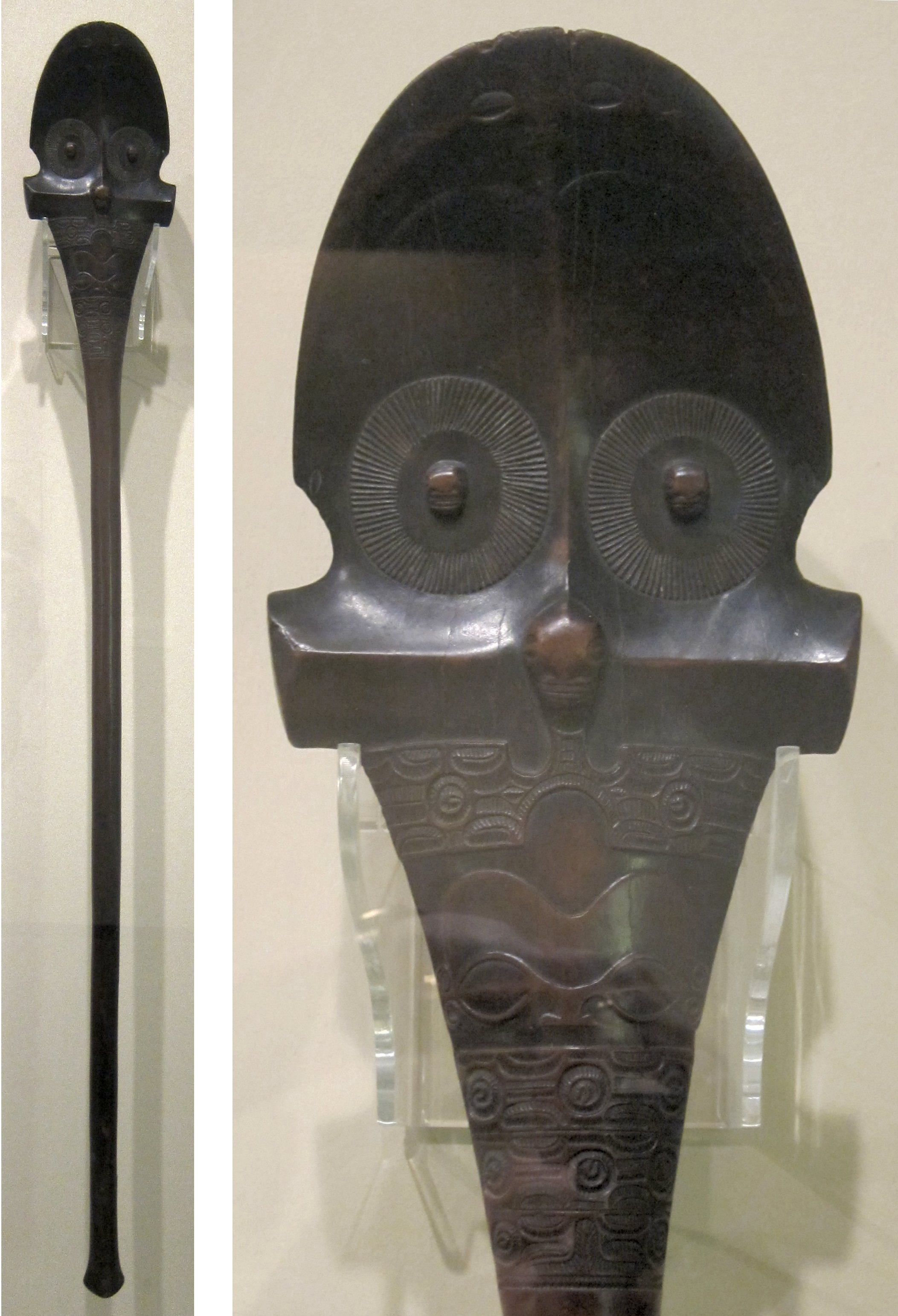
Casse-tête de Polynésie française (îles Marquises)
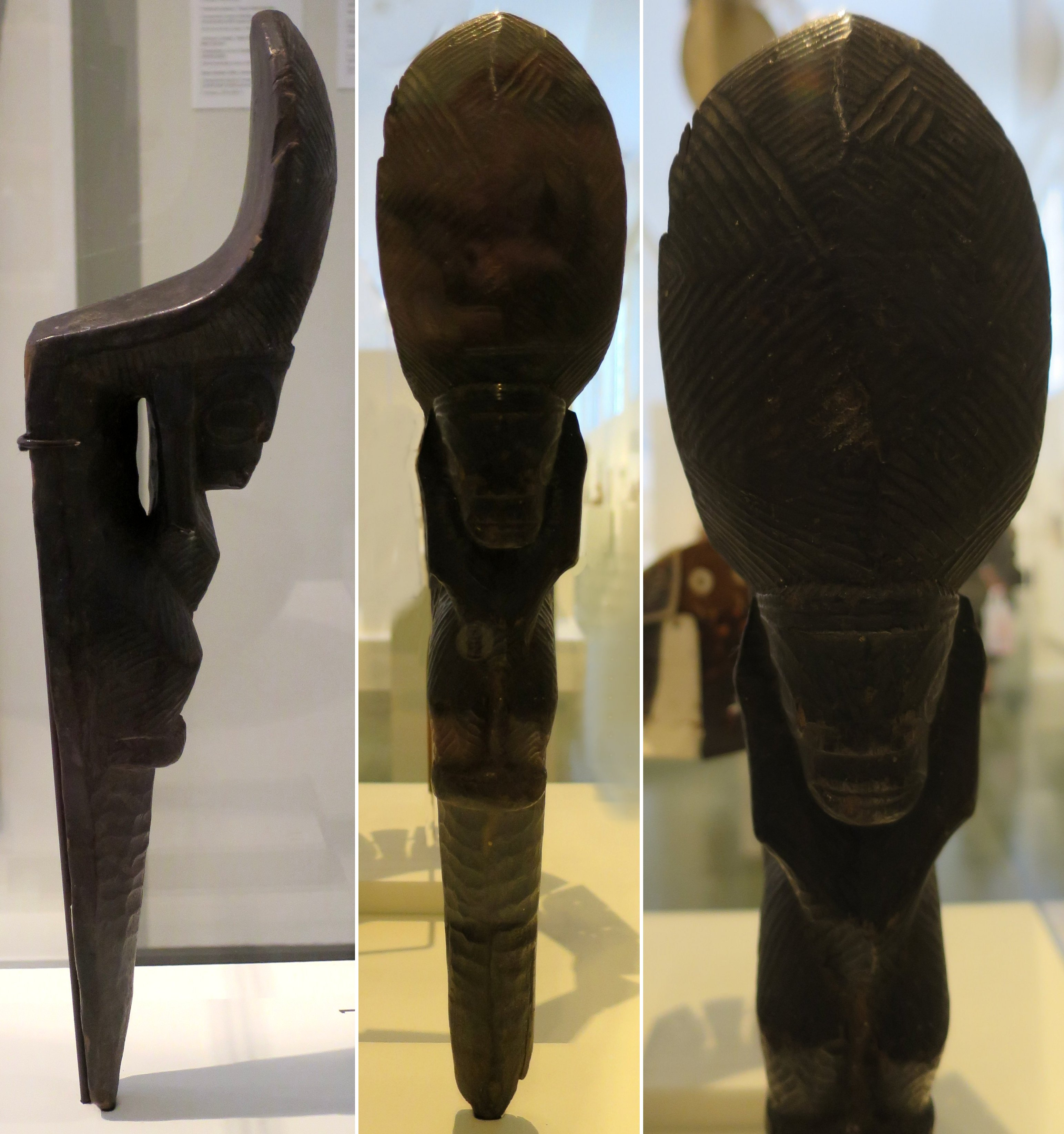
Marchepied d'échasse (tapuva'e) îles Marquises
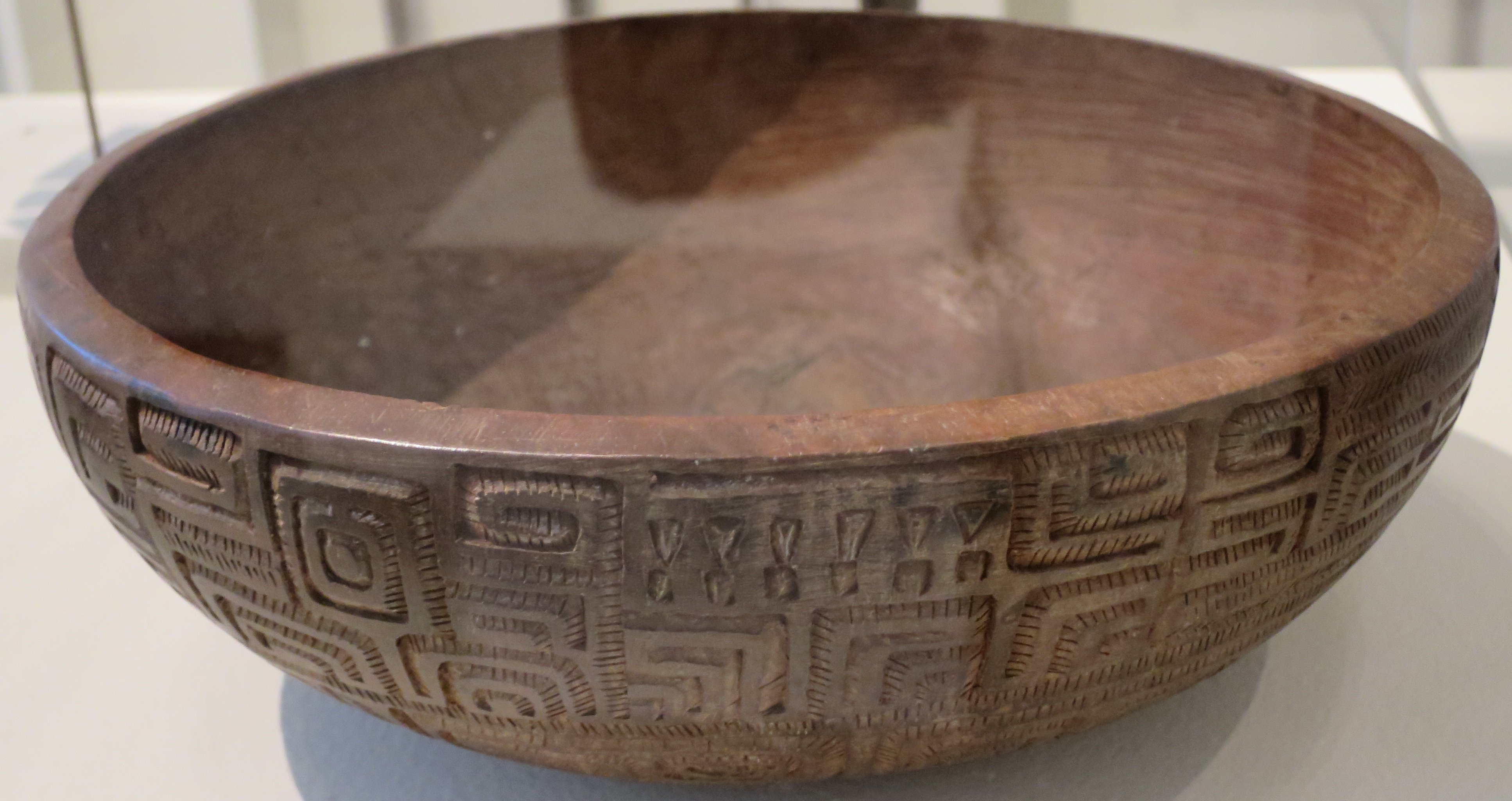
Bol (ko'oka) des îles Marquises
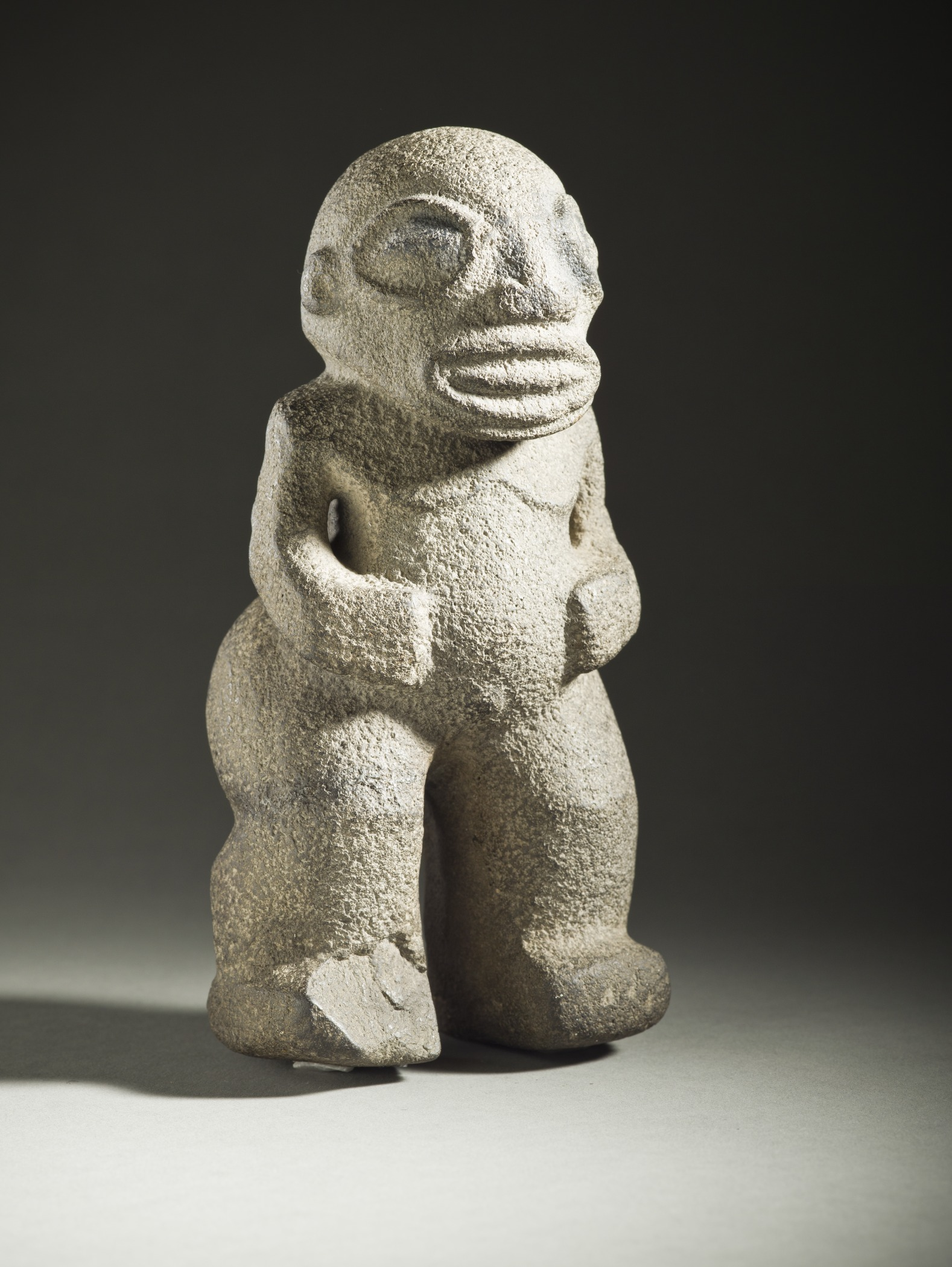
Figure d'un ancêtre (tiki)
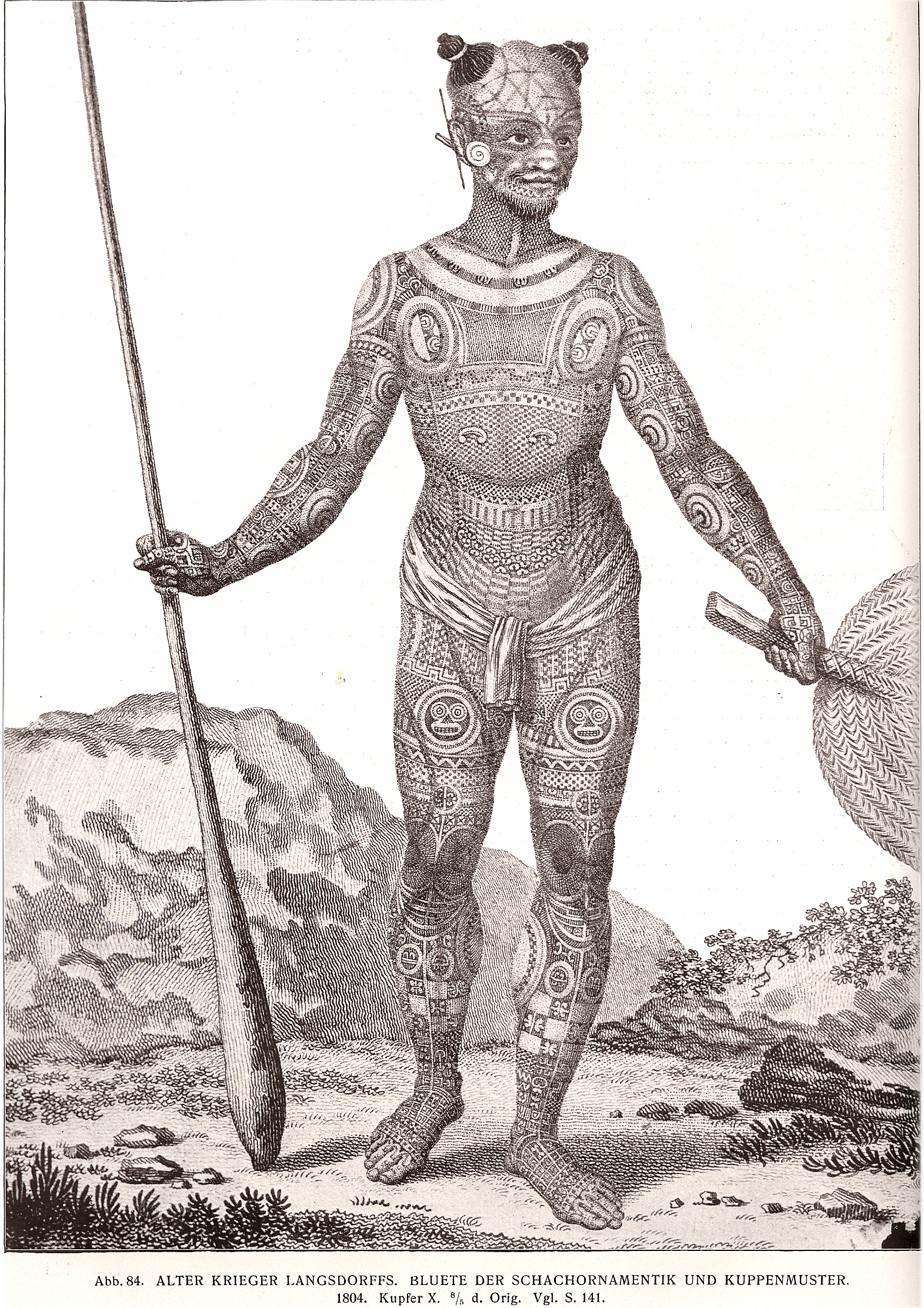
Gravure (1813) : guerrier de Nuku Hiva (îles Marquises)
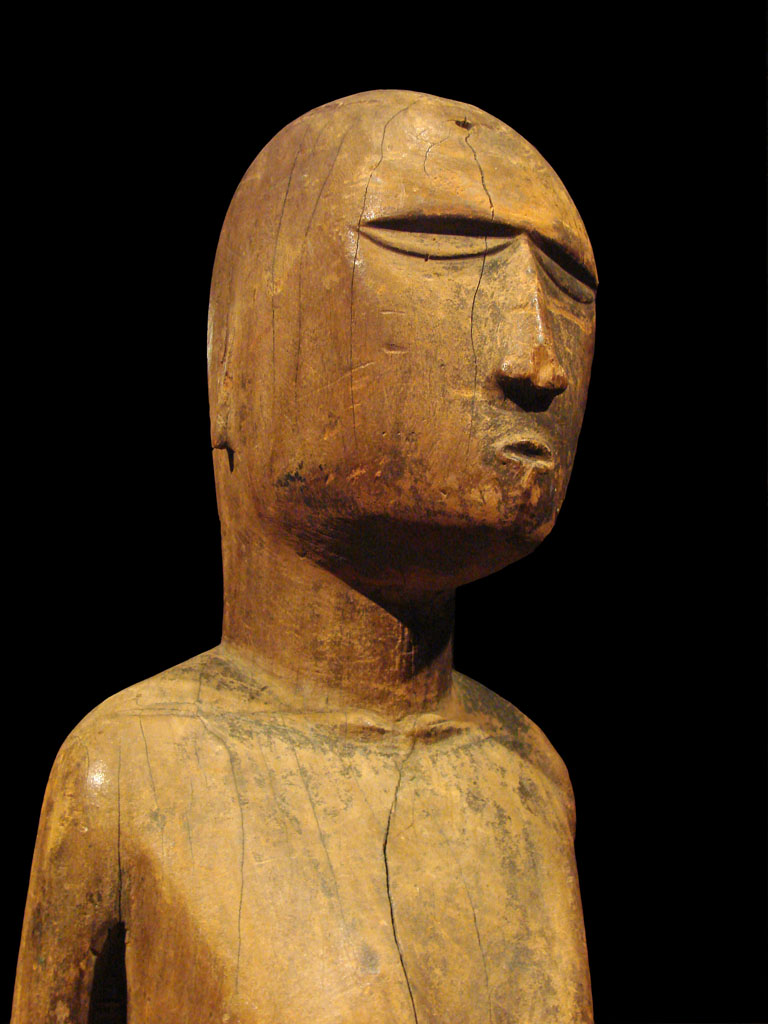
Effigie de divinité, Ro'go (îles Gambier)
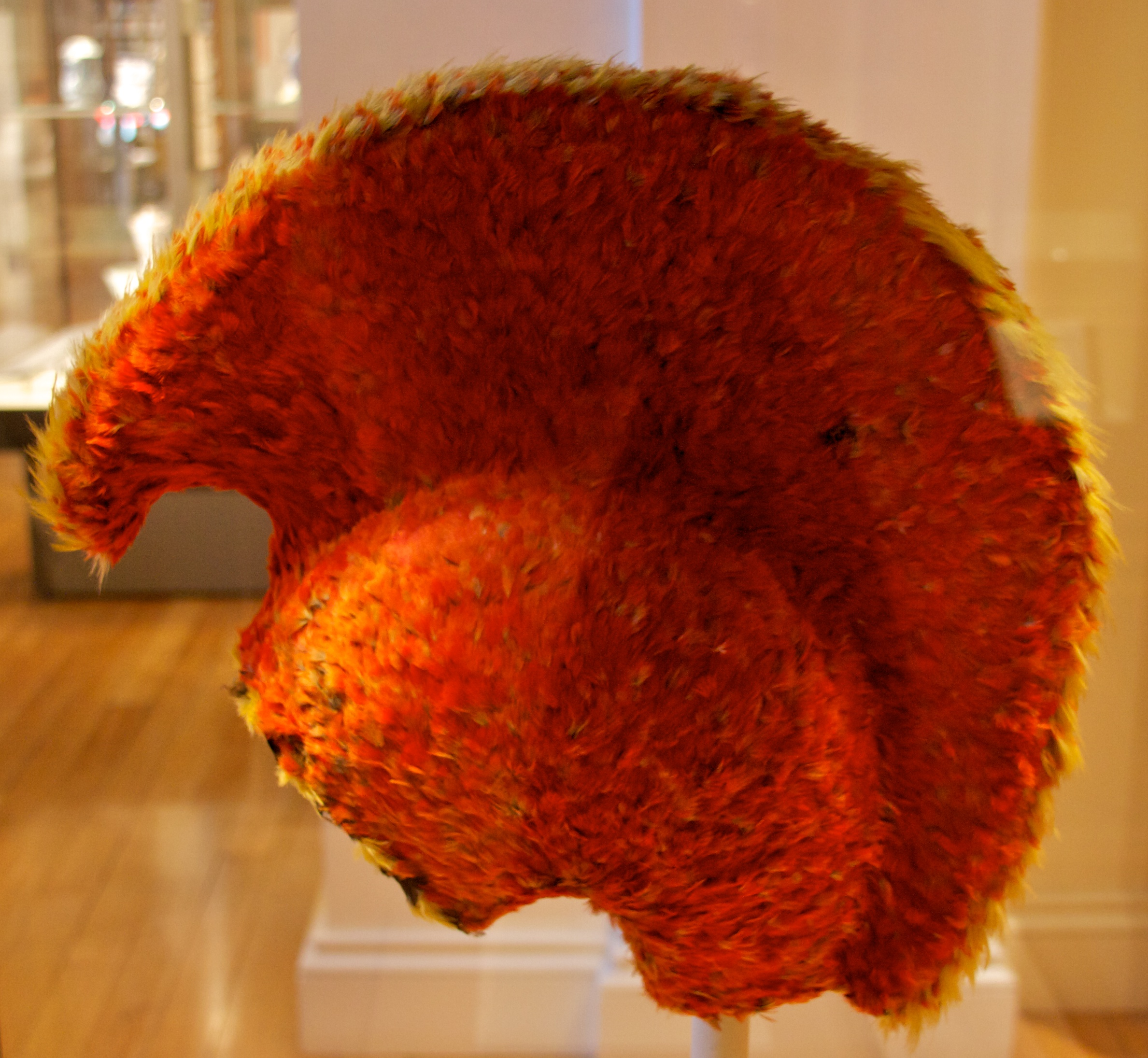
Art plumassier hawaïen
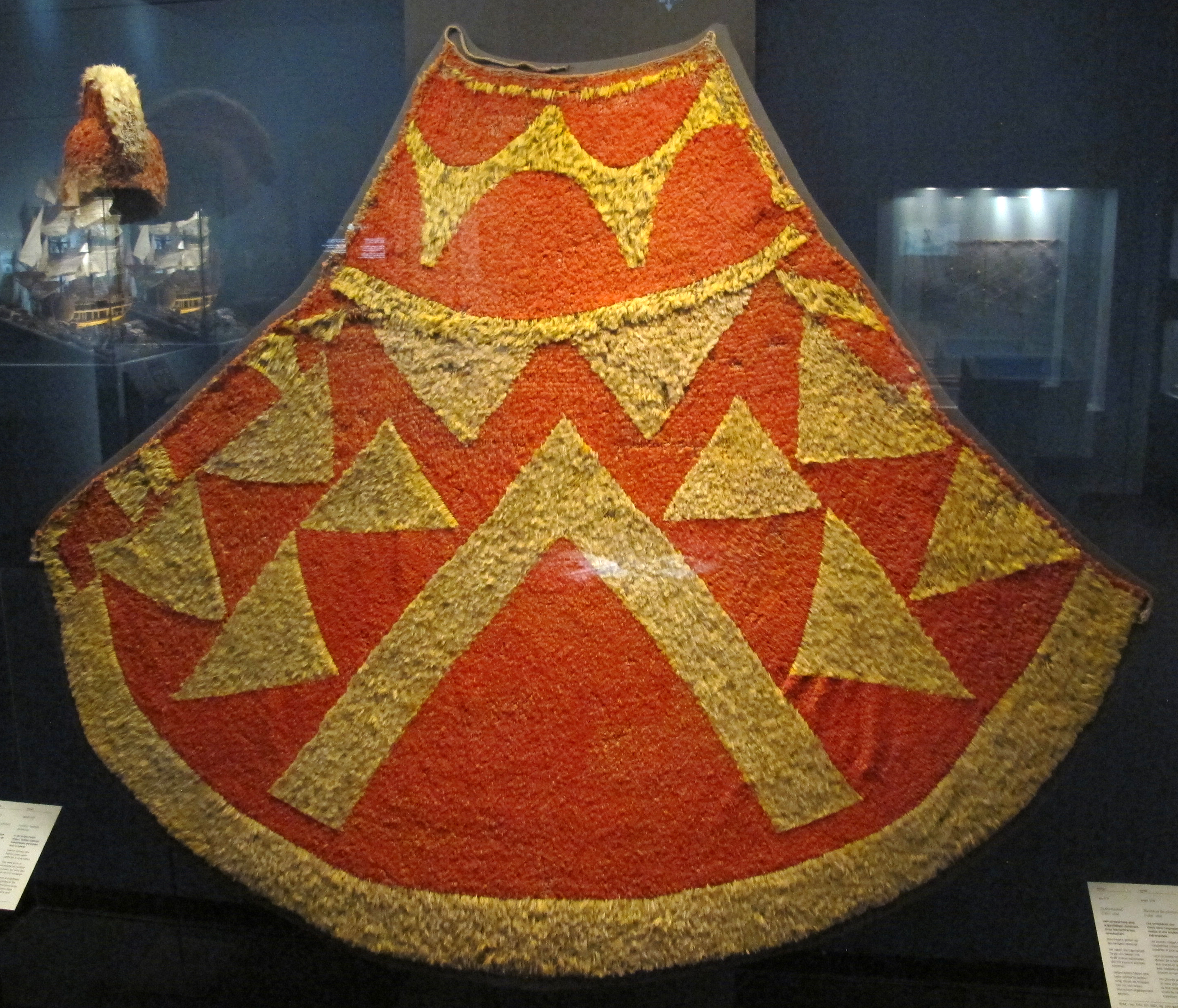
Manteau de plumes d'Hawaii
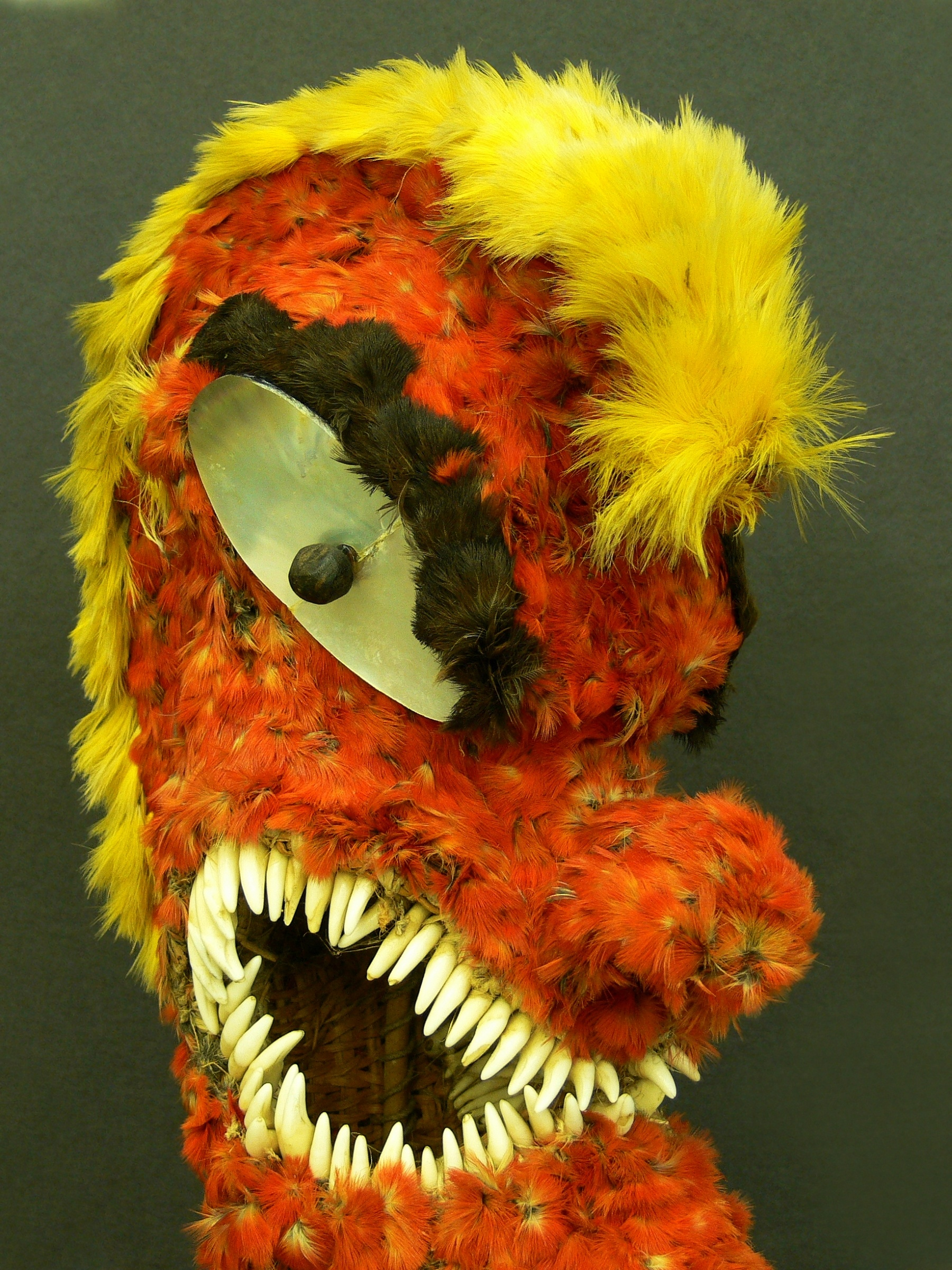
Buste en plume du dieu hawaïen Kuka'ilimoku
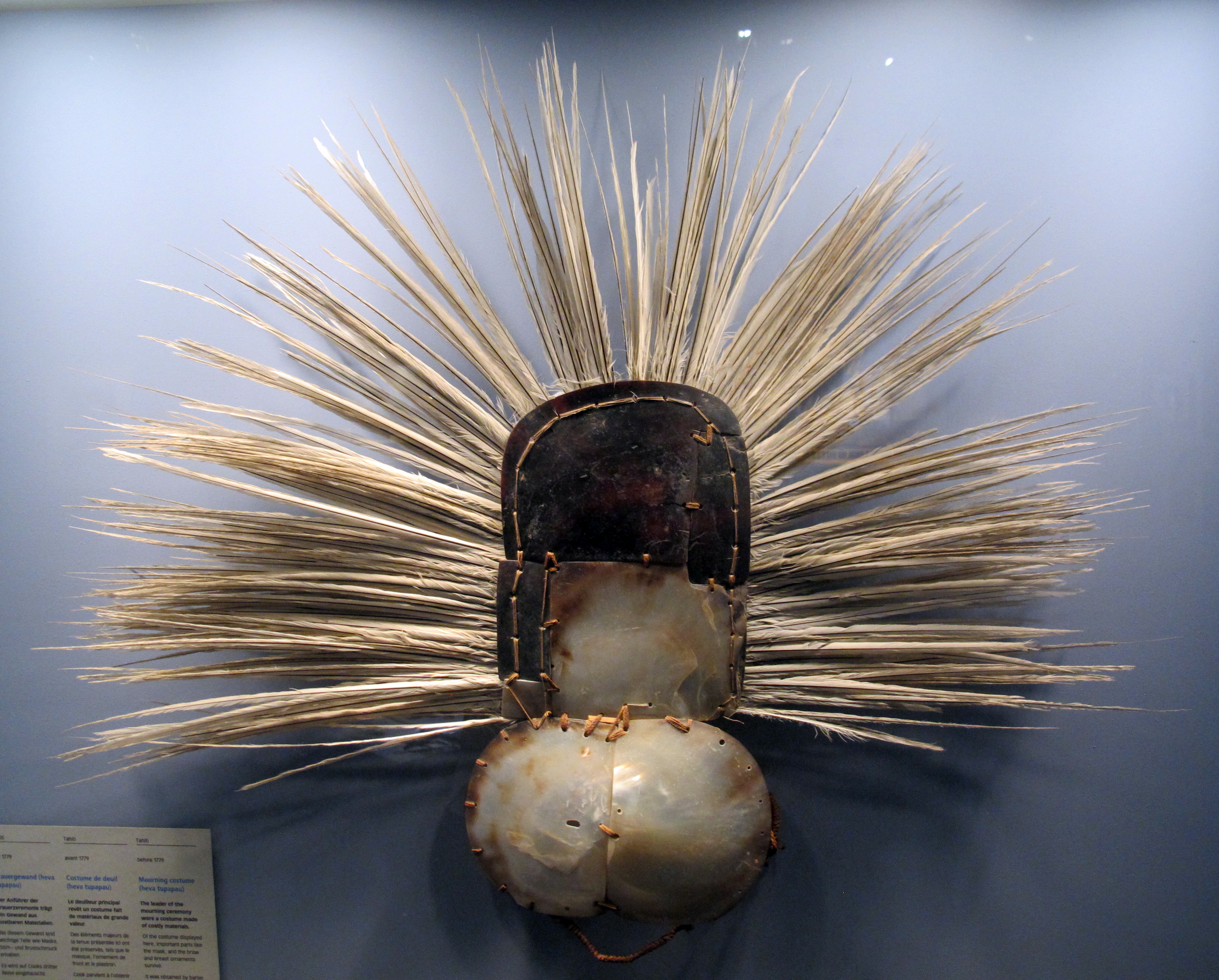
Vêtement funèbre de Tahiti
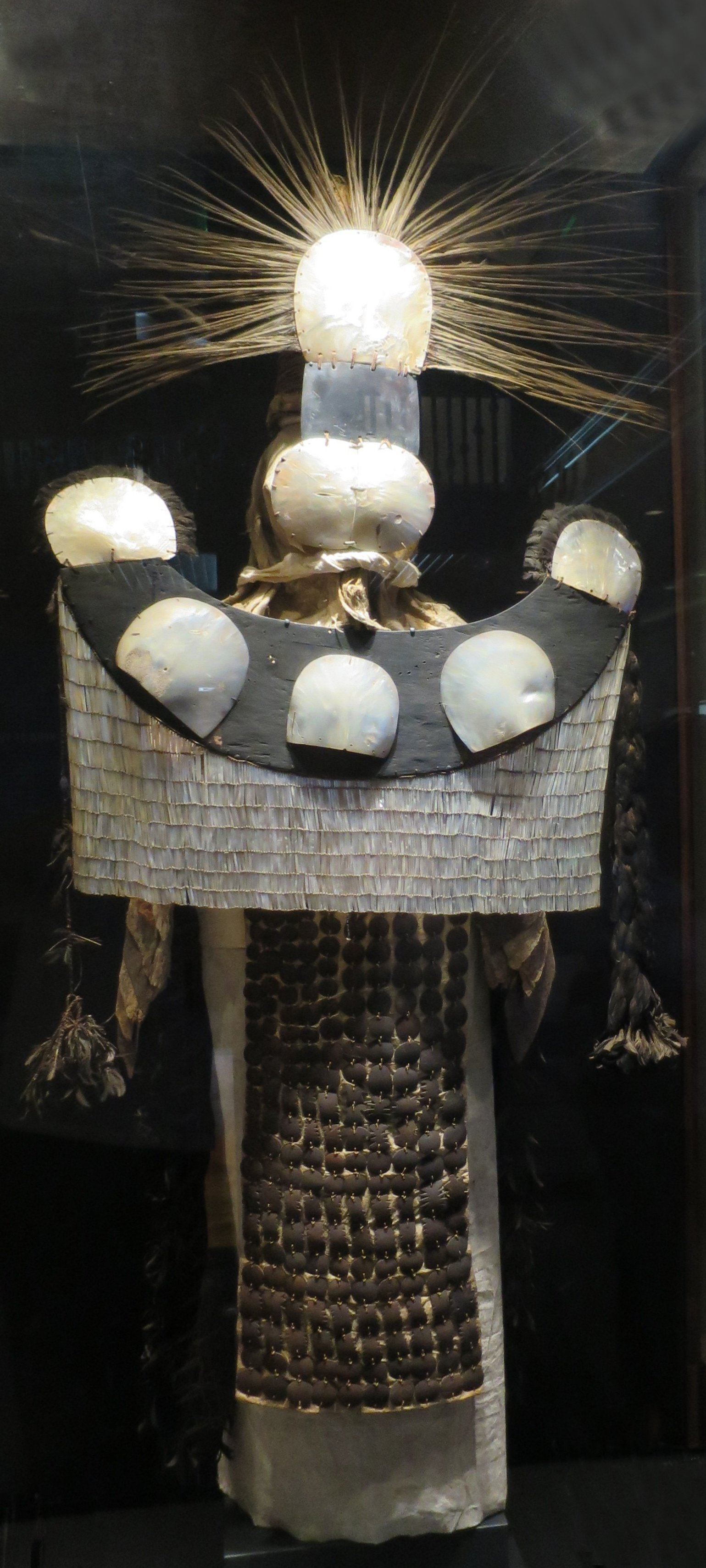
Costume de deuil d'un chef tahitien
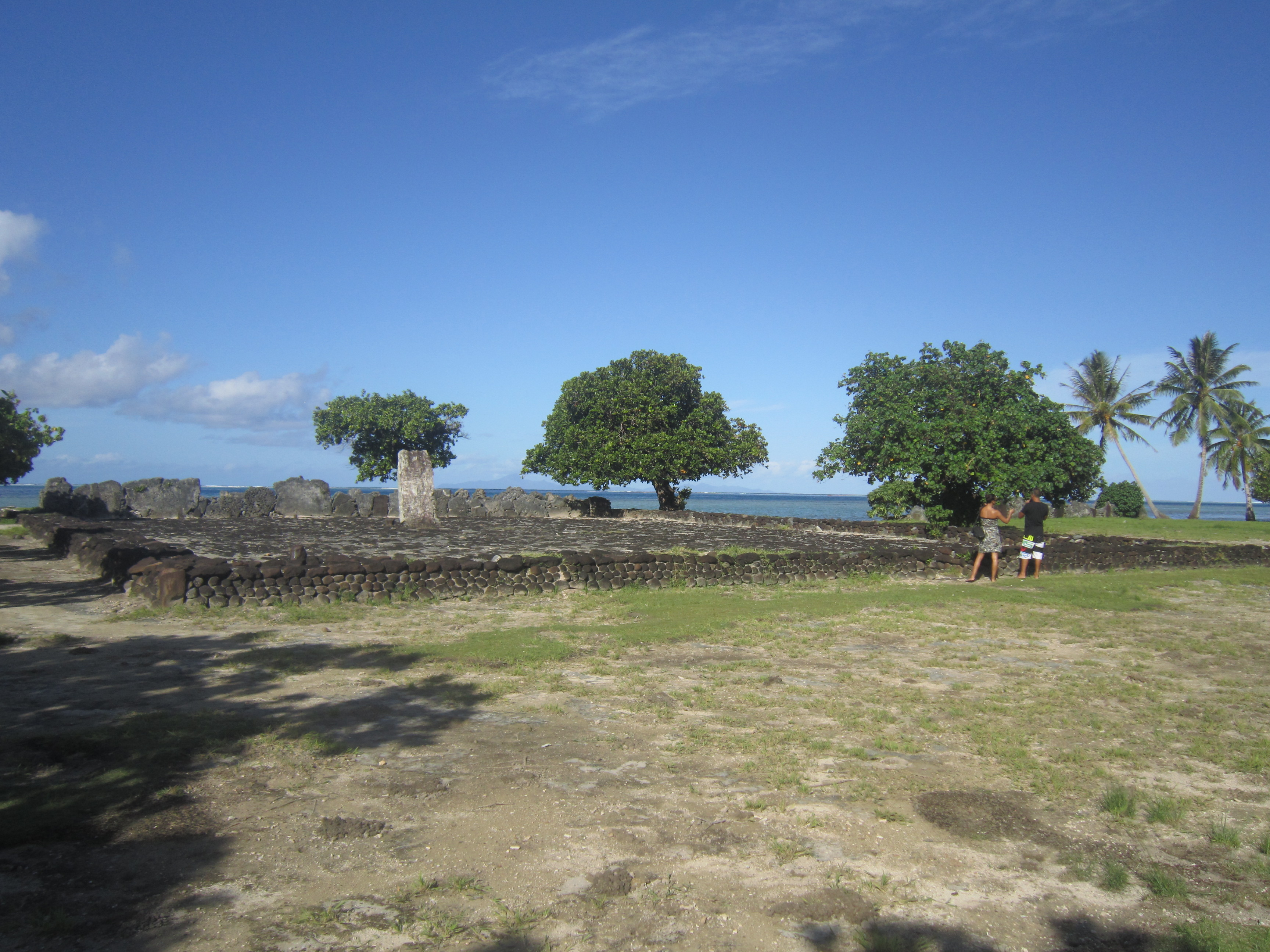
Marae Taura’a a tapu, Raiatea (Polynésie française)
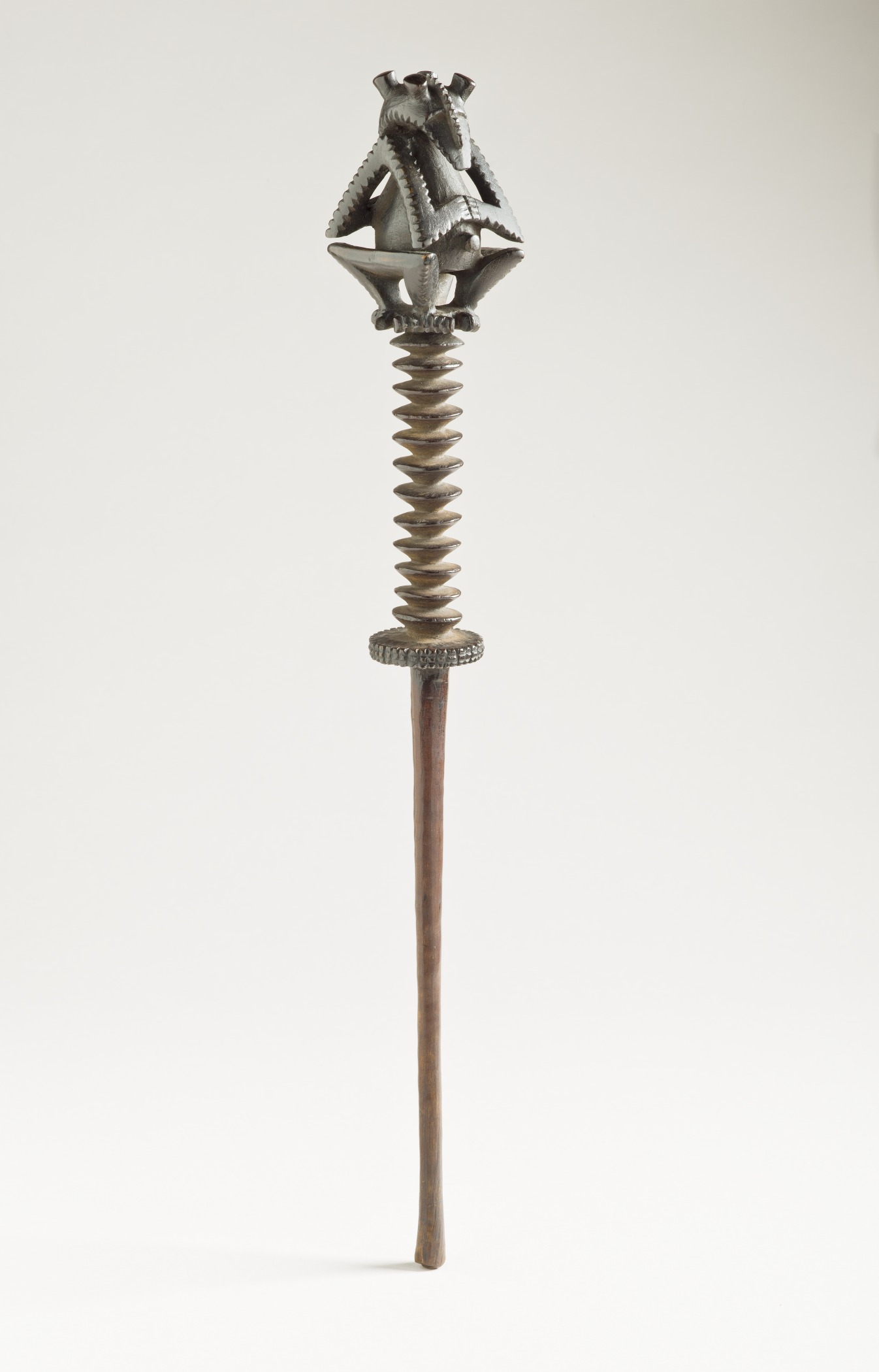
Manche sculpté de chasse-mouche (tahiri ra'a) (signe d'autorité) provenant des îles Australes
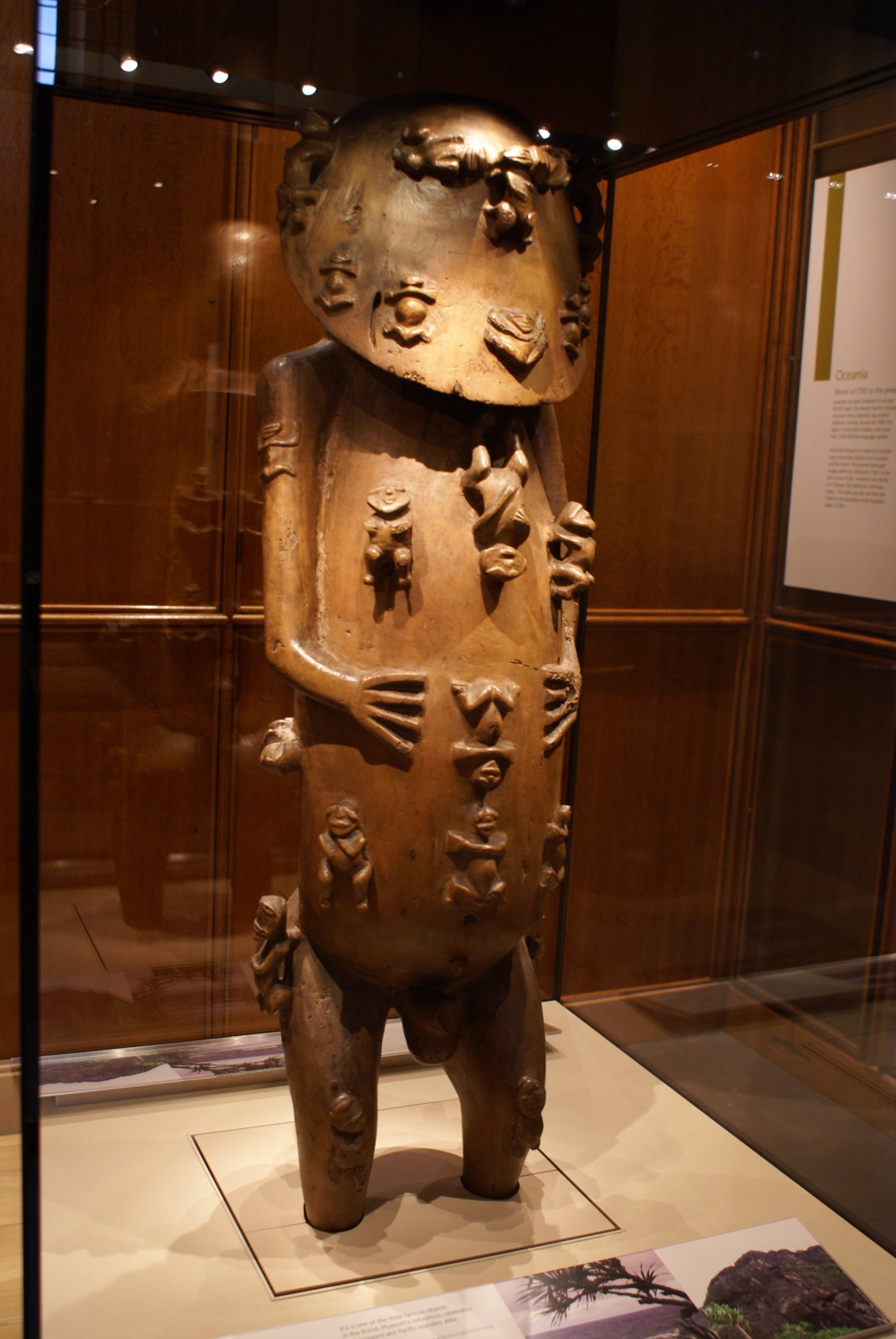
Statue du dieu A'a, originaire de Rurutu
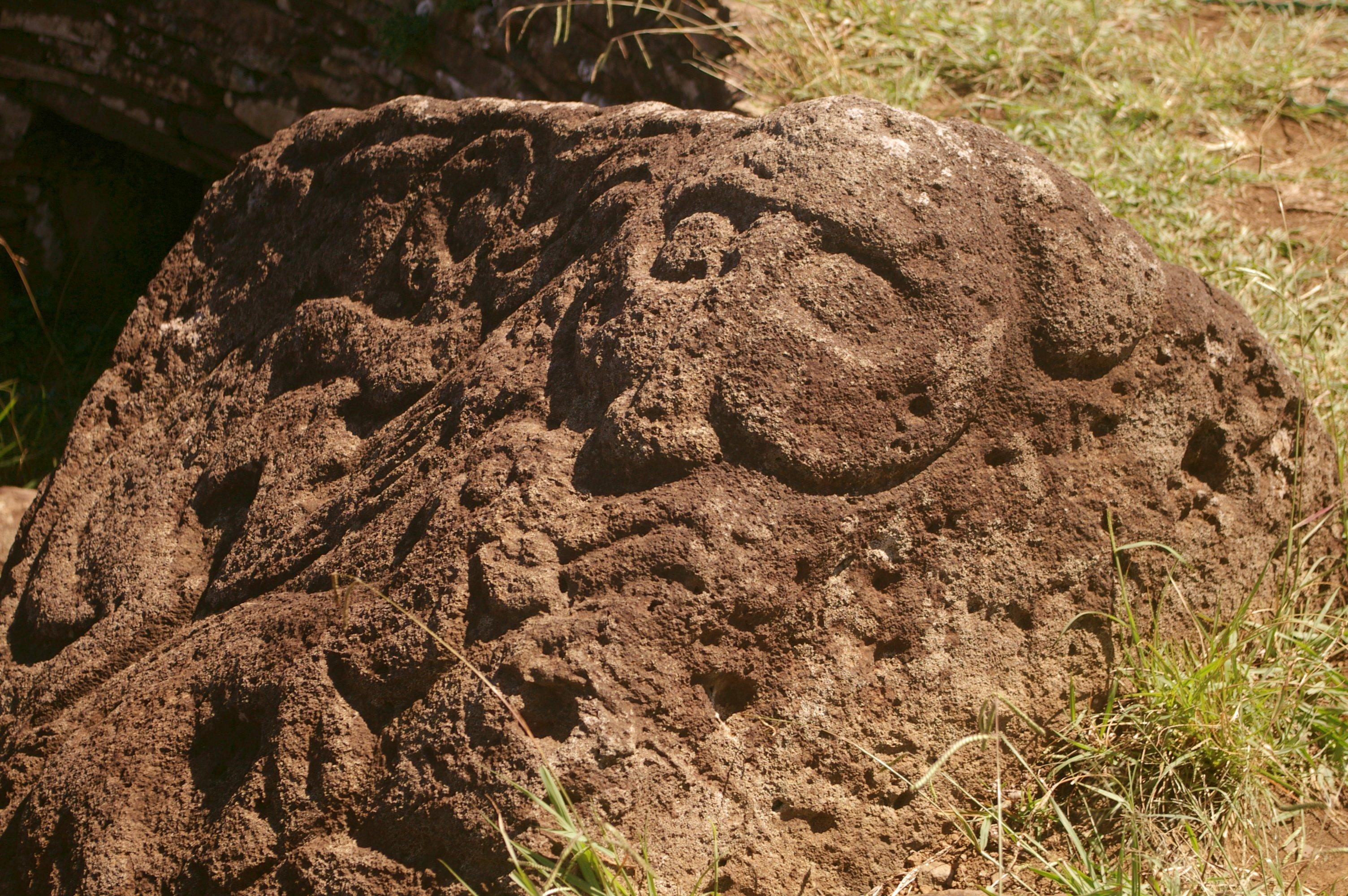
Pétroglyphe du dieu Make-make
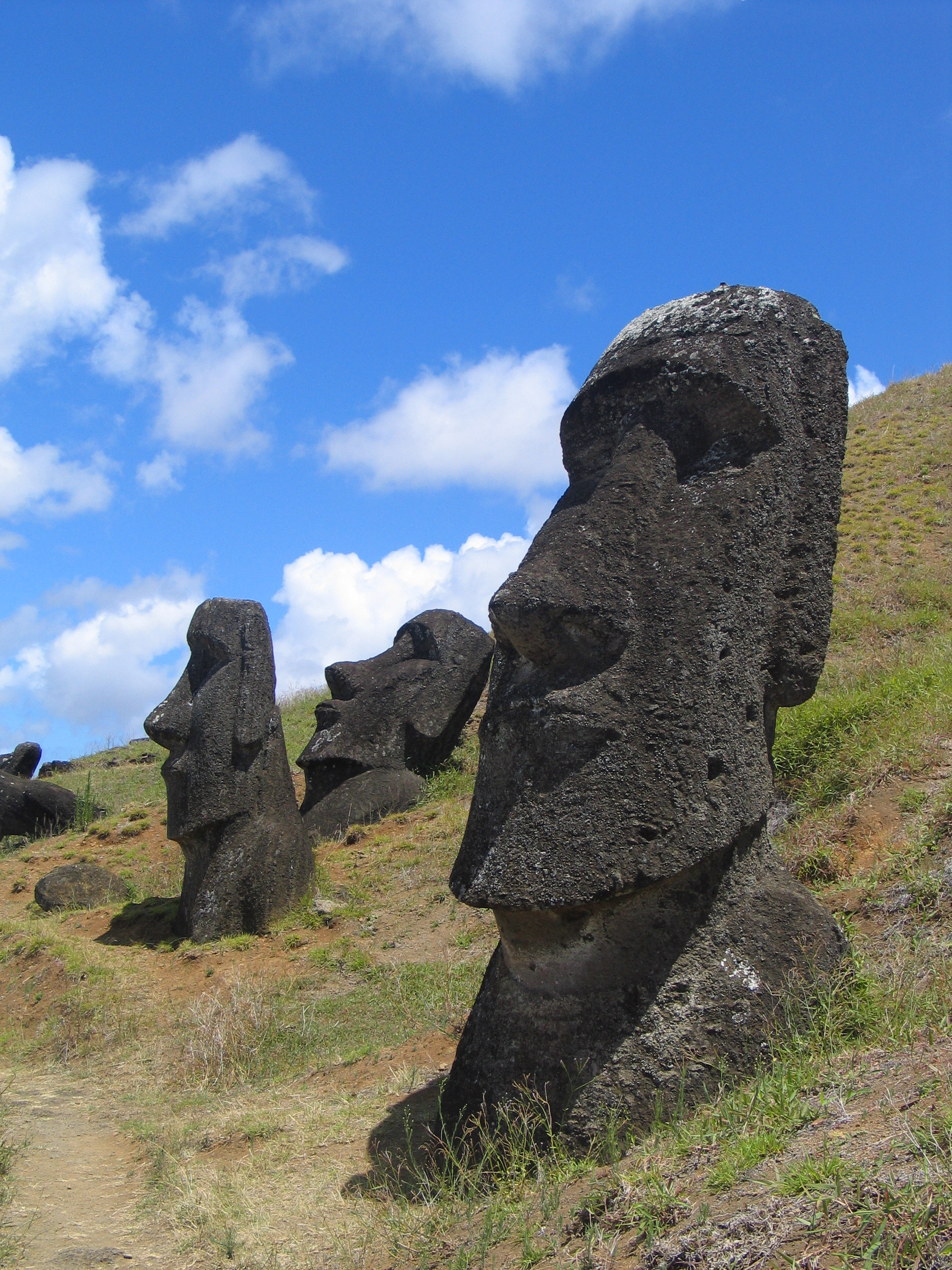
Moai sur le Rano Raraku
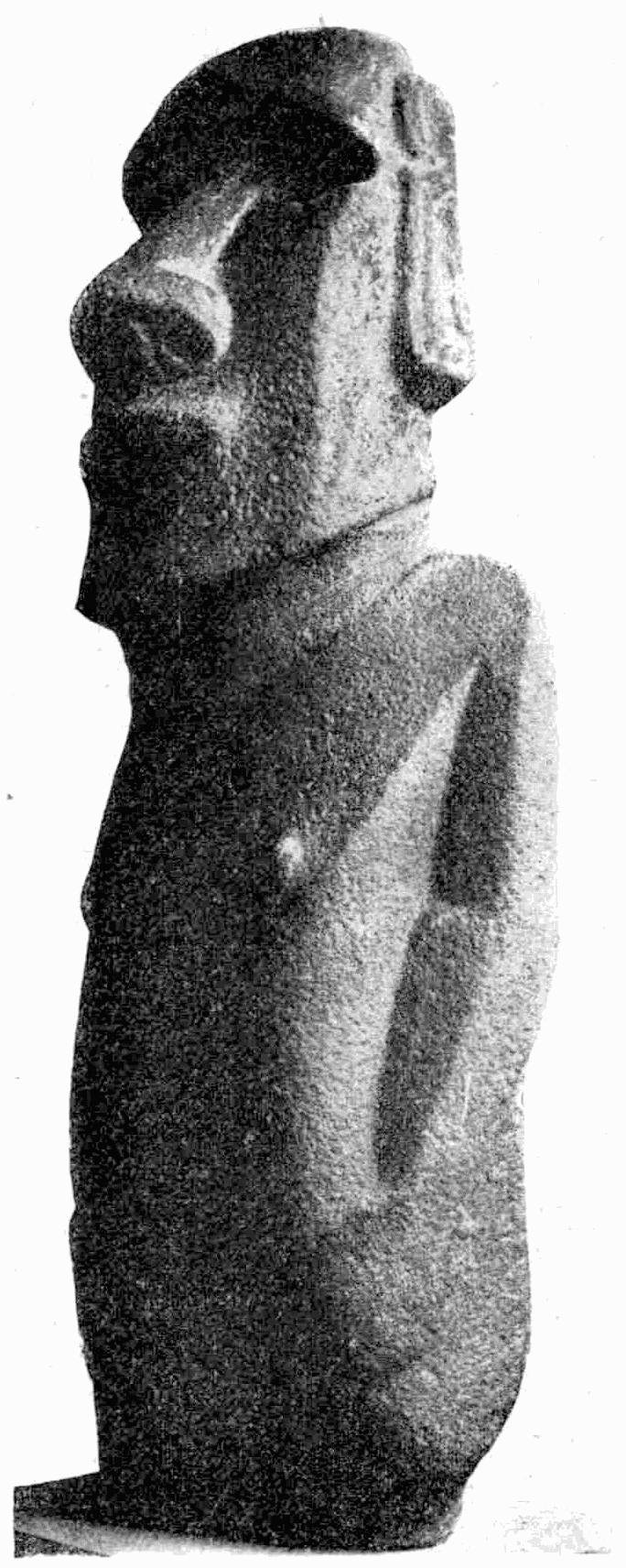
Photographie d'un moaï
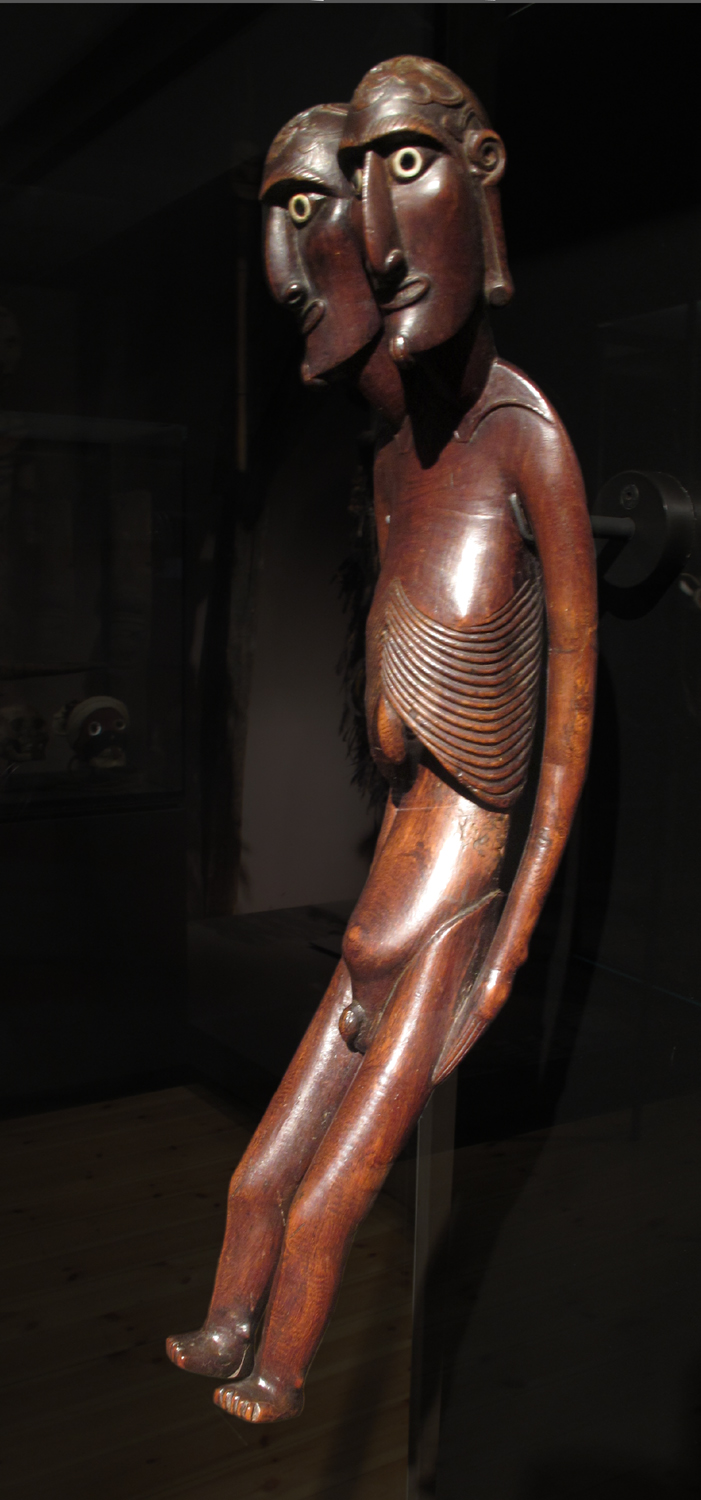
Statue de bois moaï-kava-kava bicéphale

### Nouvelle-Zélande
Les Māori sont reconnus de tous pour l'excellence de leur travail du bois et de la néphrite verte qui revêt un caractère sacré. Le motif central de l'art maori est la courbe, déclinée en rinceaux et entrelacs. Ce motif curviligne trouve son origine dans le koru, la fronde de la fougère argentée très présente sur toute la Nouvelle-Zélande ; ainsi ses formes arrondies et ses lacis fournissent un motif infini et récurrent pour la sculpture et le tatouage maoris. Ce motif ("kowhai-wahi" en langue maorie) symbolise l'esprit de la vie éternelle qui se transmet à la descendance .
Peuple guerrier, l'art est tourné vers la représentation de cette activité : le motif de la langue tirée (signe de défi) hante les armes (voir taiaha), les statues et la danse (voir le célèbre haka). Il inspire aussi l'architecture avec les villages fortifiés, pa. Concernant l'architecture, il convient d'évoquer les "wharenui", les maisons communes, dignes de nos cathédrales européennes, tout en bois avec des décorations tout à la fois signe de la puissance réelle et spirituelle du clan bâtisseur de la maison.
Peuple marin, les figures de proue et poupe des waka sont connues de longue date pour leur finesse et leur épure.

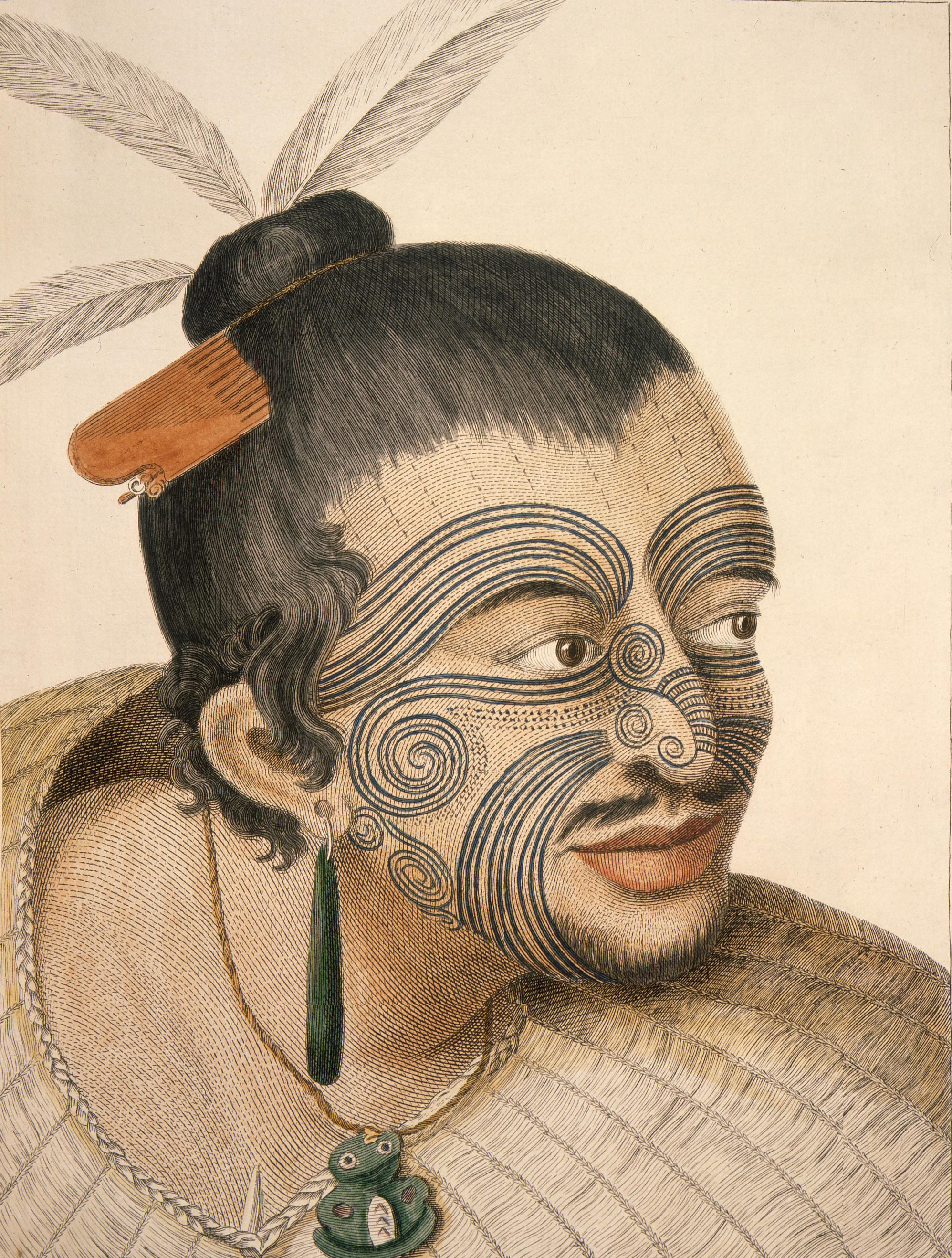
Chef māori (fin du XVIIIe)
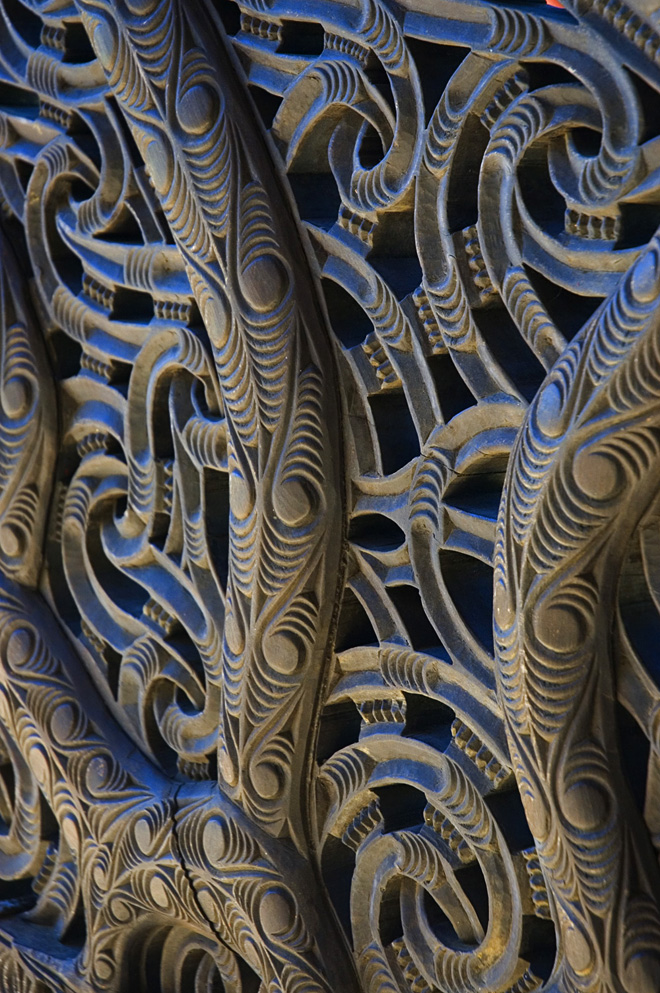
Entrelacs maori
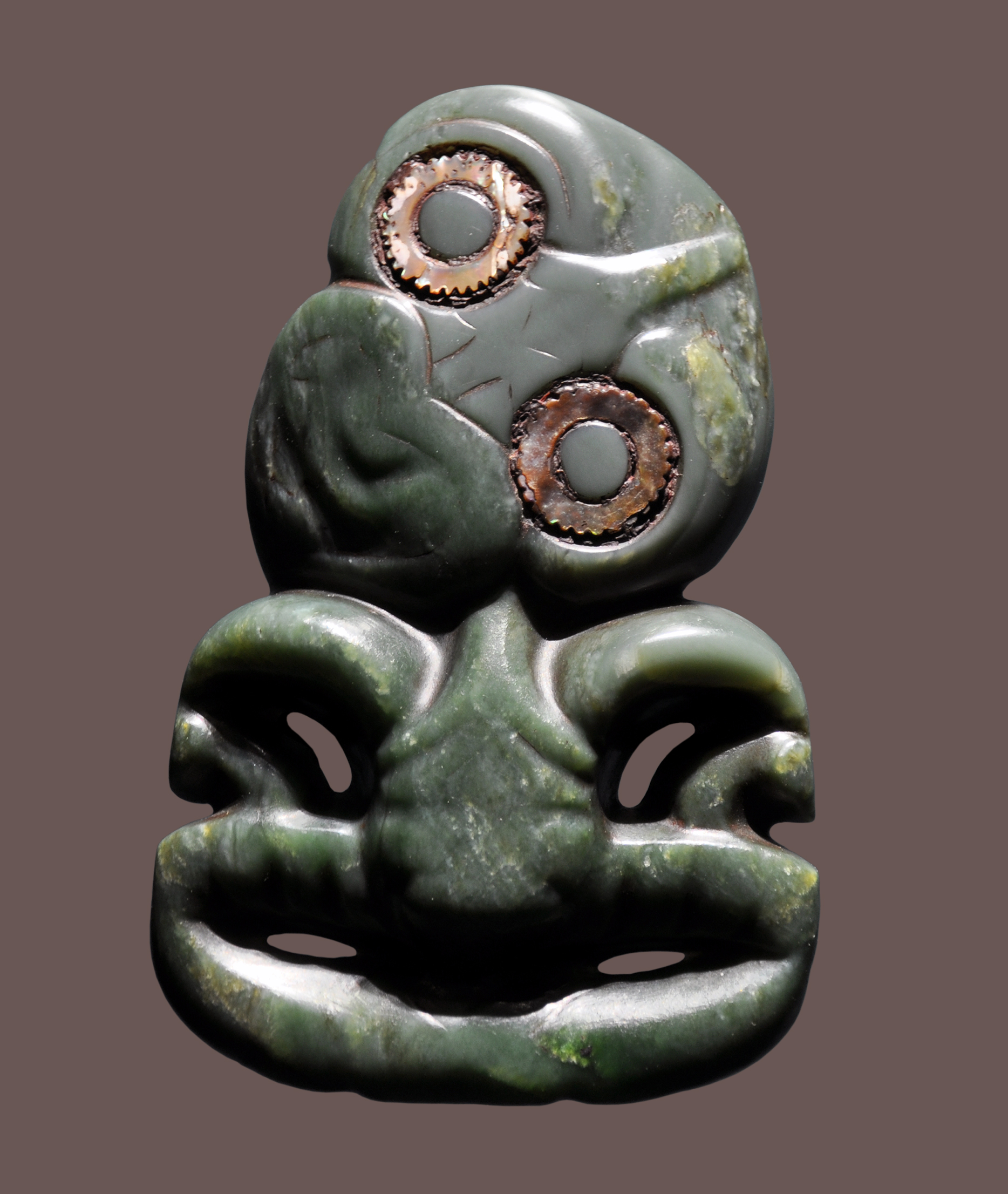
Hei tiki
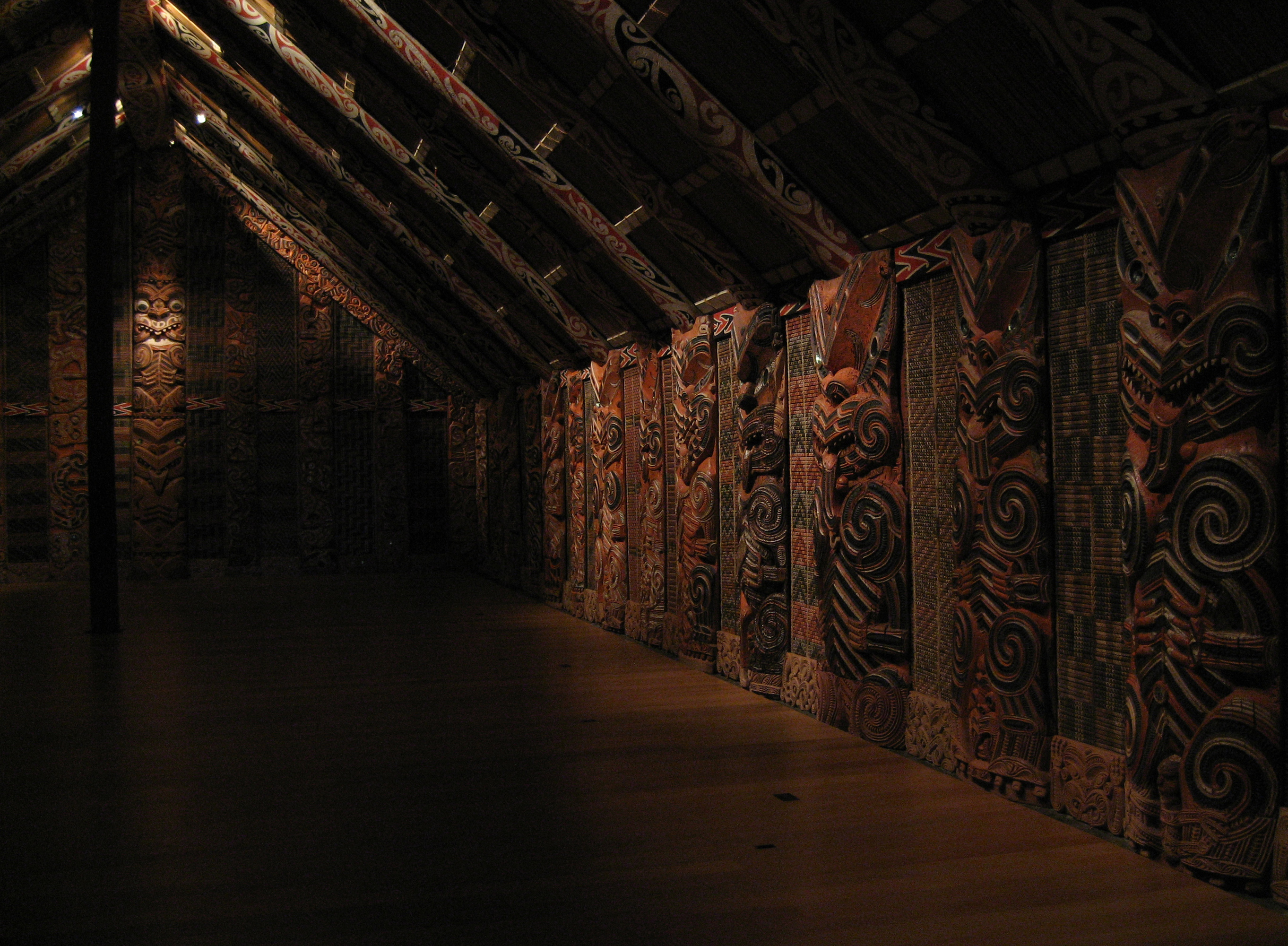
Intérieur d'une maison commune, travail du bois (1)
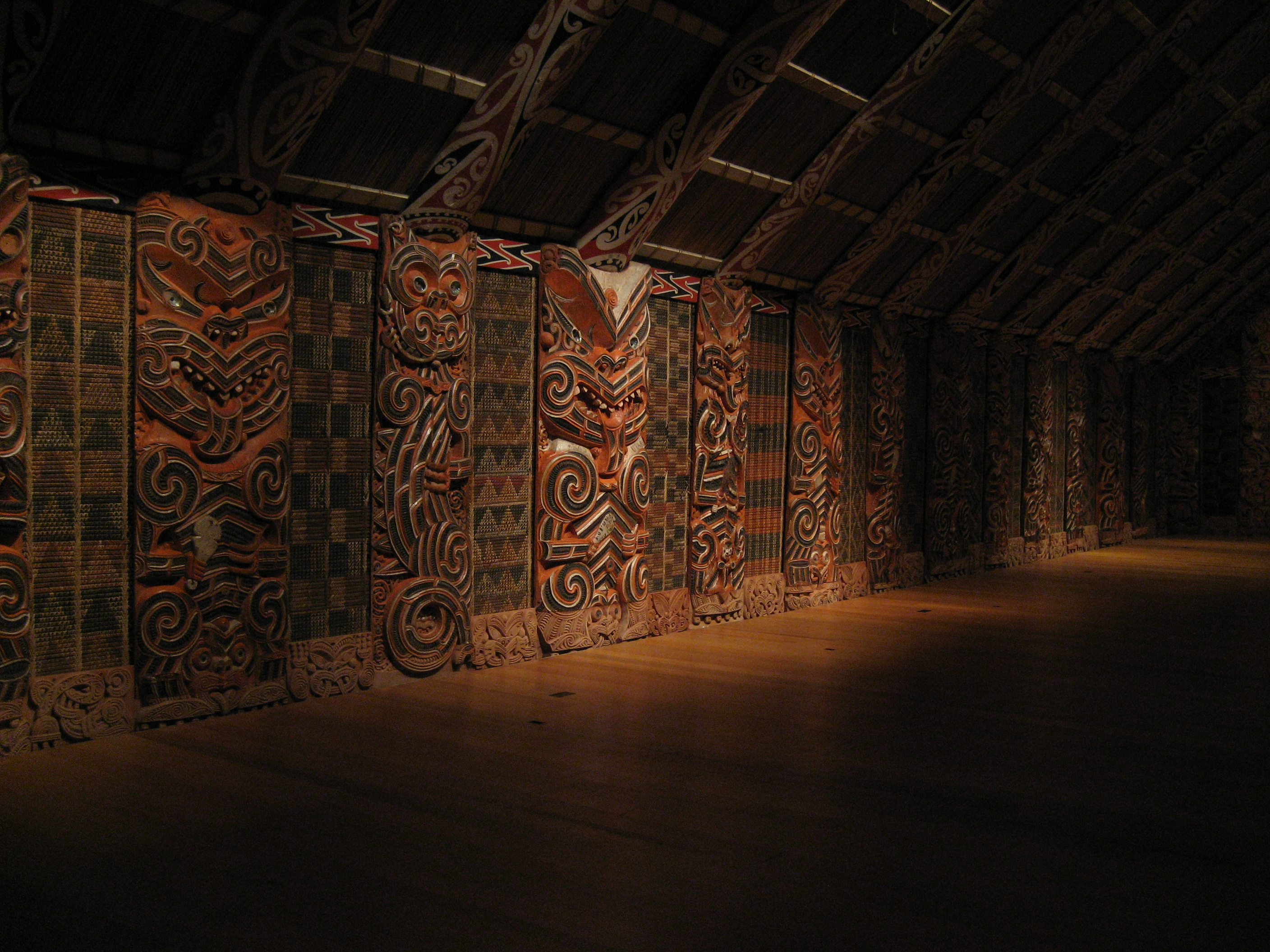
Intérieur d'une maison commune, travail du bois (2)

## Australie
Île-continent, l'Australie offre une grande variété d'environnements et donc de matériaux et de sources d'inspiration pour les arts. Toutefois, l'expression artistique s'est concentrée dans le dessin et la peinture, surtout pour les régions côtières (le territoire le plus célèbre pour ses représentations picturales est la Terre d'Arnhem) ; dans le désert les possibilités de support graphique sont moindres : quelques décors pariétaux, du dessin sur sable (éphémère donc) c'est surtout la danse et le chant qui prennent le relais. Les parois rocheuses de divers lieux ont permis l'expression de peintures de gravures dont les plus anciennes datent assurément du peuplement humain de l'île.
La peinture exprime les mythes des communautés aborigènes, surtout la terre où vit le groupe. L'attachement au lieu, à son histoire mythique fonde l'art comme lien spirituel entre le passé et le présent, le monde divin et le plan matériel d'existence. Le support principal est l'écorce d'eucalyptus ou la roche. Sont distinguées plusieurs techniques picturales, principalement le dot painting ou pointillisme (la peinture est déposée par le bout des doigts) et le  style rayons X  où l'intérieur de l'objet figuré est peint (organes, os mais aussi "tramages de lignes qui incarnent souvent l'intérieur spirituel de l'être représenté"). Dans le désert, la figuration se fait par la trace : un trait peut représenter aussi bien un humain couché qu'un bâton à fouir ou une lance, un demi-cercle est un lieu ou un groupe assis, un cercle désigne tout à la fois selon la lecture nécessaire un feu, une source, un fruit. La couleur est très présente dans la limite des colorants naturels disponibles. Outre la peinture, il existe aussi une statuaire toujours en lien avec le sacré : les poteaux funéraires.
L'évolution des mentalités et des cadres juridiques australiens sur la question aborigène a permis depuis les années 1970 un renouveau de l'art autochtone (voir ci-après, production contemporaine).

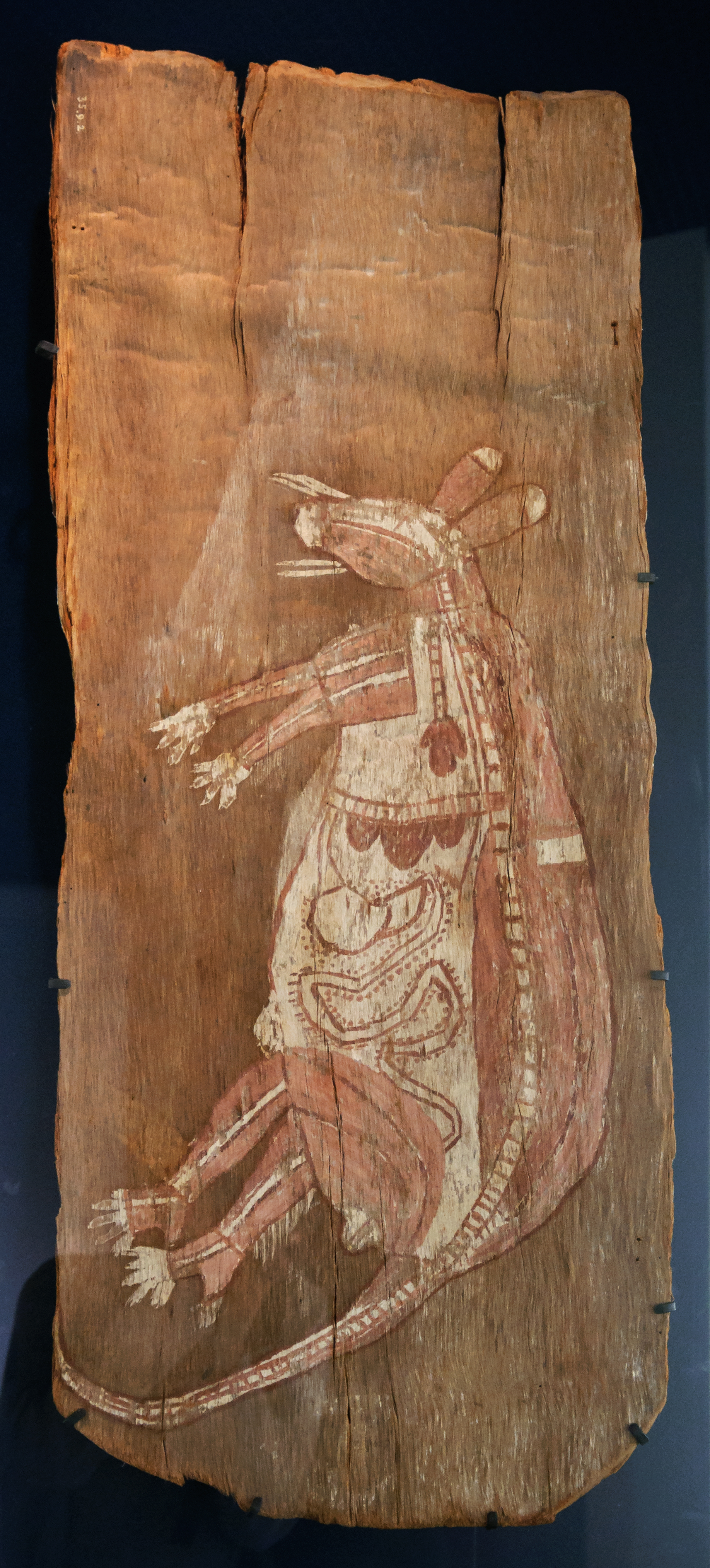
Ancêtre totémique kangourou, peinture sur écorce
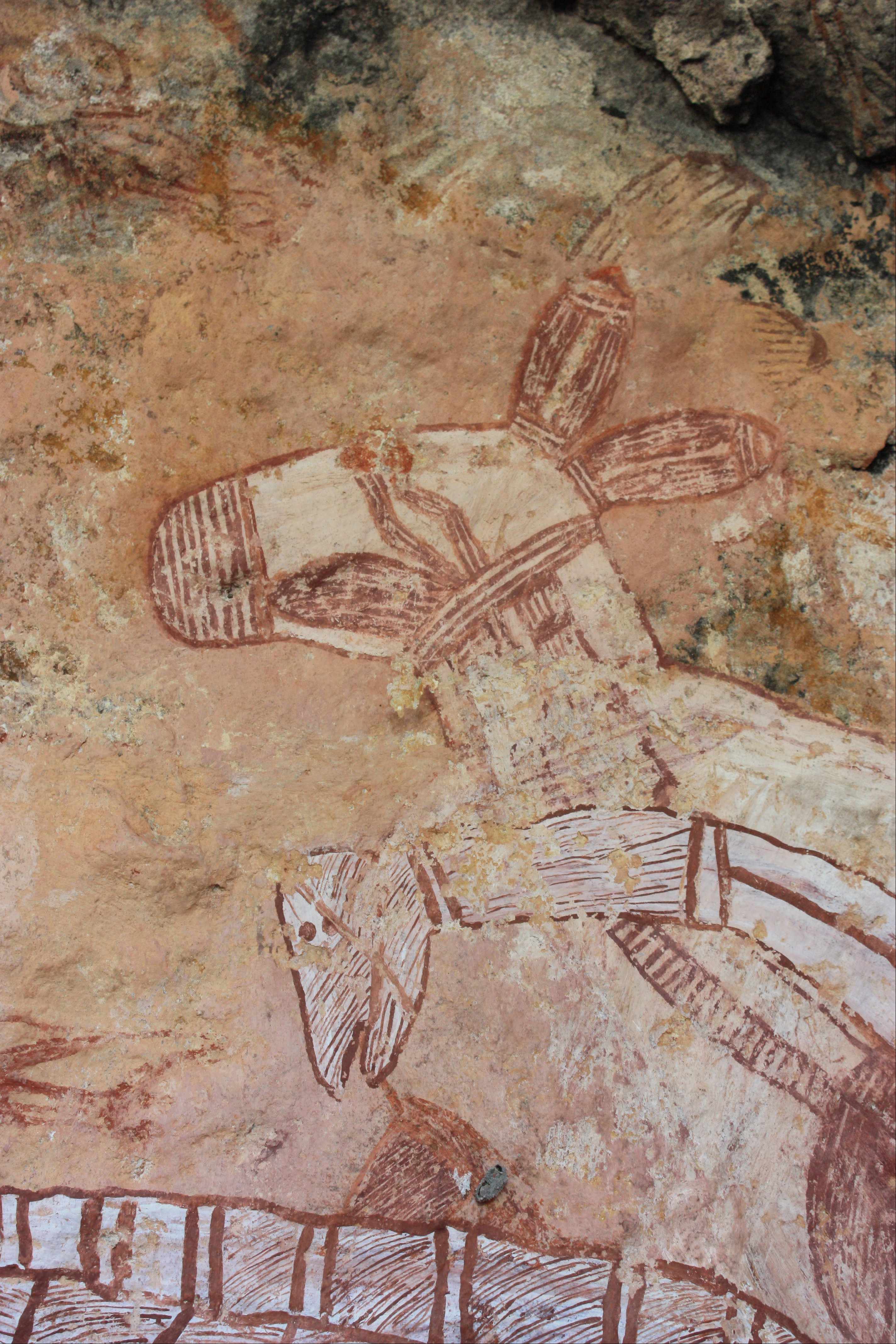
Kangourou dessiné en style rayons X
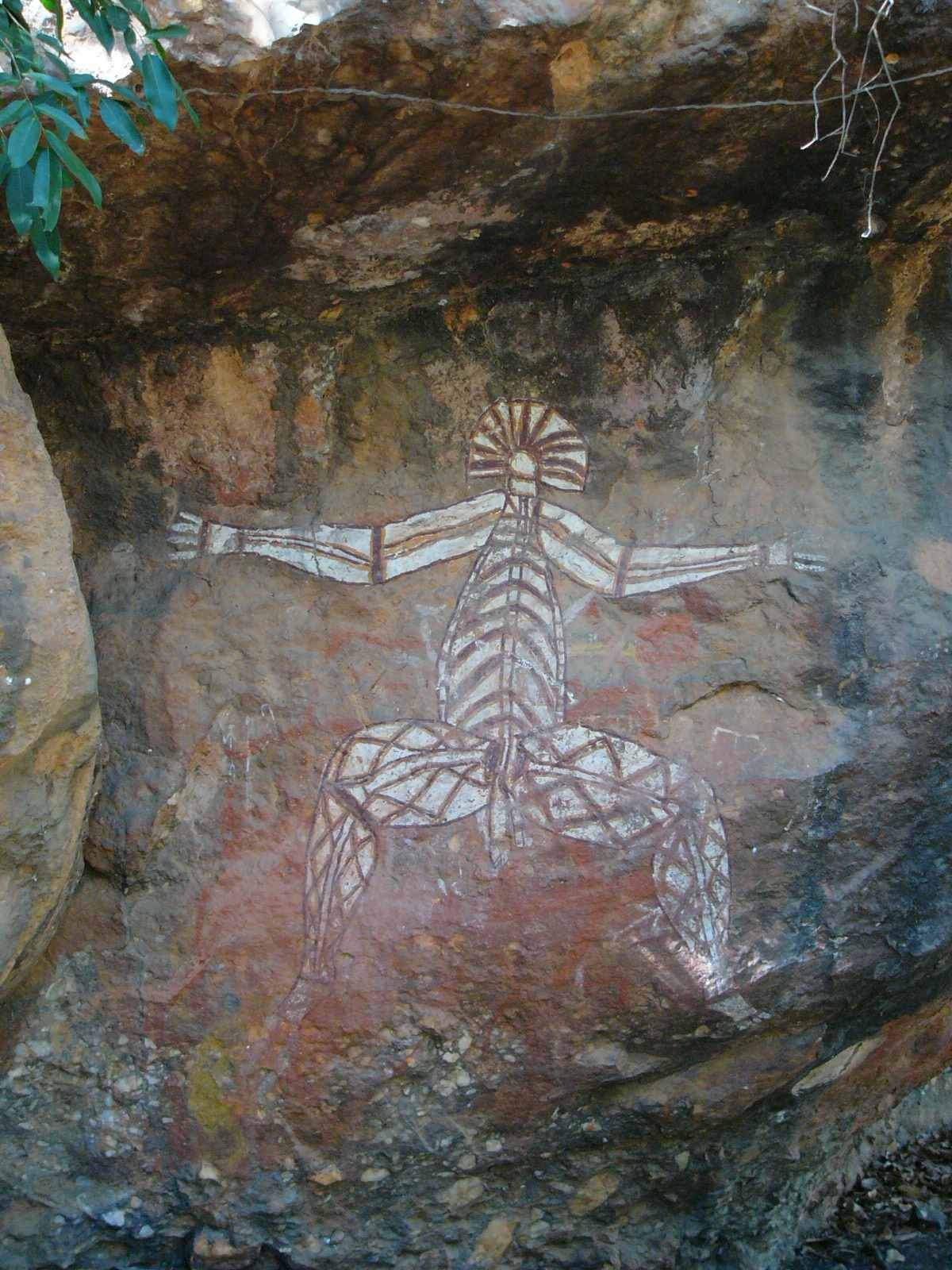
Homme dessiné en style rayons X
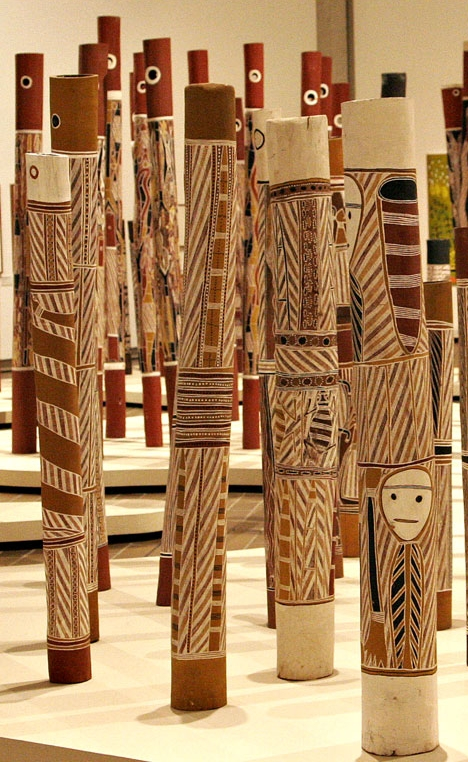
Poteaux funéraires commémoratifs
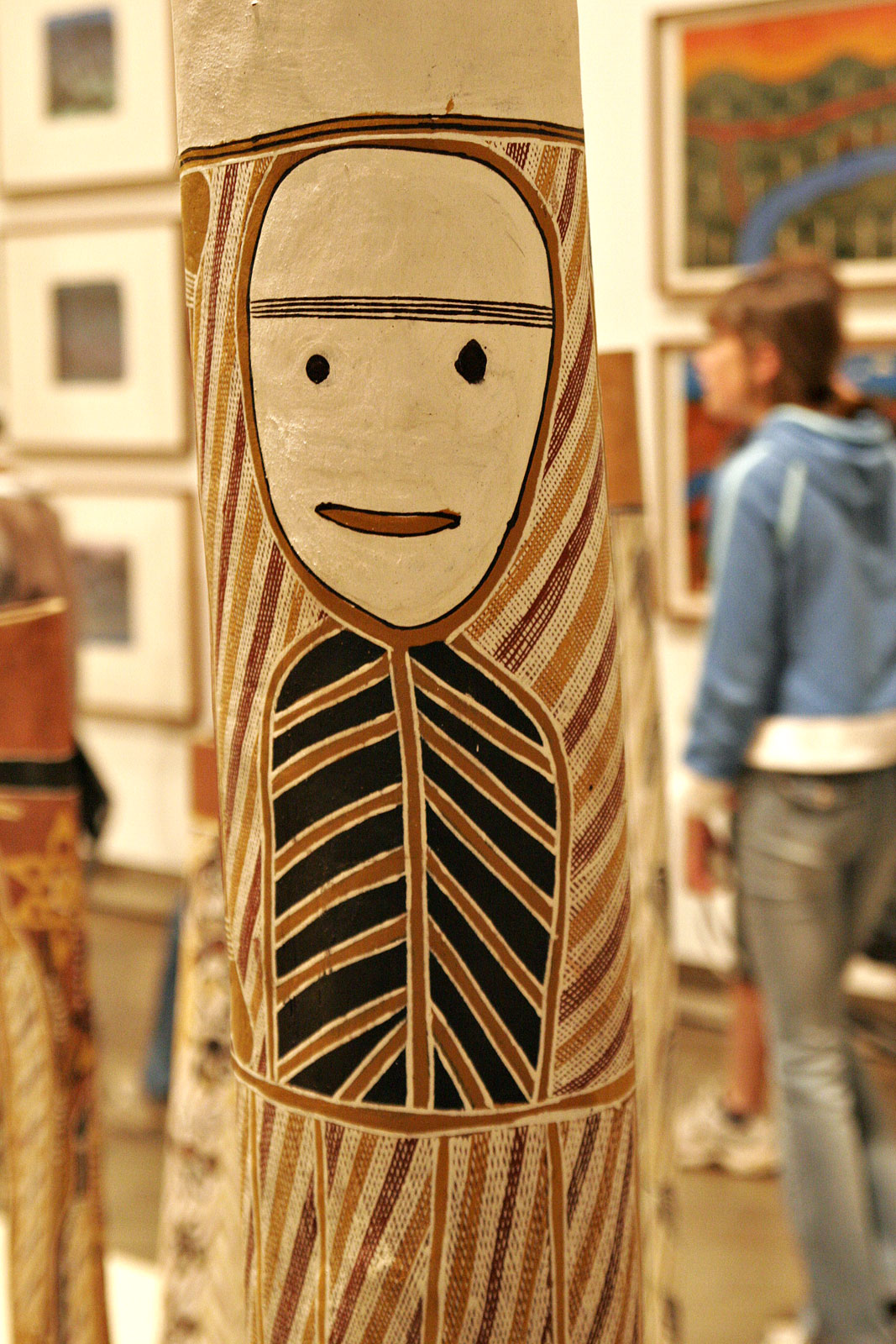
Poteau funéraire commémoratif (détail)

## Deux zones particulières
Le panorama de l'art océanien ne serait pas complet si n'étaient évoquées ici deux particularités : les exclaves polynésiennes et la Para-Micronésie.
La première zone regroupe un ensemble d'atolls situés en Micronésie d'un point de vue géographique mais rattachés à la Polynésie par ses productions artistiques - non sans prendre en compte bien sûr les exigences micronésiennes (pauvreté des matériaux disponibles, canons esthétiques locaux). L'exemple le plus frappant est issu des îles Carolines, précisément dans l'atoll de Nukuoro : les tino aitu, statues de divinité dont l'épure et la finesse sont un équivalent de l'art cycladique. Un exemple célèbre est présent à Berlin.
La Para-Micronésie regroupe les îles proches de la côte nord de l'île de Nouvelle-Guinée (les îles Kaniet dont Wuvulu et Aua et l'île Hermit. Bien que géographiquement mélanésiennes, ces îles s'expriment artistiquement selon des canons micronésiens. L'exemple le plus marquant de cette aire stylistique est le plat "apia" (ou "apia nie") de Wuvulu qui combine une épure parfaite avec une haute valeur d'échange, à l'instar des "toluk" des Palaos .

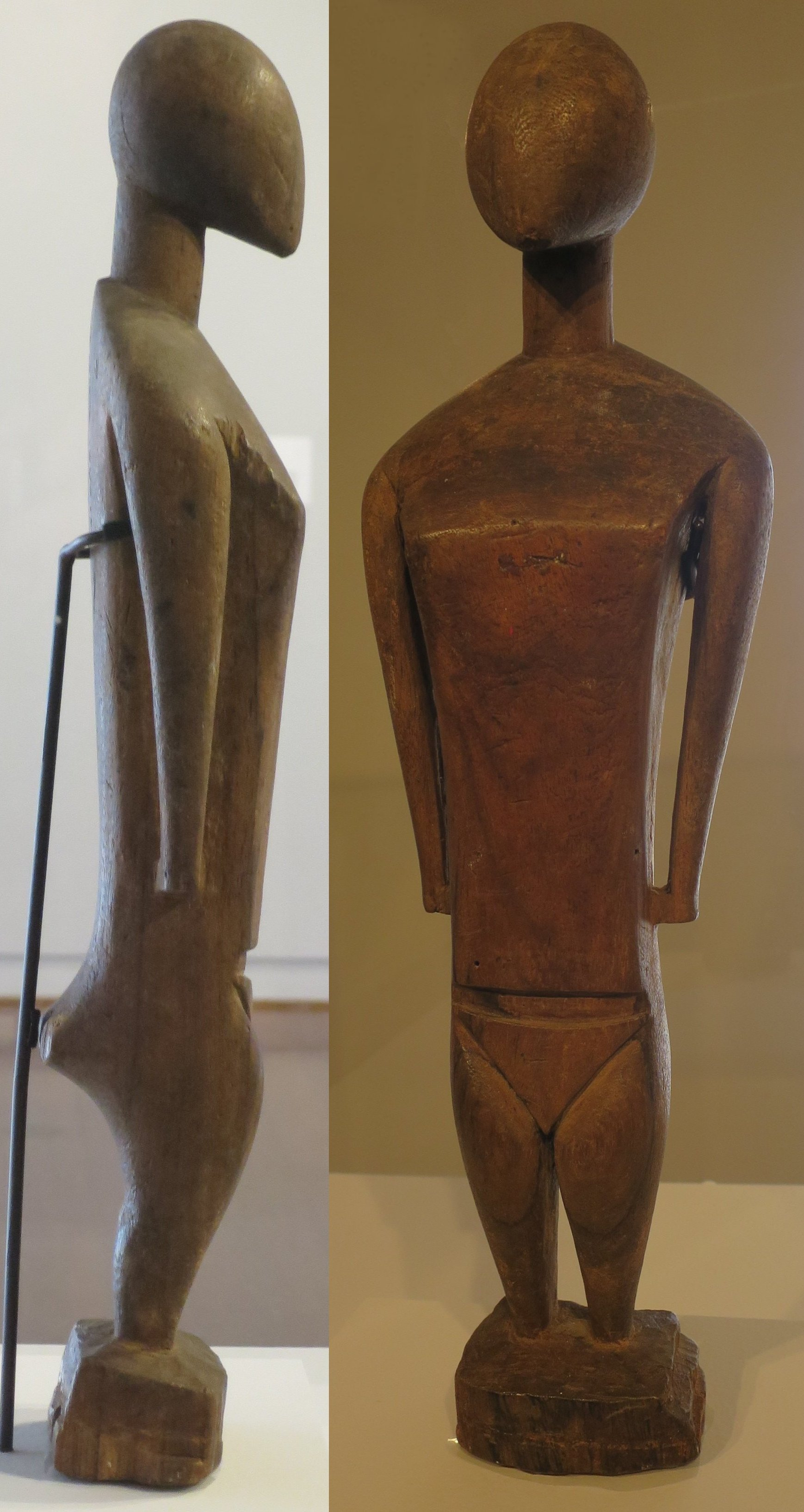
Tino aitu. Atoll de Nukuoro

## Production contemporaine
La production actuelle est d'une part accaparée par un art pompier touristique aux qualités et réussites très variables mais qui trouve parfois sa place dans des galeries d'art en Occident. Et d'autre part par une réelle production contemporaine, reconnue pour ses qualités esthétiques. Il est possible de penser, à tout le moins de l'affirmer fermement, que c'est par l'Australie que ce renouvellement a eu lieu. Assez tôt, dès les années 1930, la peinture aborigène intéresse les Blancs. Mais c'est surtout après la Seconde Guerre mondiale et la naissance d'individualités artistiques que cet art pictural reprend de l'ampleur (voir à titre d'exemple l'art balgo contemporain). Le travail ethno-esthétique de Karel Kupka joue pour beaucoup dans l'évolution du regard et l'intérêt du public. Tant des galeries que des institutions publiques acquièrent des œuvres pour expositions et ventes (la loi australienne fera aussi le nécessaire pour protéger le droit d'auteur aborigène). Aujourd'hui, des institutions comme le Centre d'art warnayaka de Lajamanu fondé par Jimmy Robertson en 1991 assurent le relais entre les communautés, les autorités publiques et le marché de l'art international, rendant ainsi pérenne cette expression artistique essentielle pour les Aborigènes.
En Papouasie-Nouvelle-Guinée, l'émergence d'un art papou contemporain est très liée à l'indépendance. Tant et si bien qu'une œuvre majeure de cette renaissance artistique prend corps dans le bâtiment du Parlement du pays. Le renouveau tient aussi par l'affirmation d'une génération individualisée de peintres dont le représentant le plus célèbre est sans doute Mathias Kauage (en).
En outre, l'art océanien contemporain doit sa vivacité à de nombreux festivals et institutions publiques. Toujours en Papouasie-Nouvelle-Guinée, le Festival de Mount Hagen, inauguré dans les années 1950, rassemble annuellement dans la ville éponyme un "concours de beauté" un grand nombre de Papous des Hautes Terres ; un autre festival papou annuel est donné à Goroka (en). Ce sont des attractions touristiques d'importance : les voyagistes s'alignent généralement sur les dates de ces événements pour leur circuits en Papouasie-Nouvelle-Guinée. À l'échelle régionale, il faut citer le Festival des Arts du Pacifique (en), festival interrégional de promotion des arts océaniens. Il a lieu tous les quatre ans depuis 1972 dans une ville d'un pays océanien.
Du côté des institutions publiques, il est primordial de citer le Centre culturel Tjibaou qui a beaucoup œuvré et œuvre toujours pour le réappropriation par les Kanaks de leur culture. Toujours dans la zone francophone d'Océanie, citons l'Espace contemporain des arts du Pacifique, centre de création contemporaine situé sur l'île de Bora-Bora en Polynésie française afin de promouvoir les arts contemporains du Pacifique.
Enfin, dernière institution en date, le PŪTAHI 3 rassemble près de quatre-vingts artistes confirmés et en devenir, maîtres de conférence, enseignants, moniteurs, étudiants, stagiaires de Aotearoa (School of Education et School of Maori and Pacific development de l’Université de Waikato – School of Maori studies de l’Université de Massey Palmerston North), Vaihi (Kamakakuokalani Center for Hawaiian Studies de l’Université de Hawaii Manoa - Keaholoa STEM Scholars Program de l’Université de Hawaii Hilo), Papouasie - Nouvelle-Guinée (Melanesian and Pacific studies Centre), Fidji (Oceanian Centre for Art, Culture and Pacific Studies) et Polynésie française (Centre des Métiers d’Art).

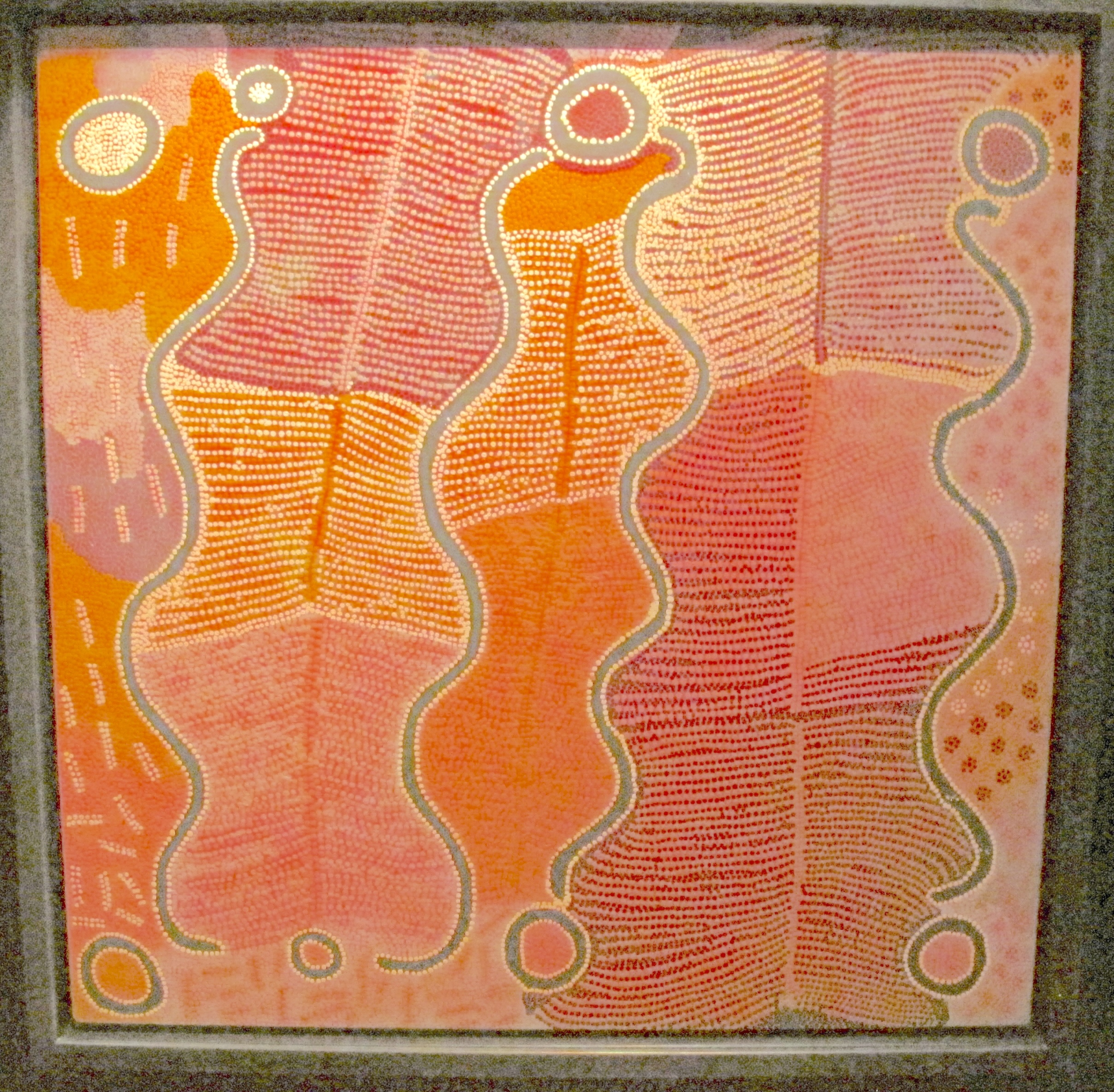
Le rêve du serpent liane, Maggie Napangardi Watson (Désert australien), 1990. Acrylique sur toile, 92 x 92 cm. Musée du quai Branly[23].

#### Généralités
- Arts premiers, Marine Degli & Marie Mauzé, Gallimard, coll. « Découvertes Gallimard / Arts » (no 393), 2000, rééd. 2006., 160 pages  (ISBN 978-2-07-0335527)
- Jean-Jacques Breton, Les arts premiers, Paris, 2008 (Que sais-je ?, 3817)  (ISBN 978-2-13-056609-0)
- Jean Guiart, Océanie, Gallimard, coll. « L'univers des formes », 1963, 462 p. (ISBN 978-2-07-010244-0)
- Jean Guiart, Aspects de la spéculation portant sur les arts océaniens (240-252), article dans Ça plaît ou ça plaît pas, III, 010, (et 473-476),
- Maurice Leenhardt, L'art océanien, Paris, 1947, Éd. du Chêne
- Adrienne Kaeppler et Christian Kaufmann (préf. Douglas Newton), L'art océanien, Paris, Citadelles et Mazenod, 1993, 637 p. (ISBN 978-2-85088-061-2, BNF 36671901)
- Anthony Meyer (dir.), Art océanien, Paris, Gründ, 1995, 640 p. (ISBN 978-2-7000-2323-7, BNF 35832717) Deux volumes
- Vincent Bounoure, Vision d'Océanie : Exposition. Paris, Fondation Dapper. 1992-1993, Paris, Musée Dapper, 1992, 252 p. (ISBN 978-2-906067-20-2, BNF 35542910)
- Nicholas Thomas (trad. de l'anglais), L'art de l'Océanie, Londres et Paris, Thames & Hudson, coll. « L'univers de l'art », 1995, 216 p. (ISBN 978-2-87811-099-9, BNF 35805665)
- Frank Herremann (dir.), Océanie : Signes de rites, symboles d'autorité, Bruxelles, Fonds Mercator, 2008, 191 p. (ISBN 978-90-6153-838-7, BNF 41413786)
- Motifs d'Océanie, Hazan
- (en) Adrienne Kaeppler, The Pacific Arts of Polynesia and Micronesia, Oxford, Oxford university press, 210 p. (ISBN 978-0-19-284238-1, BNF 41220062)

#### Mélanésie
- Art papou, Nouvelles Éditions Scala, Paris, 2000 & L'art papou : Austronésiens et Papous de Nouvelle-Guinée (catalogue d'exposition, Musée de Marseille, Marseille, 2000 ; ces deux ouvrages sont de Alain Nicolas.
- Maxime Rovere (dir.) et Magali Melandri, Rouge kwoma : peintures mythiques de Nouvelle-Guinée : exposition, Paris, Musée du quai Branly, 14 octobre 2008-4 janvier 2009, Paris, Réunion des musées nationaux : Musée du quai Branly, 2009, 94 p. (ISBN 978-2-915133-93-6)
- Objets de pouvoir en Nouvelle-Guinée : catalogue de la donation Anne-Marie et Pierre Pétrequin, Réunion des musées nationaux : musée d'Archéologie nationale, Saint-Germain-en-Laye, 2006
- Vanuatu Océanie : Arts des îles de cendre et de corail, Paris, Réunion des musées nationaux, 1996, 365 p. (ISBN 978-2-7118-2914-9, BNF 36162644)Catalogue de l'exposition au musée de Port-Vila (28 juin 1996-10 août 1996), au Musée territorial de Nouvelle-Calédonie à Nouméa (3 septembre 1996-30 octobre 1996), au Museum für Völkerkunde à Bâle (15 mars 1997-10 août 1997), et au Musée national des arts d'Afrique et d'Océanie à Paris (30 septembre 1997-2 février 1998)
- 100 objets de navigation en Mélanésie, Didier Zanette, Publication de la Galerie Lapita (Nice, juillet 2009)
- Stéphen Chauvet, Les arts indigènes de la Nouvelle Guinée, Paris, Société d’Éditions Géographiques, Maritimes et Coloniales, 1930, 350 pages, 486 figures en 114 planches.

#### Micronésie
- Art de Micronésie Jean-Edouard Carlier, publication de la Galerie Voyageurs et curieux (Paris, 2013)
- Micronésie et Para-Micronésie Jean-Edouard Carlier, publication de la Galerie Voyageurs et curieux (Paris, 2007)

#### Polynésie
- Sylviane Jacquemin, Rao-Polynésies : exposition... au Musée des arts d'Afrique et d'Océanie, Paris, octobre 1992-mars 1993, Paris, Éditions Parenthèses / Réunion des Musées Nationaux, 1992, 77 p. (ISBN 978-2-86364-501-7, BNF 35550503)
- Polynésie Arts et divinités, Steven Hooper, RMN-MQB, Paris, 2008
- Mangareva Panthéon de Polynésie, Philippe Peltier [dir.], Somogy, Paris, 2009

#### Australie
- Wally Caruana (trad. de l'anglais), L'Art des Aborigènes d'Australie, Londres/Paris, Thames & Hudson, 1994, 216 p. (ISBN 978-2-87811-078-4, BNF 35724275)
- Morphy, Howard (trad. de l'anglais), L'art aborigène, Londres, Phaidon, coll. « Art et idées », 2003, 447 p. (ISBN 978-0-7148-9305-1, BNF 38979244)
- Alain Nicolas (dir.), Paysages rêvés : artistes aborigènes contemporains de Balgo Hills (Australie occidentale) : Exposition, Marseille, musée d'Arts Africains, Océaniens, Amérindiens ; Galeries Gaston Defferre-Centre de la Vieille Charité, 5 juin-3 octobre 2004, Gand, Snoeck, 2004, 128 p. (ISBN 978-90-5349-497-4, BNF 39250088)
- Karel Kupka, Un art à l'état brut : peintures et sculptures des aborigènes d'Australie, Lausanne, La Guilde du Livre et Éditions Clairefontaine, 1962

#### Jeunesse
- Taonga Trésors des peuples d'Océanie, Réunion des musées nationaux : Grand Palais
- L'Art maori, Marine Degli & Olivier Morel, Éditions courtes et longues, 2008.
- L'Art aborigène, Marine Degli & Olivier Morel, Éditions courtes et longues, 2010.
- Magali Mélandri, Arts de l'Océanie : Merveilles du Pacifique, Paris, Palette, 2012, 29 p. (ISBN 978-2-35832-098-6, BNF 42610002)